# 港鐵公司
香港鐵路有限公司（簡稱：港鐵公司；英語：；企業標誌為；港交所：0066，OTCBB：MTRJY
）於1975年9月26日創立，當時名為地下鐵路公司（英語：Mass Transit Railway Corporation），於2000年宣佈私有化，同年4月26日註冊成為有限公司，更名為地鐵有限公司（英語：MTR Corporation Limited）。2007年兩鐵合併，同年12月2日起透過服務經營權營運九廣鐵路公司網絡及業務而改為現時名稱。
香港鐵路有限公司總部位於香港九龍灣偉業街33號德福廣場港鐵總部大樓及國際金融中心二期33樓，主要業務是在香港經營壟斷型的綜合鐵路網絡——港鐵，當中包括由其建造及擁有的系統及服務經營權下的九廣鐵路公司系統。

## 歷任首長
- 地下鐵路臨時管理局—主席
  - 夏鼎基（Charles Philip Haddon-Cave，1972至1974年）
- 地下鐵路公司—董事局主席
  - 唐信（Norman Thompson，1974年至1983年）
  - 李敦（Wilfrid Newton，1983年至1989年）
  - 誠（Hamish Rhearlach Mathers，1989年至1995年）
- 地鐵有限公司—董事局主席兼行政總裁
  - 蘇澤光（1995年至2003年7月20日）

| - 地鐵有限公司—董事局非執行主席 - 錢果豐（2003年7月21日至2007年12月1日） | - 地鐵有限公司—行政總裁 - 周松崗（2003年12月1日至2007年12月1日） |

| - 香港鐵路有限公司—董事局非執行主席 - 錢果豐（2007年12月2日至2015年12月31日） - 馬時亨（2016年1月1日至2019年6月30日） - 歐陽伯權（2019年7月1日至今） | - 香港鐵路有限公司—行政總裁 - 周松崗（2007年12月2日至2011年12月31日） - 韋達誠（Jay Walder，2012年1月1日至2014年8月15日） - 梁國權（2014年8月至2015年3月15日，署理） - 梁國權（2015年3月16日至2019年3月31日） - 金澤培（2019年4月1日至2025年12月31日） - 楊美珍（2026年1月1日起） |

| - 香港鐵路有限公司車務營運總管 - 李聖基（2017年2月1日至2019年1月1日） |
| - 香港鐵路有限公司車務營運及本地鐵路總管 - 李婉玲（2020年6月1日至今） |

## 簡介

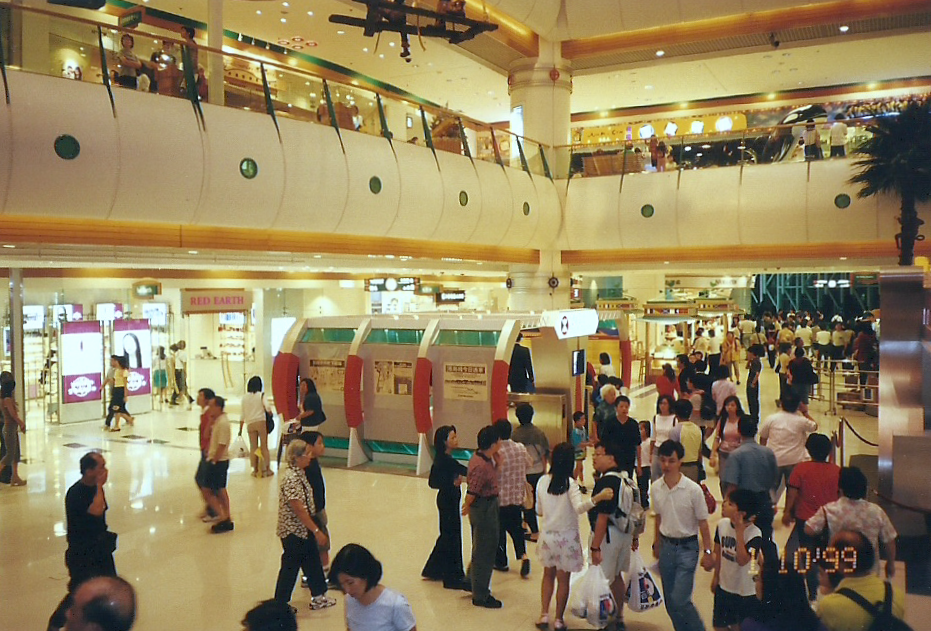
地下鐵路公司1999年於青衣城舉行的歷史展覽

「地下鐵路公司」於1975年根據《地下鐵路公司條例》（《香港法例》第270章）成立，法定資本為20億港元，作為一家法定法團在香港建造及經營一個集體運輸鐵路系統，並由財政司法團以信託形式代表當時的香港政府全資擁有，而且採取審慎商業原則運作，配合本地的公共交通運輸需求。於1979年，地下鐵路首段落成啟用。政府在1981至1995年期間多次增加該公司的法定資本至327億港元使地下鐵路公司可應用資本以興建包括機場鐵路在內的鐵路。而其他行車綫相繼於1982年及1986年啟用。截至1997年3月31日止，經財務委員會批准，已向地下鐵路公司注資合共約321億港元。1998年，一條特別為香港國際機場而建造的鐵路機場快綫落成啟用。

### 私有化
1999年3月3日，財政司司長曾蔭權的財政預算案演詞中宣布，香港特區政府建議將地下鐵路公司私有化：財政司司長法團代表政府在2000年6月公開招股，出售地下鐵路公司23%的股份；地下鐵路公司成為「地鐵有限公司」，並於2000年10月5日在香港聯合交易所上市。2000年11月1日，財政司司長法團（政府）根據授予最初股份發售包銷商的超額配股權，完成出售額外1.5億股地鐵公司股份；政府現持有4,434,552,207股股份、佔全部已發行股本約75.09%，政府雖然仍為大股東，但該次公開招股向香港市民等投資者出售了近10億股份，地鐵公司成為香港上市公司中股票持有人最多的公司。政府承諾會由上市日起計最少20年內維持為地鐵有限公司的主要股東，並繼續在法律及實益上持有不少於地鐵有限公司普通股本的50%及持有不少於地鐵有限公司股東大會上投票權的50%。上市後，地鐵公司的盈餘持續增長。

### 發展地產
港鐵公司成立初期已經與地產發展商合作，在車站與車廠上蓋及周邊從事住宅及商業物業發展及銷售；而且擁有一個投資物業組合作長期投資，並提供物業管理服務。其發展的沿綫物業及物業管理業務於2000年代持續發展。較知名的香港物業業務包括：君臨天下、凱旋門、日出康城等住宅項目，及圓方、國際金融中心一、二期／國際金融中心商場、環球貿易廣場（已連同管理權售予合作發展商新鴻基地產）等商業項目。截至2011年12月31日，港鐵公司管理住宅單位數目86,162個單位和管理商用及寫字樓面積744,725平方米。2007年，地鐵公司錄得151億港元盈利，比1997年的2.78億港元為高。

### 其他業務
隨著業務持續發展，港鐵公司亦從有關鐵路的其他業務中賺取收入，包括經營廣告服務、車站小商店租賃及提供電訊服務；而且亦積極在香港以外跟其他機構合作，提供鐵路顧問服務，興建及營運倫敦地上鐵、深圳地鐵、北京地鐵等城市的鐵路系統。近年，港鐵更成為「國際都市鐵路聯會（CoMET）（页面存档备份，存于）」的創會會員之一，及成為「國際公共交通聯合會（UITP）（页面存档备份，存于）」的會員之一。2008年8月，港鐵公司成為唯一提供「北京奧運馬術比賽鐵路運輸服務」的交通運輸機構。在電子票務方面，港鐵公司成立了附屬公司「八達通卡有限公司」從事智能卡系統的營運，港鐵及其他主要交通營運商均利用八達通系統收取大部份車費，八達通卡公司更將其業務拓展至非運輸行業。

### 盈利
港鐵公司不但在公共交通系統企業中以擁有龐大盈利而聞名於世，在2008年度，其經營利潤增長57.7%至93.25億港元，是歷年最多。翌年，港鐵更在《福布斯》全球上市公司2000強（Forbes Global 2000（页面存档备份，存于））排行榜中再次進入全球850強，較2008年前進91席，名列第721位，在多家上榜的香港企業中，排名第13，位列運輸企業第2名；而且在英國《金融時報》公佈的2009年全球市值500強企業排行榜（FT Global 500（页面存档备份，存于）），港鐵公司在全球企業排名中佔第367位，在全球旅遊休閒行業排名第4。同時，港鐵公司在香港交易所中的總市值超過1,500億港元，成為總市值最大的基建類公司。目前為止，港鐵公司一直維持超過50%之一的營運盈餘，得以收回投資資本，令其成為全球少數能在營運公共交通系統中有盈利的公司，而且是世界唯一不再需要依賴政府補貼（如鐵路上蓋物業等）營運的城市軌道交通系統運營商。2008年，港鐵在香港的專利公共交通工具市場佔有率為42.7%。2013年，港鐵在香港的專利公共交通工具市場佔有率為46.9%。

### 發債
港鐵公司2025年6月宣布成功為首次發行的30億美元次級永續證券完成定價，這是亞洲（日本除外）歷來最大規模的美元企業次級永續證券發行。該證券分為兩期，分別是5.5年內不可贖回的15億美元永續證券，票息為4.875%，以及10.5年內不可贖回的15億美元永續證券，票息為5.625%。以此計算，港鐵每年需支付約1.575億美元（約12.4億港元）的利息。

### 兩鐵合併
2007年12月2日，九廣鐵路公司（由香港特區政府全資擁有）所經營的網路，由地鐵有限公司承租營運50年，並接收九鐵絕大多數員工及物業。同時，地鐵有限公司的中文名稱改為「香港鐵路有限公司」（港鐵公司）。這也標誌著香港鐵路發展的一個新里程。

## 年表

### 急速擴張（成立至1990年代）

上圖是地下鐵路公司當年在香港的「修正早期系統」路綫圖

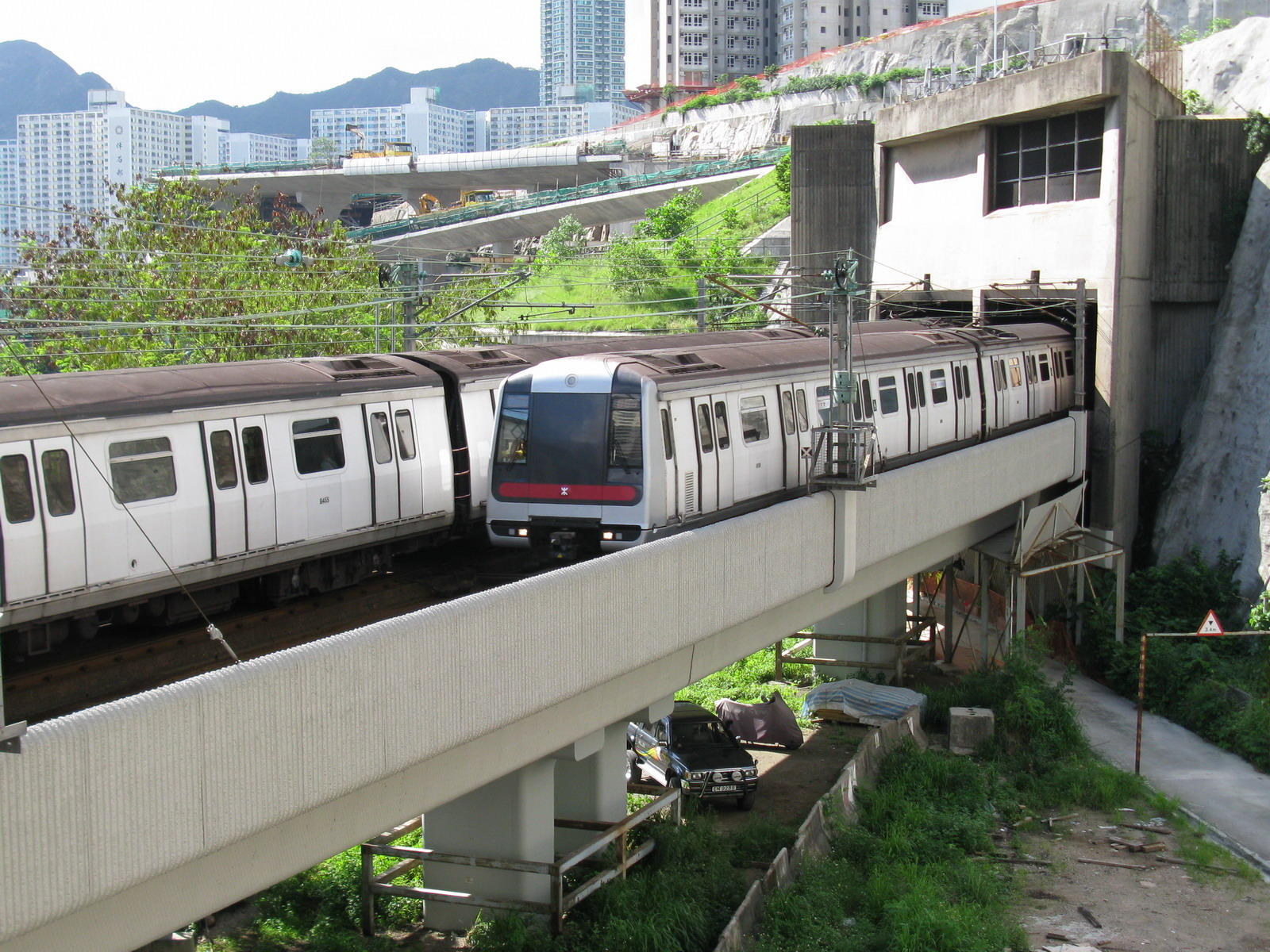
地鐵有限公司於1990年代後期是把最初引入的列車翻新（圖為攝於彩虹站附近的翻新列車）

- 1975年9月26日，《地下鐵路公司條例》（香港法例第270章）通過，香港政府成立地下鐵路公司並全資擁有，取代舊有的集體運輸臨時局，負責監督、統籌及營運地鐵；同年，地下鐵路正式興建；
- 1979年10月1日，地下鐵路觀塘至石硤尾段通車；
- 1982年5月17日，地下鐵路荃灣綫通車，修正早期系統全段通車；同年3月11日，港島綫（第一期）動工興建。
- 1983年3月9日：港島線（第二期）動工興建。
- 1985年5月31日，地下鐵路港島綫首階段（金鐘至柴灣）通車。翌年5月23日金鐘至上環段通車。
- 1989年8月5日，東區海底隧道竣工，地下鐵路觀塘綫（觀塘至鰂魚涌段）通車；
- 1998年6月22日，地下鐵路東涌綫通車，成為第一條伸延大嶼山的鐵路用；7月6日，機場快綫通車，專為連接機場而設的鐵路，往返市區；
- 1999年6月16日，地下鐵路公司宣佈改組為地鐵有限公司，為將來上市作好預備。

### 發展新方向（2000年至2007年兩鐵合併）

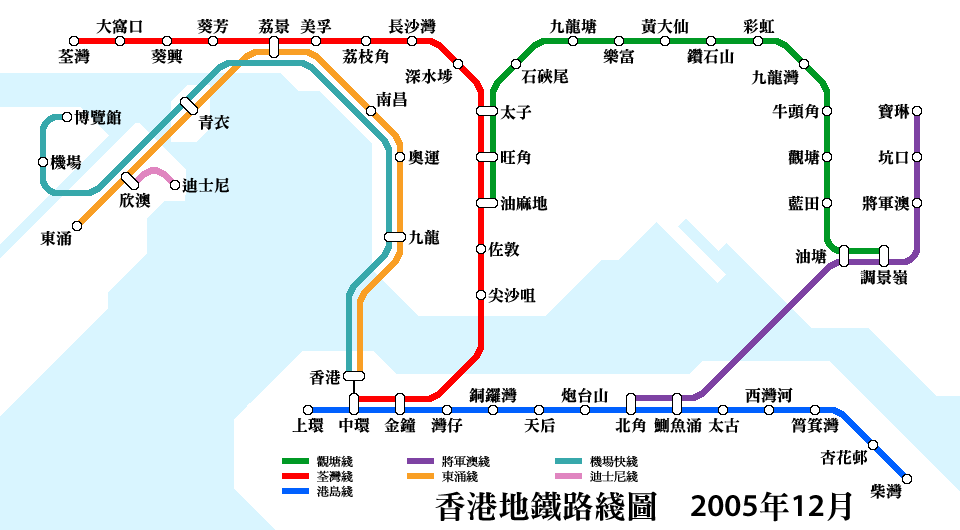
上圖是地鐵有限公司兩鐵合併前的路綫圖

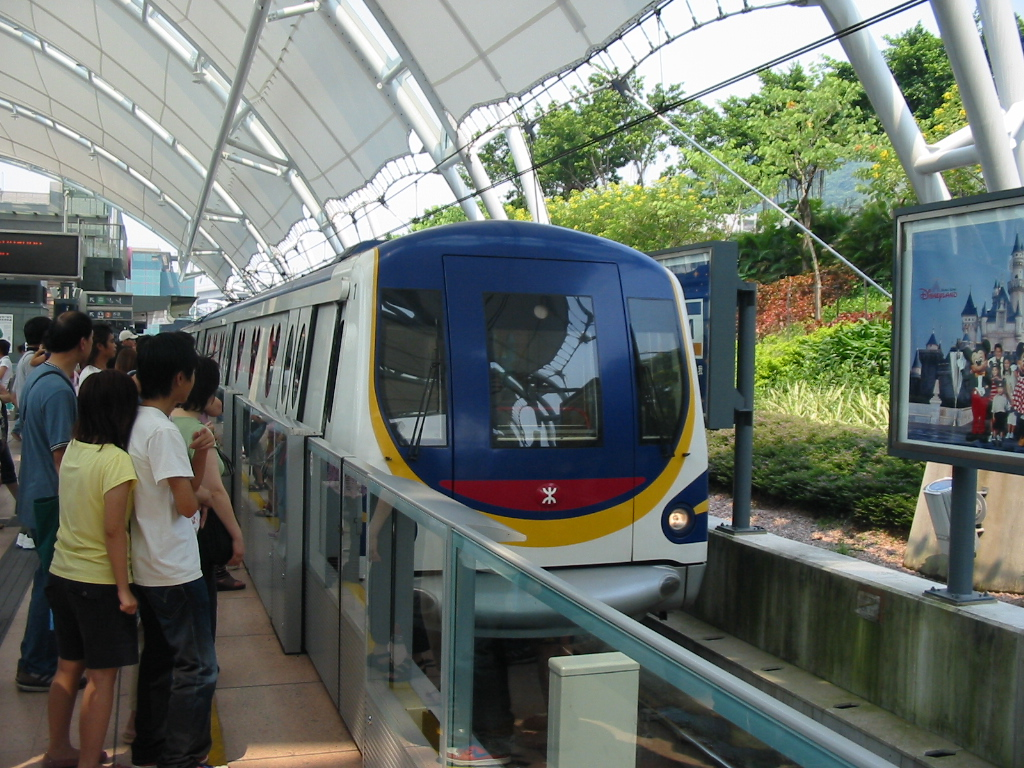
地鐵有限公司於2000年代興建的迪士尼綫是全球首條專為迪士尼樂園而設的鐵路（圖為攝於欣澳站的主題列車）

- 2000年4月26日，地鐵有限公司成立為法團；
- 2000年6月30日，《地下鐵路條例》（香港法例第556章）生效，原《地下鐵路公司條例》相應被廢除。同日，地下鐵路公司的所有財產、權利及負債均轉歸予地鐵有限公司；
- 2000年10月5日，香港特區政府為地鐵有限公司進行私有化，於香港聯合交易所以每股＄9.38，發售11.5億股上市，成為股份有限公司
- 2001年1月，地鐵有限公司與聯俊達有限公司（2002年改名為八達通卡有限公司）及其他股東簽署新股東協議，地鐵公司以1560萬港元將其持有部分之聯俊達股份轉至九龍公共巴士及城巴；
- 2001年9月27日，地鐵鰂魚涌轉綫通道紓緩工程完成，觀塘綫延至北角作為總站；
- 2002年5月，地鐵有限公司與政府簽立將軍澳車廠上蓋項目日出康城的租契[16]。
- 2002年7月，地鐵有限公司於行政會議上舉行的會議上簽訂有關竹篙灣鐵路（迪士尼綫）的設計、建造、融資及營運的項目協議草擬本，最終協議以簽訂前對草擬本所作的必要修訂為準；竹篙灣鐵路將由地鐵有限公司建造，為香港迪士尼樂園提供服務的鐵路及相關的服務及設施；
- 2002年8月18日，地鐵將軍澳綫全綫通車；
- 2004年1月，地鐵有限公司與中國深圳市政府訂立了關於深圳地鐵4號線（現稱龍華綫）第二期的建設及四號綫的運營原則性協議；
- 2004年2月，地鐵有限公司表示政府已邀請集團及九廣鐵路公司（九鐵）就集團與九鐵之間可能發生的合并一事開始商討，以求在2004年8月31日前完成有關商討；
- 2004年9月，地鐵有限公司表示已就與九鐵之間可能發生的合併向政府提交了一份合併聯合報告；
- 2005年8月1日，迪士尼綫投入服務；
- 2005年10月，地鐵有限公司持57.4％權益之八達通計劃將非付款業務分拆，成立八達通控股及旗下包括八達通、八達通智庫、八達通廣聯、八達通獎賞及八達通投資等五間新公司，集團持有之權益將為持不變；另集團將借出8610萬港元，為期5年年利率5.5厘之貸款；
- 2006年4月11日，行政會議通過九廣鐵路公司和地鐵公司以服務專營權方式合併，決定將九廣鐵路公司的專營權讓予地鐵有限公司；
- 2006年9月18日，昂坪纜車（昂坪360）正式通車；
- 2007年2月，地鐵有限公司獲政府批准於將軍澳56區將軍澳市地段72號進行一個由酒店、寫字樓、住宅、商業及停車處所組成之綜合用途發展項目（即後來的天晉），總樓面面積將不超過16.9萬平方米。地價33.45億港元將由發展商新鴻基地產支付；
- 2007年6月，香港鐵路有限公司成功獲得倫敦地鐵的專營權。專營權由2007年11月11日開始，為期7年，其後可選擇續期2年；
- 2007年6月8日，立法會通過兩鐵合併條例草案，並成立小組委員會以研究附屬法例草案。
- 2007年8月8日，香港特區政府宣布委任錢果豐博士為兩鐵合併後港鐵公司的董事局非執行主席，並選定周松崗先生為合併後公司的行政總裁；
- 2007年8月9日，地鐵有限公司與香港特區政府及九廣鐵路公司訂立正式合併協議，以與九鐵進行業務合併及購入若干物業權益；
- 2007年10月9日，地鐵有限公司的獨立股東於股東特別大會上表決贊成與九鐵合併的方案。將來九廣鐵路公司現有的本地鐵路業務、計劃中的鐵路發展、九廣鐵路沿綫的物業發展權將交由地鐵公司管理，並有50年的專營權（可延長），而九鐵公司只保留鐵路業務的資產和負債。地鐵公司為是次合併需先繳付42.5億及每年繳付7.5億元予九鐵公司作為租用鐵路資產的租金，和一筆過繳付77.9億以收購九鐵公司現有鐵路上蓋物業的發展權，而原來九鐵鐵路業務的收益需與九鐵公司對分。

### 邁進新紀元（2007年兩鐵合併至現今）

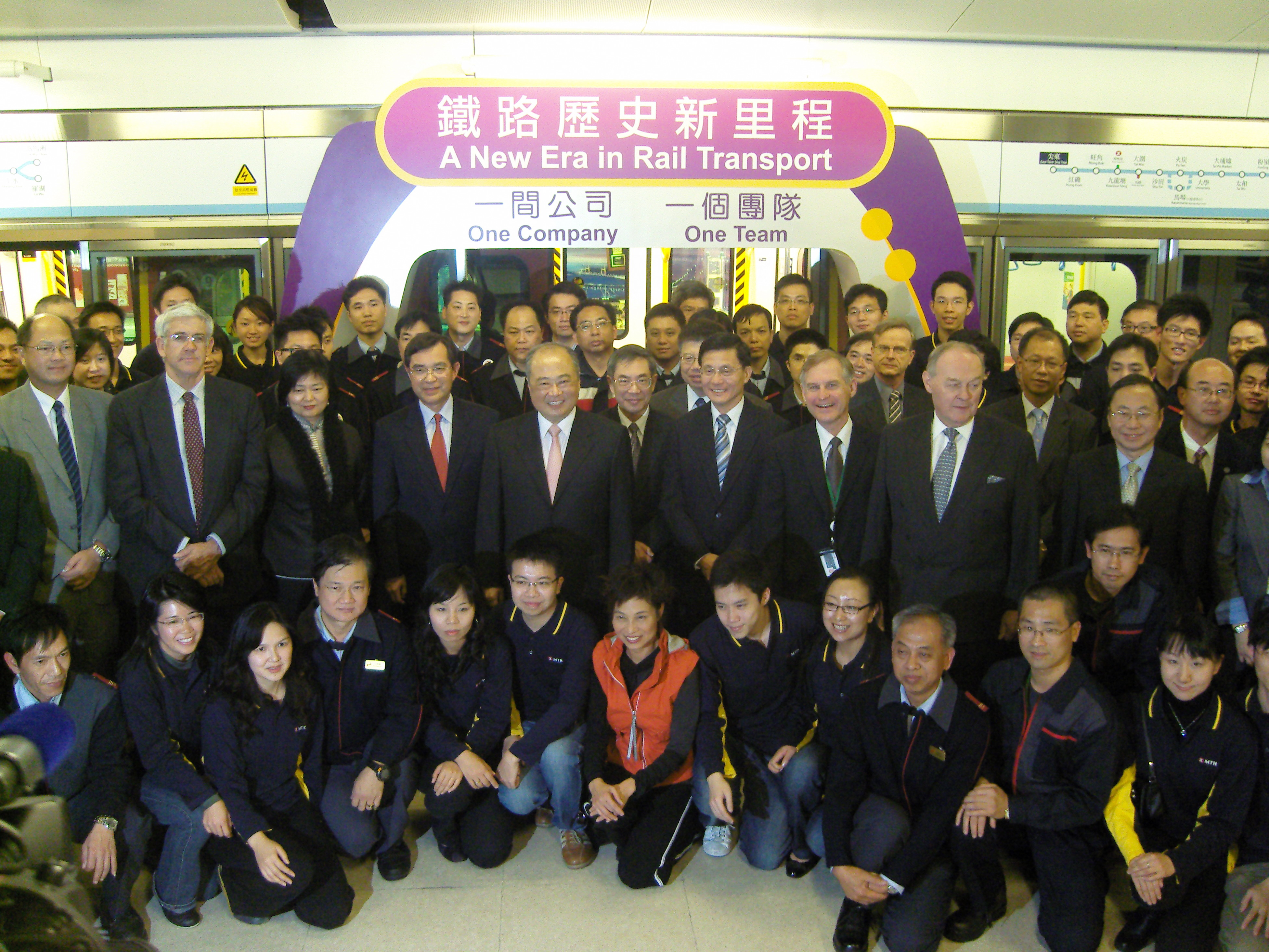
兩鐵合併生效，九鐵公司網絡交由地鐵公司管理及營運（圖為2007年12月2日凌晨，尖東站舉行的合併儀式）

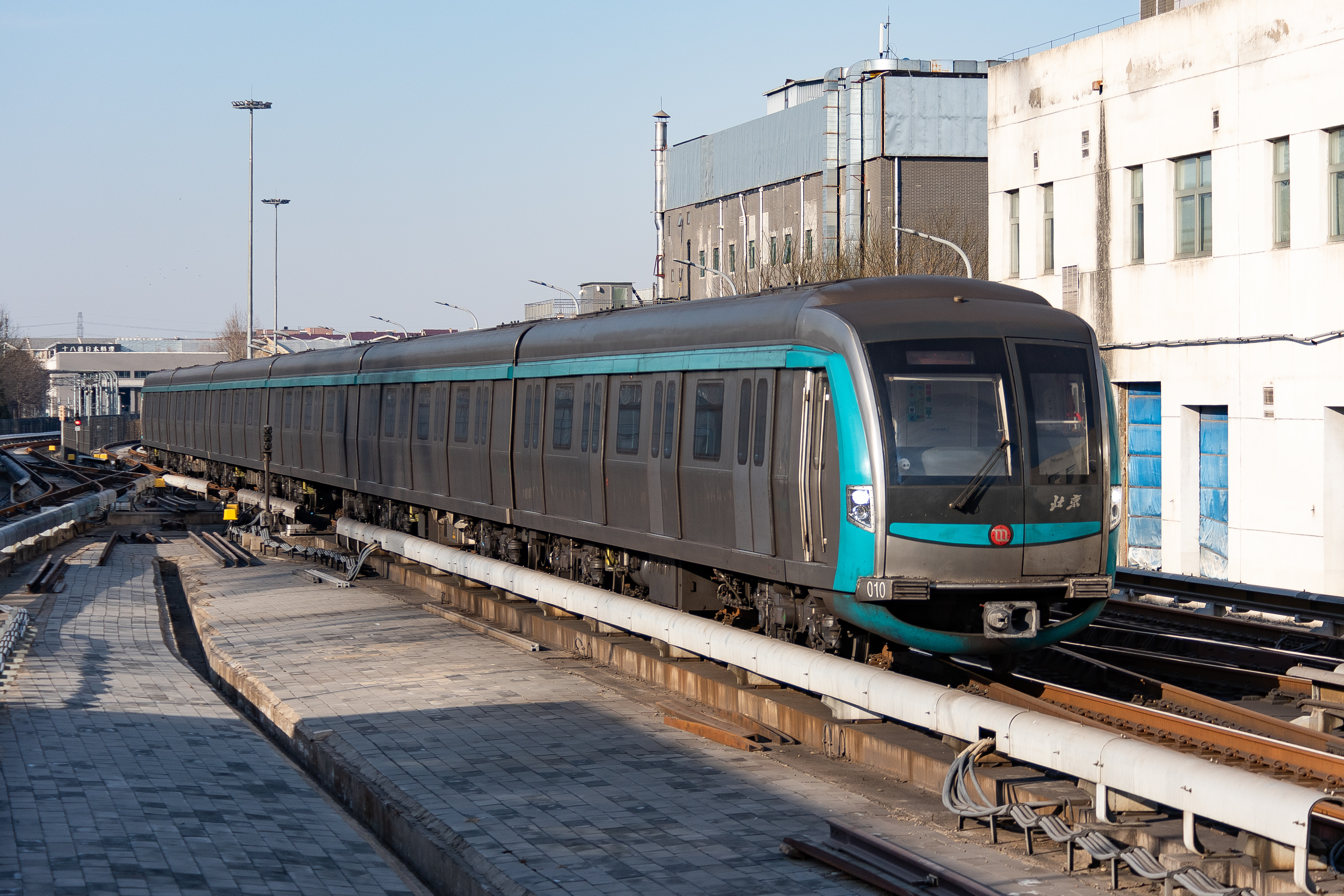
2009年通车的北京地铁4号线是港铁公司与京投公司、首创置业联合创立的京港地铁公司运营的线路。4号线无论在车站设计上、广播报站上还是运营手段上都借鉴于港铁。

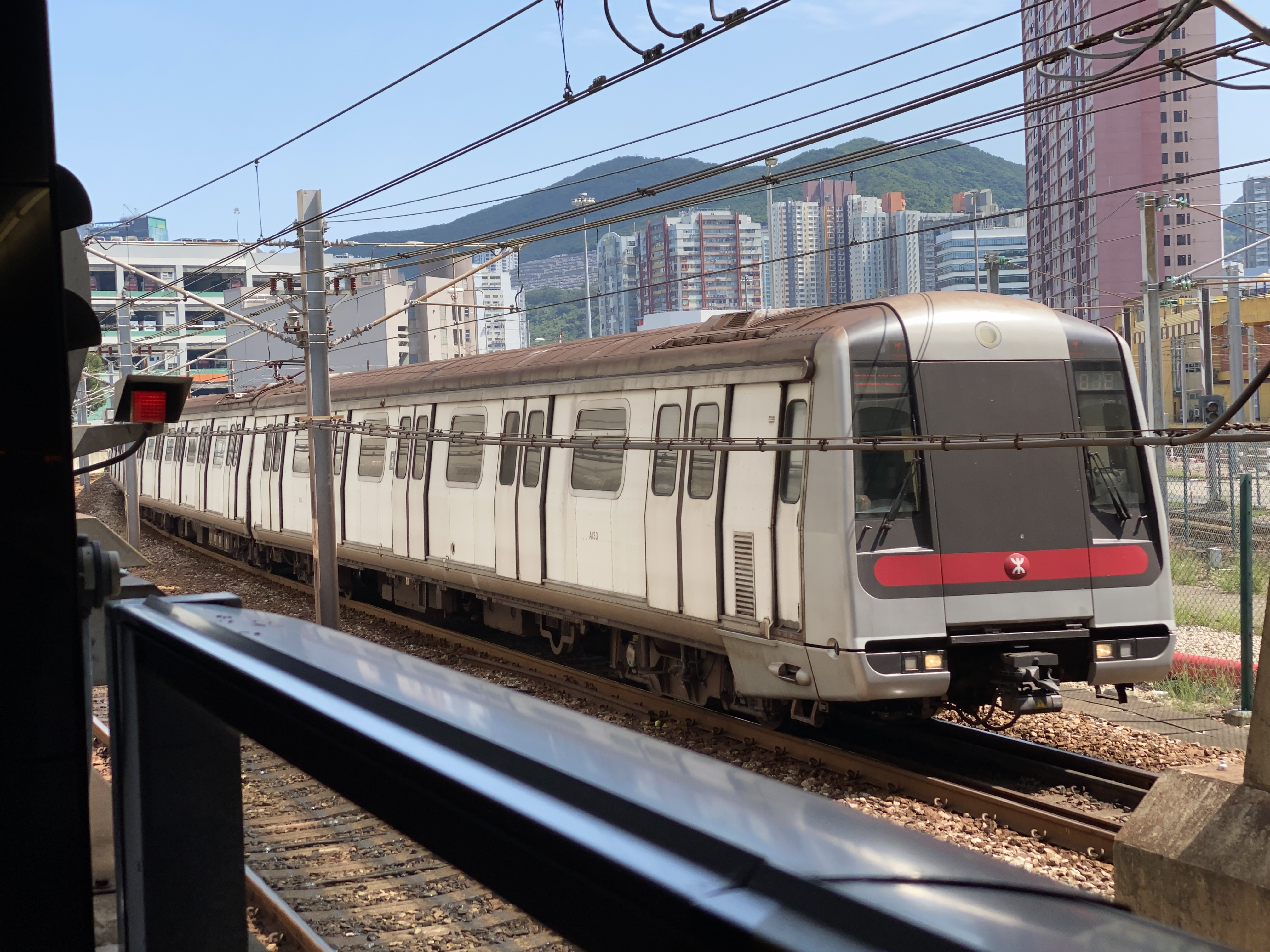
2014年12月28日西港島綫通車，令西區有鐵路服務

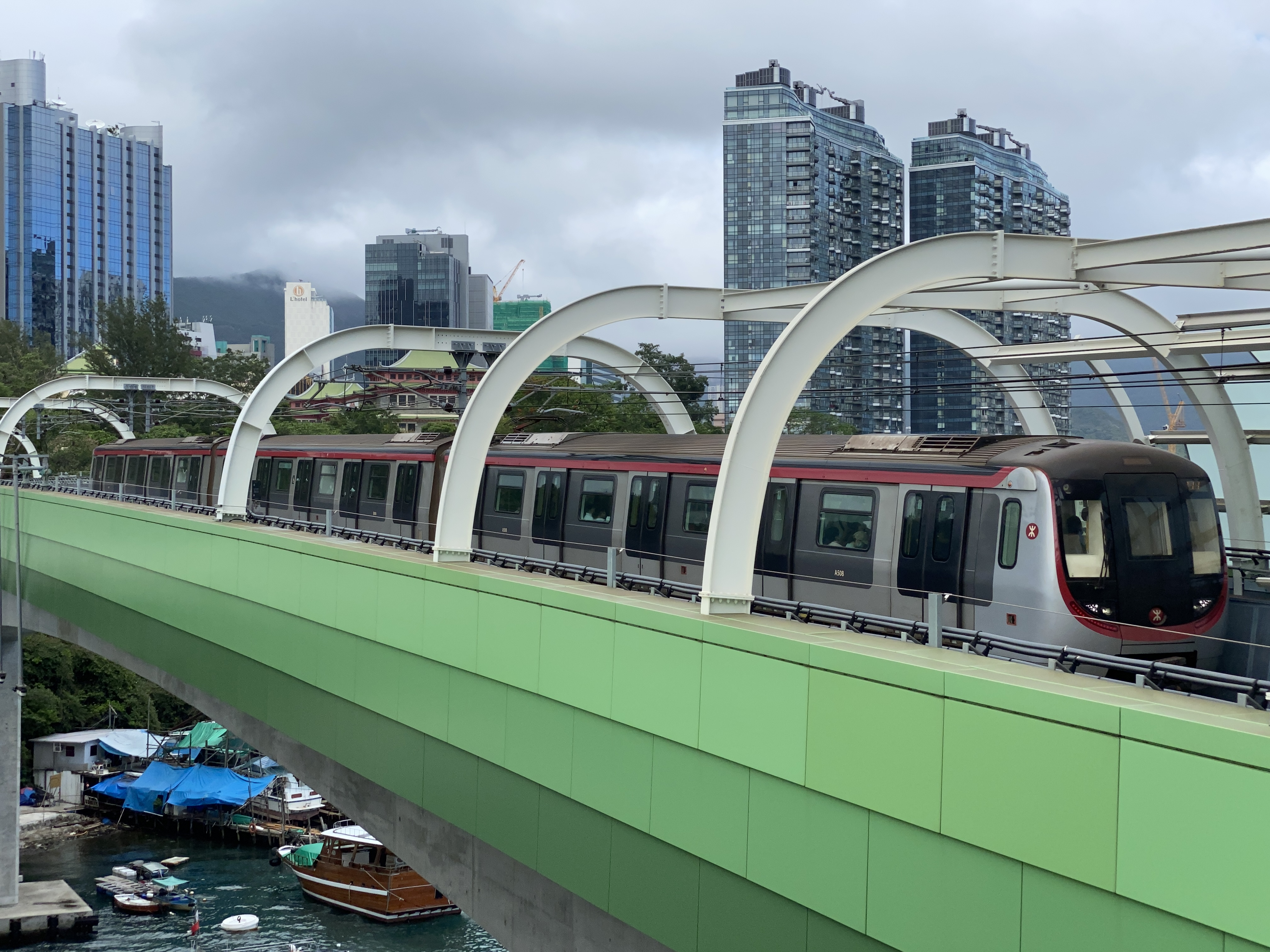
2016年12月28日南港島綫通車，象徵港鐵公司網絡遍布全港十八區（圖為攝於香港仔海峽大橋）

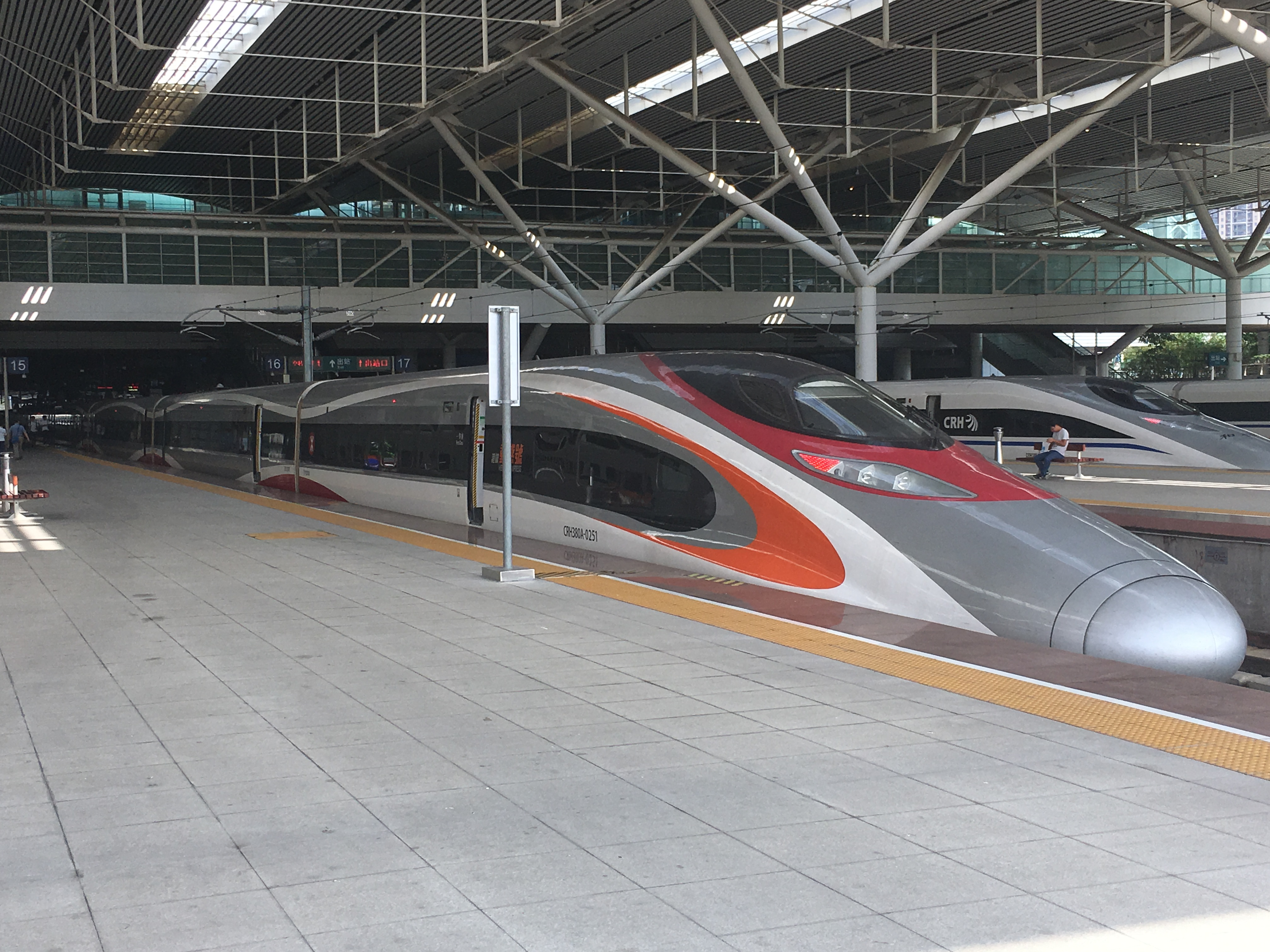
2018年9月23日廣深港高速鐵路香港段通車，令港鐵首次參與高速鐵路營運

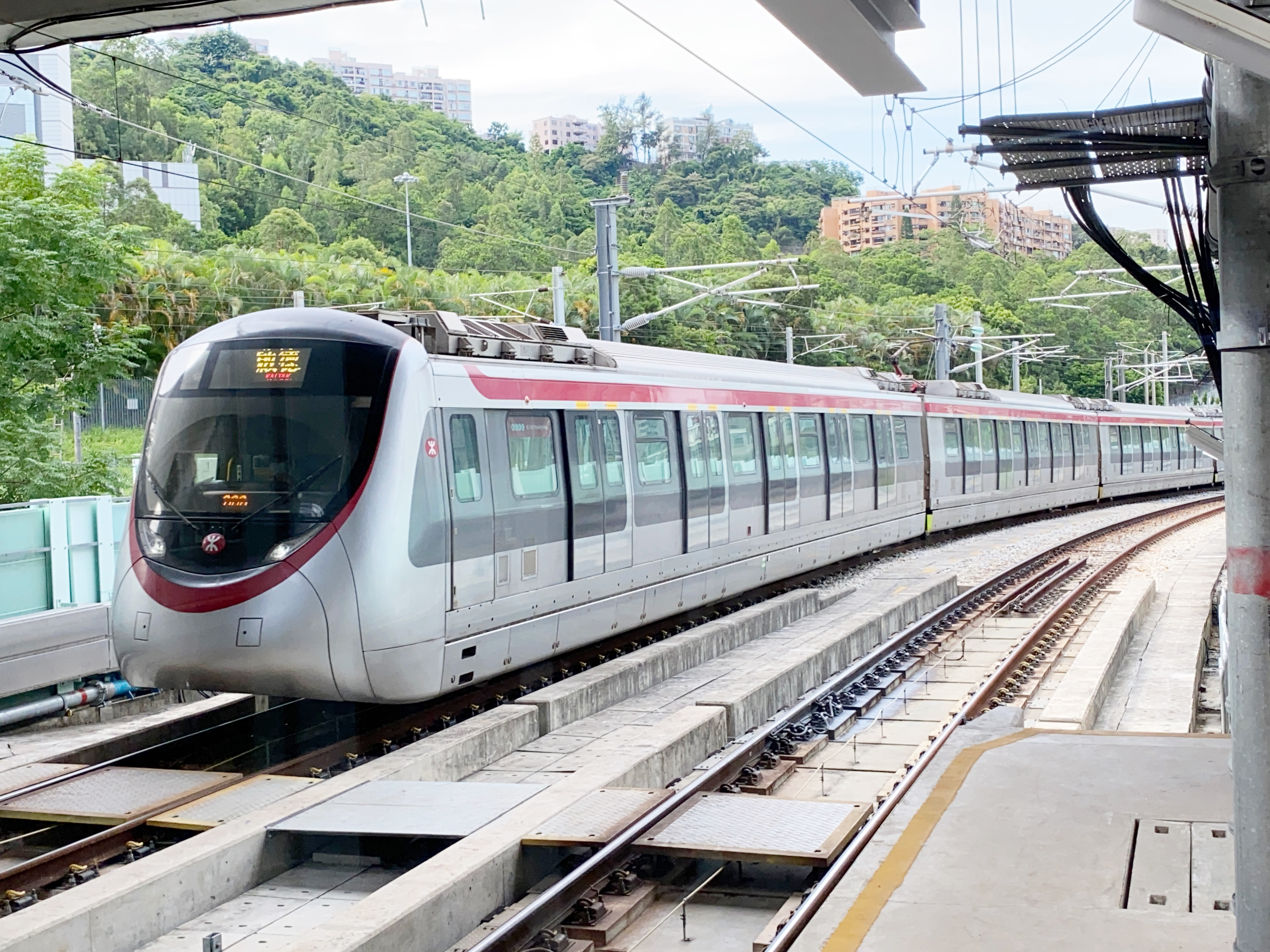
2020年2月14日屯馬綫一期通車，標誌著沙田區有多一條鐵路出市區

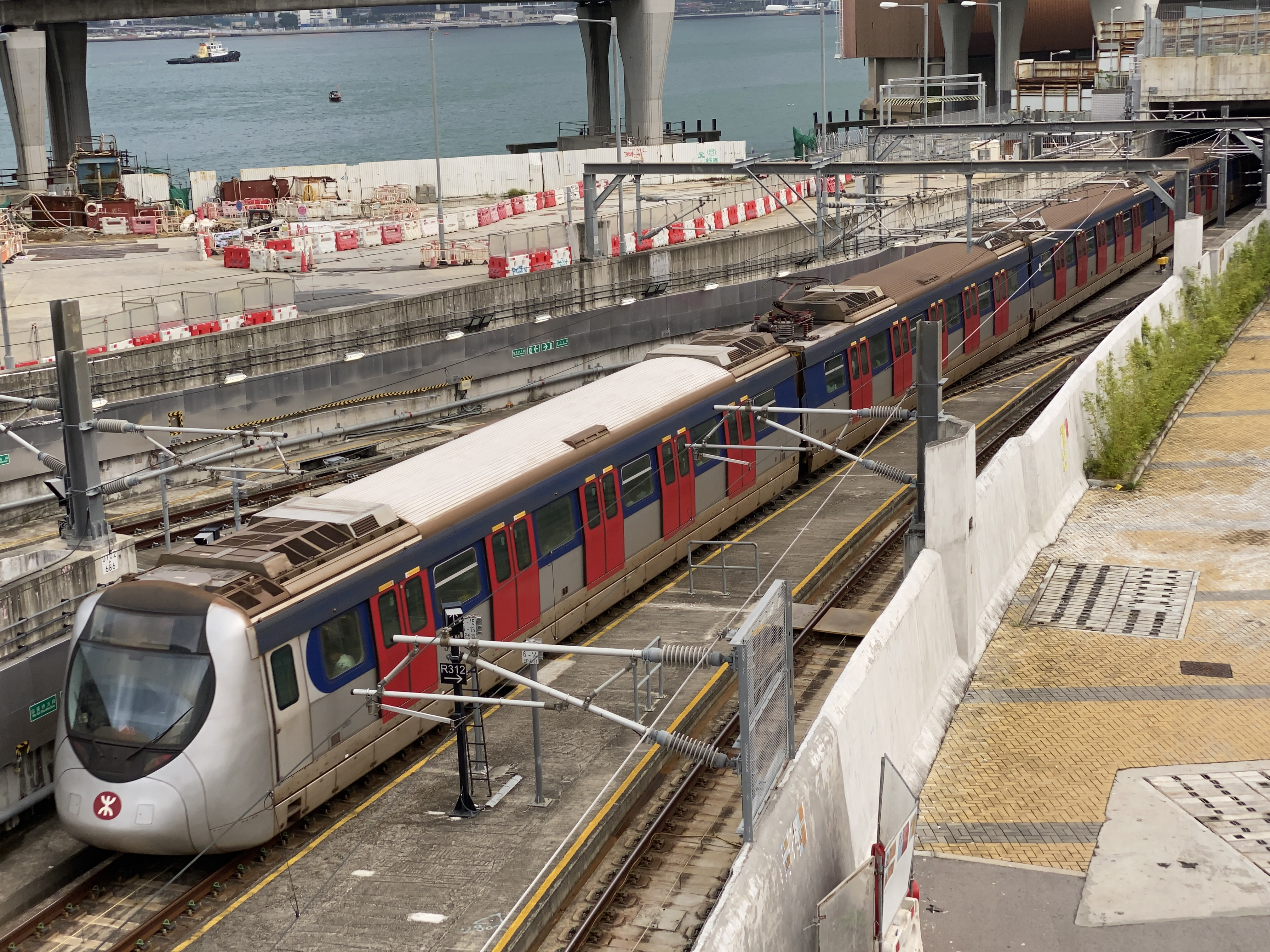
2021年6月27日屯馬綫全綫通車，成為全港最長鐵路綫

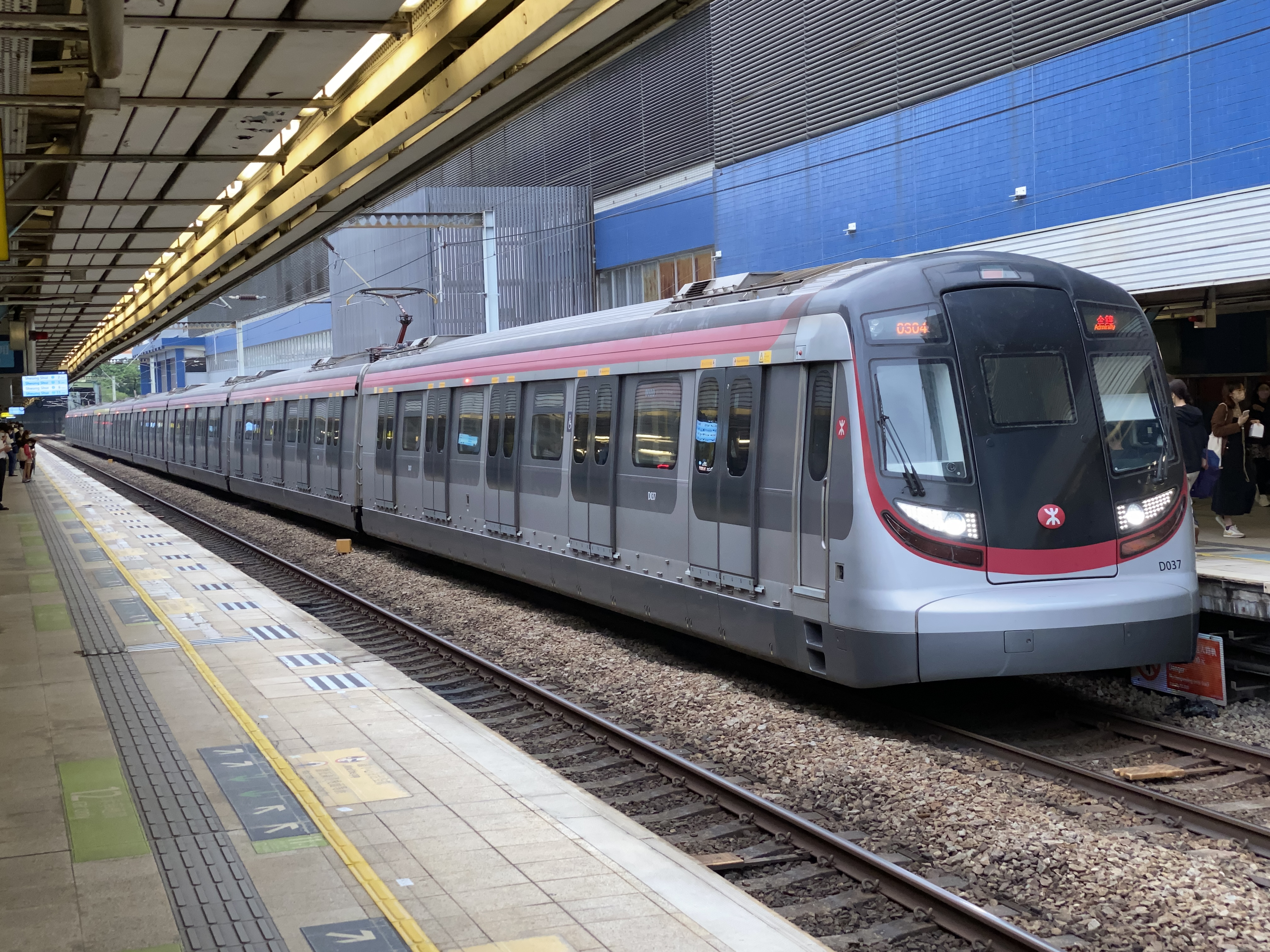
2022年5月15日東鐵綫過海段通車，成為香港第四條過海鐵路

- 2007年12月2日，地鐵有限公司取得九廣鐵路公司所經營的鐵路網絡服務專營權，並將中文名稱更改為香港鐵路有限公司，英文名稱仍然保留為[17]；而於香港交易所的中文簡稱地鐵公司於2007年12月6日才改稱港鐵公司[18]；兩鐵正式合併後，引入可加可減機制以牽制鐵路的票價。而合併後已經廢除轉車後的第二程車資，並提供不同幅度的減價優惠予乘客，但不包括輕鐵、過境綫，以及機場快綫；而《地鐵條例》適用範圍擴至原九鐵路線，並易名《港鐵條例》。
- 2007年12月，香港鐵路有限公司接受香港特區政府就將軍澳日出康城第三期緻藍天（前地鐵最後一個批出項目）評定之地價33.35億港元，將由發展商長江實業支付；該發展項目之總樓面面積約12.9萬平方米，包括住宅、一所幼稚園及若干車位；
- 2008年11月，香港鐵路有限公司與中國瀋陽市政府及瀋陽地鐵集團有限公司訂立了關於瀋陽地鐵一號綫、二號綫為期30年的營運及維修安排原則性協議；
- 2008年11月，香港鐵路有限公司、北京市基礎設施投資有限公司及北京首都創業集團有限公司合組的北京京港地鐵有限公司與北京市政府全資擁有的北京軌道交通大興綫投資有限責任公司訂立了關於北京地鐵大兴线的營運及維修項目諒解備忘錄；
- 2009年1月，香港鐵路有限公司與杭州市政府及杭州市地鐵集團有限責任公司簽定原則性協議，就杭州地鐵一號綫項目以公私合營模式投資、建設及營運；
- 2009年1月，香港鐵路有限公司成功獲得瑞典斯德哥爾摩地鐵的專營權。專營權由2009年11月2日開始，為期8年，其後可選擇續期6年；
- 2009年6月，香港鐵路有限公司成功獲得澳洲墨爾本鐵路的專營權。專營權由2009年11月30日開始，為期15年；
- 2009年7月26日，將軍澳綫康城站正式啟用，自此港鐵將軍澳綫全面通車。
- 2009年8月16日，九龍南綫正式通車，西鐵綫經新啟用的柯士甸站和已有的尖東站延伸至紅磡站，紅磡站成為東鐵綫和西鐵綫的終點站。
- 2010年3月4日，香港鐵路有限公司子公司港鐵杭州一號綫投資有限公司、杭州市地鐵集團有限責任公司之子公司與杭州市政府就杭州地鐵一號綫項目以公私合營模式合作，進行投資、建設及為期25年之營運，簽署特許經營協議。
- 2011年6月16日，港鐵（深圳）轄下深圳地鐵4號線二期通車，而此線的民間興建營運後轉移模式協議亦正式生效，為期30年。
- 2013年8月5日，港鐵全資子公司與天津市地下鐵道集團合組的天津城鐵港鐵建設有限公司以20.75億元人民幣（約26.2億港元）投得天津地鐵6號綫北運河站上蓋地皮發展權，港鐵佔49%股權，項目總建築面積約27.87萬方米。
- 2013年11月13日，港鐵將開辦往來斯德哥爾摩與哥德堡的新高鐵列車服務。該鐵路綫全長455公里，名為MTR Express，由公司全資附屬公司MTR Nordic負責營運，每星期提供110班列車班次。
- 2014年9月16日，港鐵，John Holland、UGL Rail Services、Leighton Contractors及Plenary集團组成的Northwest Rapid Transit（NRT），獲澳洲新南威爾士省政府批出全長36公里的悉尼西北鐵路線的公私聯營合約，涵蓋項目設計、建造、融資及15年營運及維修服務。
- 2014年12月28日，西港島綫通車，車站包括：堅尼地城站、香港大學站及西營盤站。（西營盤站因工程問題而在2015年首季通車）
- 2015年3月29日，西營盤站啟用，港島綫最終全面通車[19]。
- 2016年10月23日，觀塘綫延綫通車[20]。
- 2016年11月10日，港鐵學院開幕並且正式收生，推出首個鐵路工程高等文憑兩年兼讀課程，新生需擁兩年工程相關工作經驗人士才可報讀[21][22][23]。
- 2016年12月28日，南港島綫开通营运[24]。
- 2016年12月31日，港鐵旗下京港地铁運營的北京地鐵16號線開通。
- 2018年9月23日，廣深港高速鐵路香港段通車。
- 2019年12月10日，港鐵（澳門）參與首五年營運的澳門輕軌氹仔線通車。
- 2020年2月14日，屯馬綫一期通車。
- 2020年8月，港鐵（深圳）為首財團取得深圳地鐵13號線的民間興建營運後轉移模式合約。
- 2020年10月28日，港鐵（深圳）轄下深圳地鐵4號線三期通車。
- 2021年6月27日，屯馬綫全綫通車。
- 2022年5月15日，東鐵綫過海延線通車及會展站通車。

## 香港鐵路業務

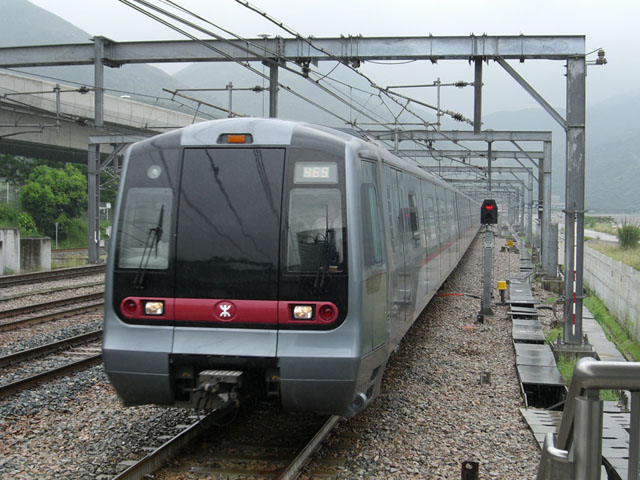
港鐵公司營運全球其中一個最繁忙的鐵路網絡——「港鐵」（圖為東涌綫韓製列車）

港鐵公司目前在香港經營主要以鐵路為基礎的運輸系統──綜合港鐵系統，包括由九條本地城市軌道路綫組成的港鐵系統及過境服務、高速的機場快綫和輕鐵系統。整個系統總長約230.9公里，有98個車站和68個輕鐵站。綜合港鐵系統是全球最繁忙的鐵路系統之一。港鐵公司亦提供前往中國內地（北京、上海和廣東省）的城際客運服務，以及為乘客提供本地接駁巴士服務。

### 港鐵
港鐵系統於香港運作，由觀塘綫、荃灣綫、港島綫、東涌綫、將軍澳綫、東鐵綫、屯馬綫、迪士尼綫及南港島綫共9條港鐵路綫組成，總長度超過285.0公里，共有98個車站，當中有4個車站和輕鐵系統連接、1個車站和纜車系統連接、3個車站和機場鐵路系統連接。
港鐵在大部份日子提供每日約19小時的服務，其中東鐵綫及屯馬綫為19.5小時，大約由香港時間上午5時28分至翌日凌晨1時30分（若適逢大節日，則會通宵服務）。於早上繁忙時間，港島綫的列車班次最短可達112秒一班，載客量最多的港鐵伊藤忠近畿川崎列車，每小時載客量可達120,000人次。港鐵列車數目由地下鐵路公司成立時的140卡車廂，增加至2127卡。

### 輕鐵

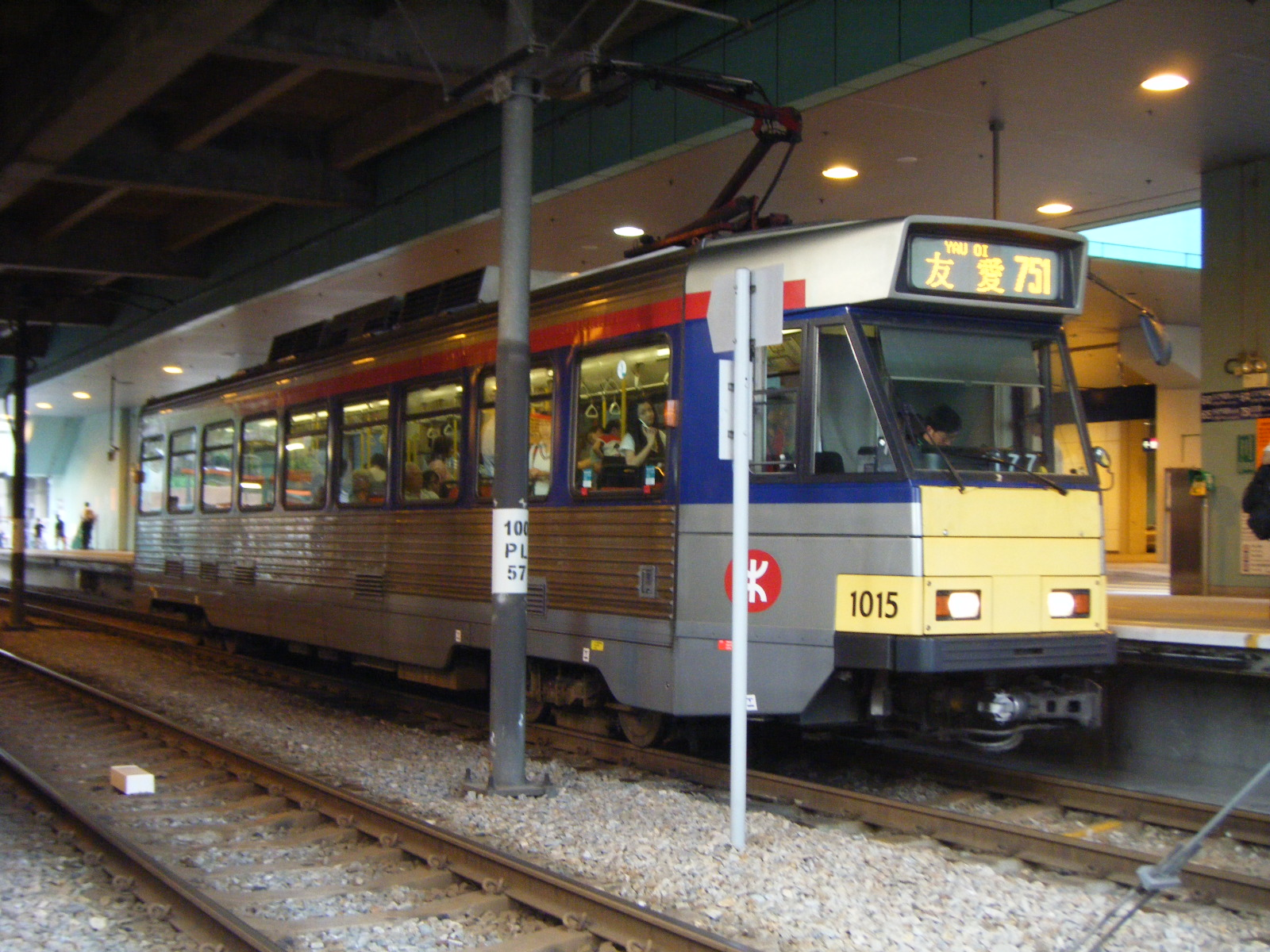
輕鐵系統讓港鐵公司能夠保持在新界西北的公共交通市場的主要營運商地位（圖為輕鐵751綫車輛正在兆康站中停站）

輕鐵系統（亦稱為西北鐵路）於1988年9月18日投入運作，長36.2公里，雙軌行車，設有68個車站，當中有4個車站可轉乘屯馬綫。輕鐵系統於新界西北部的屯門、元朗及天水圍等地區運行。輕鐵是一個地區集體運輸系統，其使用的車輛與在公共道路上的路軌行走的電車相若。輕鐵是新界西北的綜合運輸系統的一部分，為屯馬綫提供接駁服務。港鐵公司現時共有150部輕鐵車輛，每部可載客200餘人。近年，輕鐵的行車正點率及票務設施正常操作率均有99%以上。
輕鐵於2011年底錄得每日平均45萬人次的乘客量，是全球最繁忙的輕鐵系統之一。

### 機場快綫
機場快綫連接中西區中環的香港站，與離島區赤鱲角亞洲國際博覽館的博覽館站之間，屬於機場聯絡軌道系統。此綫連接了赤鱲角香港國際機場，以特快形式運行，故得此名。

### 過境及城際客運服務

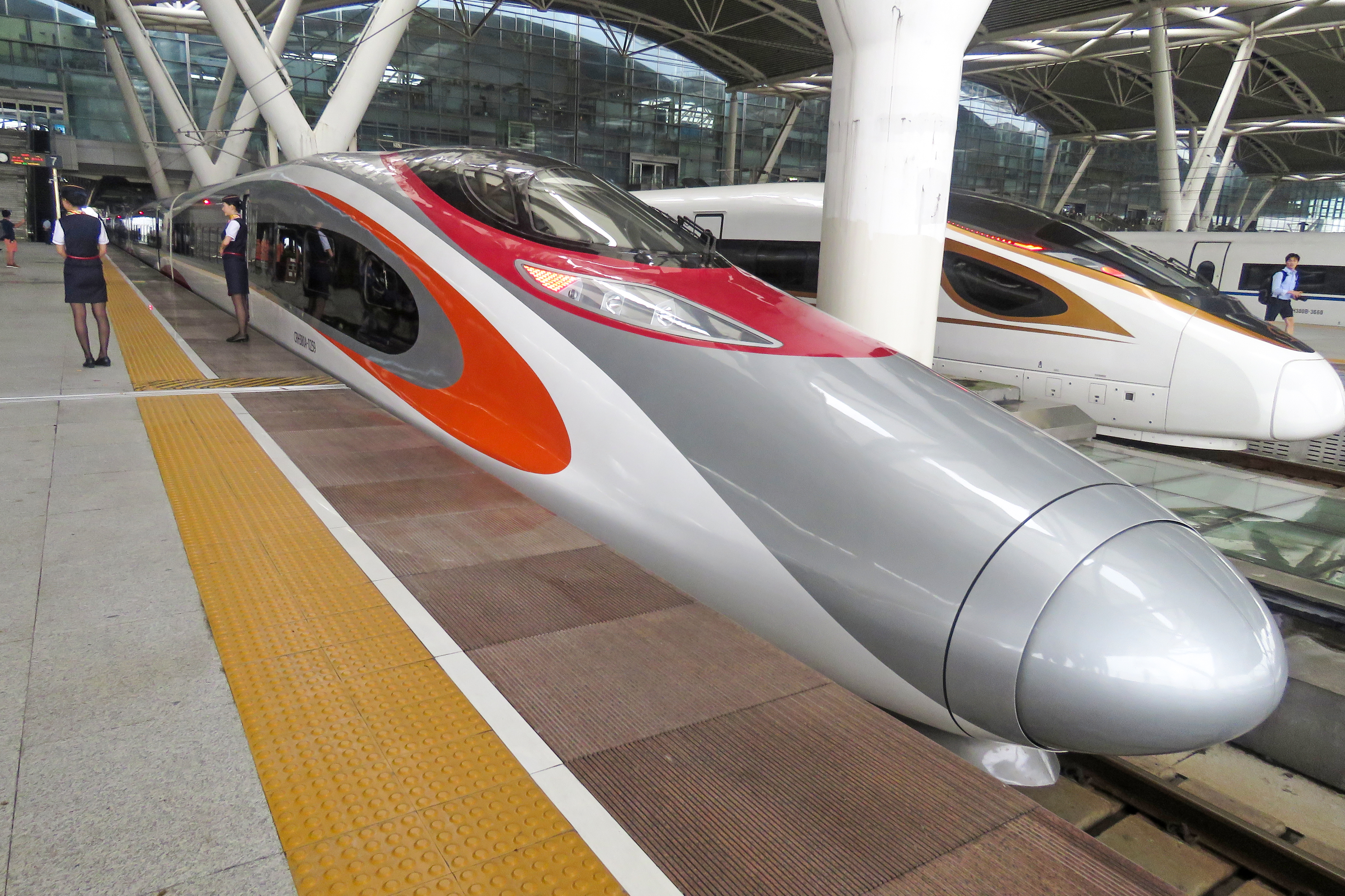
港铁担当的动感号穗港高速動車组列車

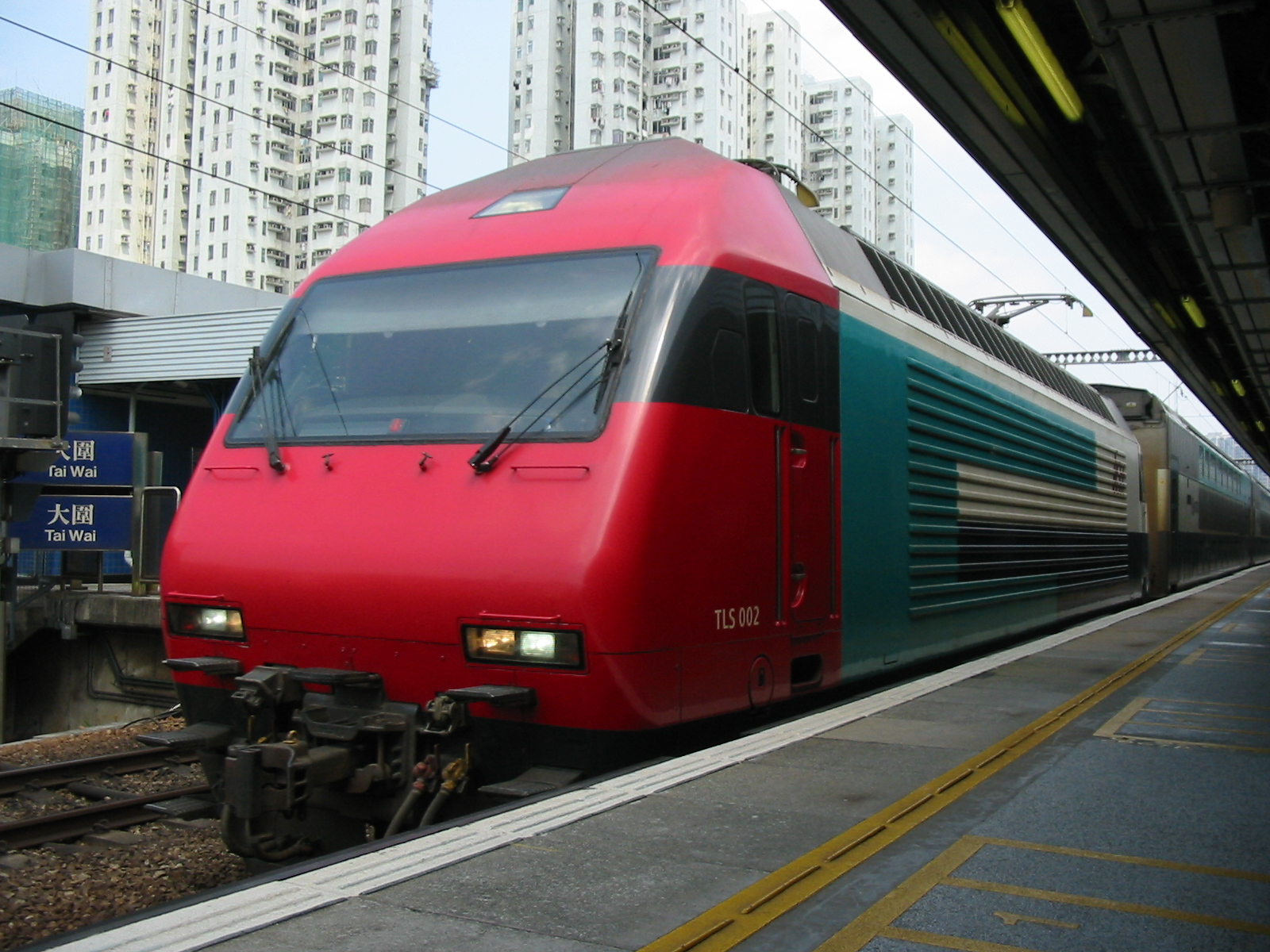
港鐵公司亦營運往返中國廣州的城際客運服務（圖為行走T821次（現為Z821次）的「Ktt」列車正通過大圍站）

港鐵公司負責以東鐵綫營運羅湖及落馬洲至紅磡的香港及過境客運服務。同時，港鐵公司亦以雙層「Ktt」列車（「廣九直通車」）營運往返中國廣州的城際客運服務，讓中國鐵路公司營運來往香港和內地六個城市之間的直通車，這些城市分別為東莞、廣州、佛山、肇慶、北京及上海。
港鐵公司以動感號列車營運由香港西九龍站至廣州南站沿途各站之間的城際高速鐵路，讓中國鐵路公司營運由香港西九龍站至內地58個車站的高速鐵路。
港鐵公司營運香港唯一連接中國內地鐵路網絡的鐵路。為充分開拓中國內地「港澳個人遊」這個市場的龐大潛力，港鐵公司與商業夥伴合作，為乘搭廣九直通車來港的內地旅客提供特別優惠。與其他商業夥伴合辦的推廣計劃，還包括酒店套票、娛樂及旅遊景點優惠、零售商戶折扣優惠等。由於羅湖為接近中港邊境的禁區，而港鐵公司擁有香港境內的獨家進入權，因此於過去，港鐵公司一直受惠於跨境交通量的增長。

### 巴士服務

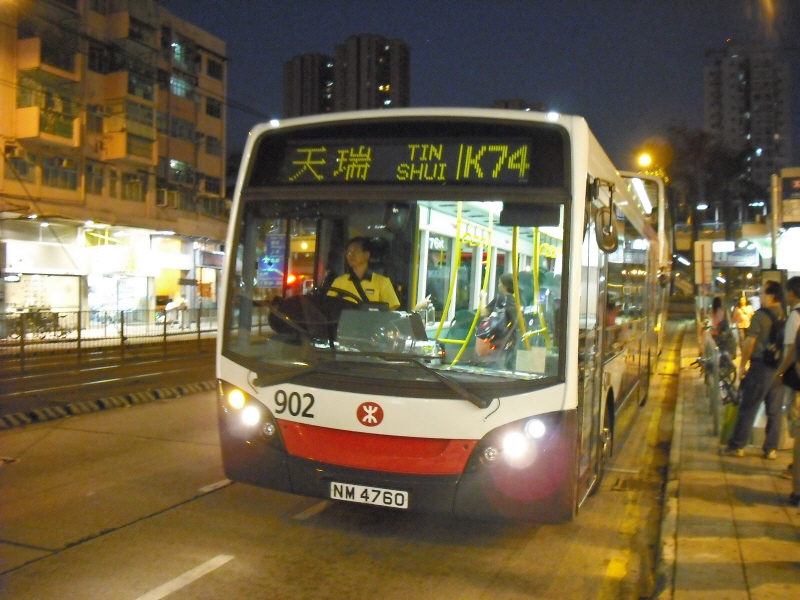
11輛「亞歷山大丹尼士Enviro 200 Dart」單層巴士已投入服務（圖為攝於元朗大馬路的港鐵巴士）

港鐵公司營辦巴士營運業務以為輕鐵系統、東鐵綫及機場快綫提供有效率的接駁巴士服務。
不計九巴經營的東鐵綫接駁巴士服務，港鐵公司共經營14條接駁巴士路綫。
港鐵公司無權就新界西北的鐵路服務範圍以外的接駁巴士服務收取車費。因此，港鐵公司與九龍巴士公司訂立商業協議，經營前往大埔的東鐵綫(接駁巴士路綫（K12、K14、K17及K18）。港鐵公司一方面可從使用巴士服務但並無轉乘東鐵綫的乘客身上獲得收入，另一方面亦可透過九巴等專營巴士經營商所享有的燃油稅優惠來降低成本。
港鐵公司的免費機場快綫穿梭巴士主要服務乘搭機場快綫乘客及機場快綫香港站及九龍站附近主要酒店及交通交匯點。穿梭巴士開辦共9條路綫。其中4條（H1，H2，H3，H4）往來香港站，5條（K1，K2，K3，K4，K5）往來九龍站。唯所有路線因2019冠状病毒病疫情的原因，已於2020年6月起停辦。
每年平均每日巴士乘客量超過82,400人次，此數字不包括九巴經營的4條接駁東鐵綫的路綫。

### 香港網絡拓展
修正早期系統觀塘綫於1979年10月1日正式投入服務，市區鐵路網絡隨即迅速發展。一年後，首條連接香港的港島及九龍的鐵路綫亦投入服務，為香港當時的交通服務帶來重大的改變。荃灣支綫和港島綫相繼於1982年和1985年落成。1989年，東區海底隧道竣工，觀塘綫伸延至香港島，成為第二條過海鐵路。機場快綫及東涌綫的機場鐵路於1998年開始營運，連接香港市區與赤臘角新機場及東涌新市鎮。將軍澳綫於2002年通車，並於2009年延伸至日出康城。2009年，九龍南綫竣工，西鐵綫伸延至尖沙咀，紅磡站成為東鐵綫和西鐵綫的終點站。近年，在香港的5個新鐵路項目正處於不同的規劃和建造階段，而落成後將使港鐵公司的網絡增加約60公里。
另外，港鐵公司未來將會發展其他新支綫，以便應付香港長遠的發展，當中包括南港島綫（西段）、北環綫及北港島綫等。港鐵公司亦有意參與探討港深機場聯絡綫（香港段）及啟德環保運輸系統項目的興建及營運。

## 車站商務及鐵路相關業務
現時，港鐵公司除營運鐵路外，亦從事多元業務，透過利用其鐵路資產及專業技術拓展至其他業務領域（包括出租列車與車站廣告媒體、車站內的零售商舖），並透過在港鐵公司鐵路範圍內可使用個人電訊網絡服務設施獲得收入。港鐵公司還有鐵路相關顧問服務，集團亦不時從其他乘客服務獲取收益，例如出售港鐵紀念車票。

### 廣告

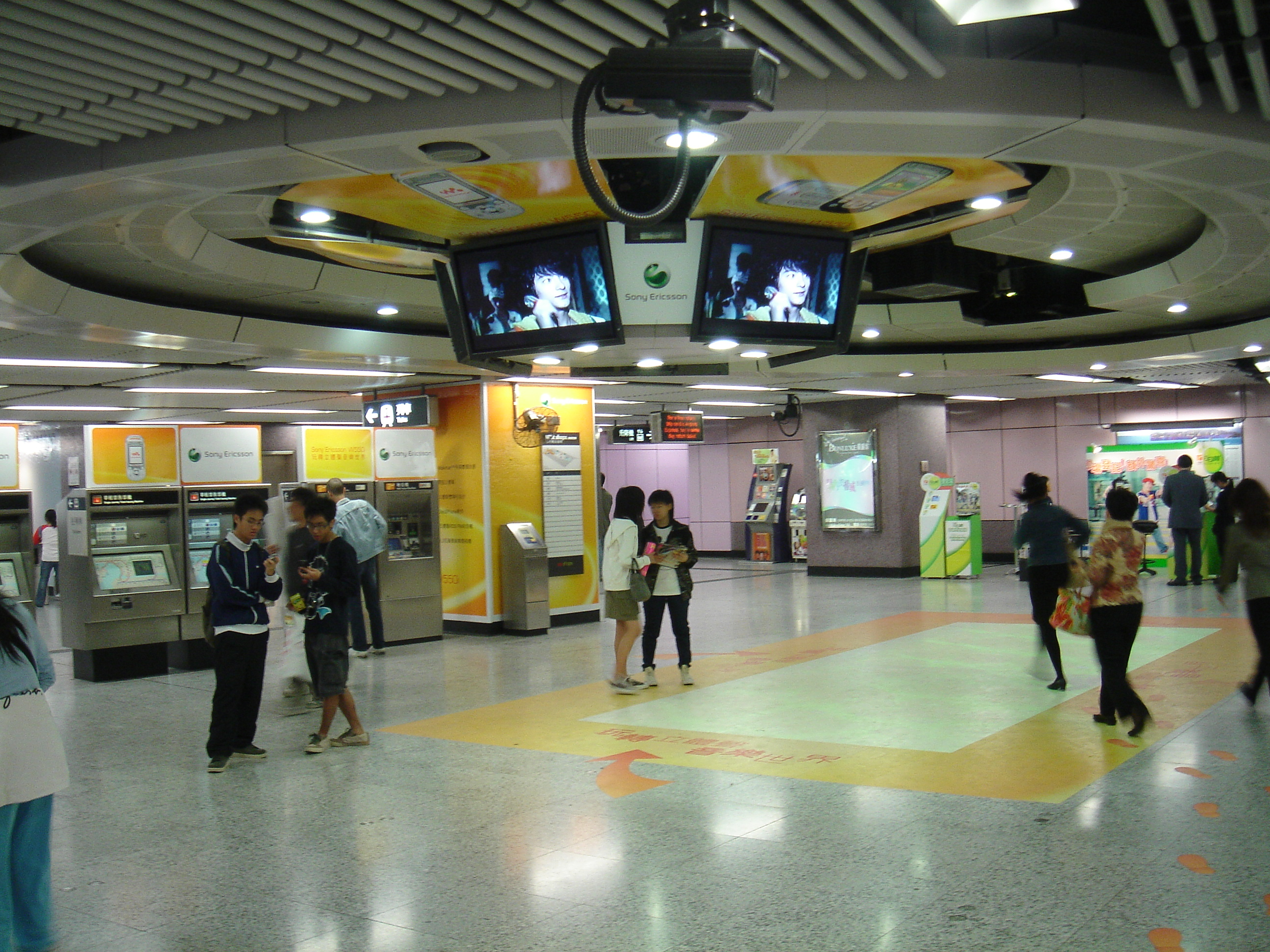
港鐵銅鑼灣站內的環迴電視屏幕是其中一個嶄新廣告形式的例子

港鐵公司的廣告媒體業務已成立超過25年，為集團帶來非車費收入。
港鐵透過利用設於車站大堂及軌道旁的等離子電視屏幕、車站柱位和牆身作廣告用途、於列車及車站內分別安裝「港鐵資趣台」電子廣告板或提供「新聞直線」多媒體廣播服務及乘客資訊顯示系統、港鐵立體展覽車、即時資訊投影區及環迴電視屏幕，以及引入免費報章。
港鐵公司更推出多個嶄新的廣告形式（包括於2008年5月在銅鑼灣站低層通道設立經翻新的「廣告廊」），而且車站還設有「互動電子廣告屏幕」、「消費地圖王」及「十二封轉動燈箱」作產品展示或宣傳海報用途，以及為車站採用分區設計以增加收入及廣告效力。截至2020年12月31日整個港鐵設有總數49519個廣告板。
現時港鐵車站廣告及活動推廣由德高貝登（JCDecaux）（代理所有前地鐵路綫及南港島綫）及匯達交通服務屬下「匯達廣告」（代理東鐵綫、屯馬綫及輕鐵）兩間公司代理。

### 電訊服務
港鐵公司與香港流動電話網絡營運商（例如：和記電訊、CSL等）訂立協議，於鐵路範圍內提供流動通訊覆蓋，為集團帶來持續的收益。
乘客可透過其流動電話進行電話通訊、上網及使用其他數據服務。合併前的地鐵公司鐵路範圍內每日約有90萬個電話撥出，每日的總通話時間約為1,900,000分鐘。除語音通話外，數據服務的使用率亦不斷增加，例如短訊服務。
港鐵公司於2002年成立全資附屬公司TraxComm Limited，TraxComm並於2003年6月2日獲電訊管理局發出固網電訊牌照，以在集團現有的2100公里光纖基礎設施上發展批發固網電訊業務。於2003年，TraxComm興建並開始營運經加強的網絡，有關網絡與現有的光纖網絡同時運作，令整體網絡速度提升至100千兆（Gbps）。
儘管其經營歷史較短，但TraxComm已向若干客戶出售了逾180千兆（Gbps）的頻寬服務。這些年來，TraxComm不斷將其光纖基礎設施擴展至多個數據中心及商業樓宇。於2007年，TraxComm已經在某些港鐵站引入Wi-Fi無綫上網。
於2009年，TraxComm夥拍和記電訊於日出康城完成了首項建築物內部鋪綫服務合作項目，優化住宅用戶電訊服務上的選擇權；並計劃將此服務推廣致車公廟、黃竹坑及青衣商場等港鐵物業。
此外，TraxComm亦於將軍澳創新園及大埔創新園亞太衛星通訊港內，分別設有數據中心。

### 車站商用設施

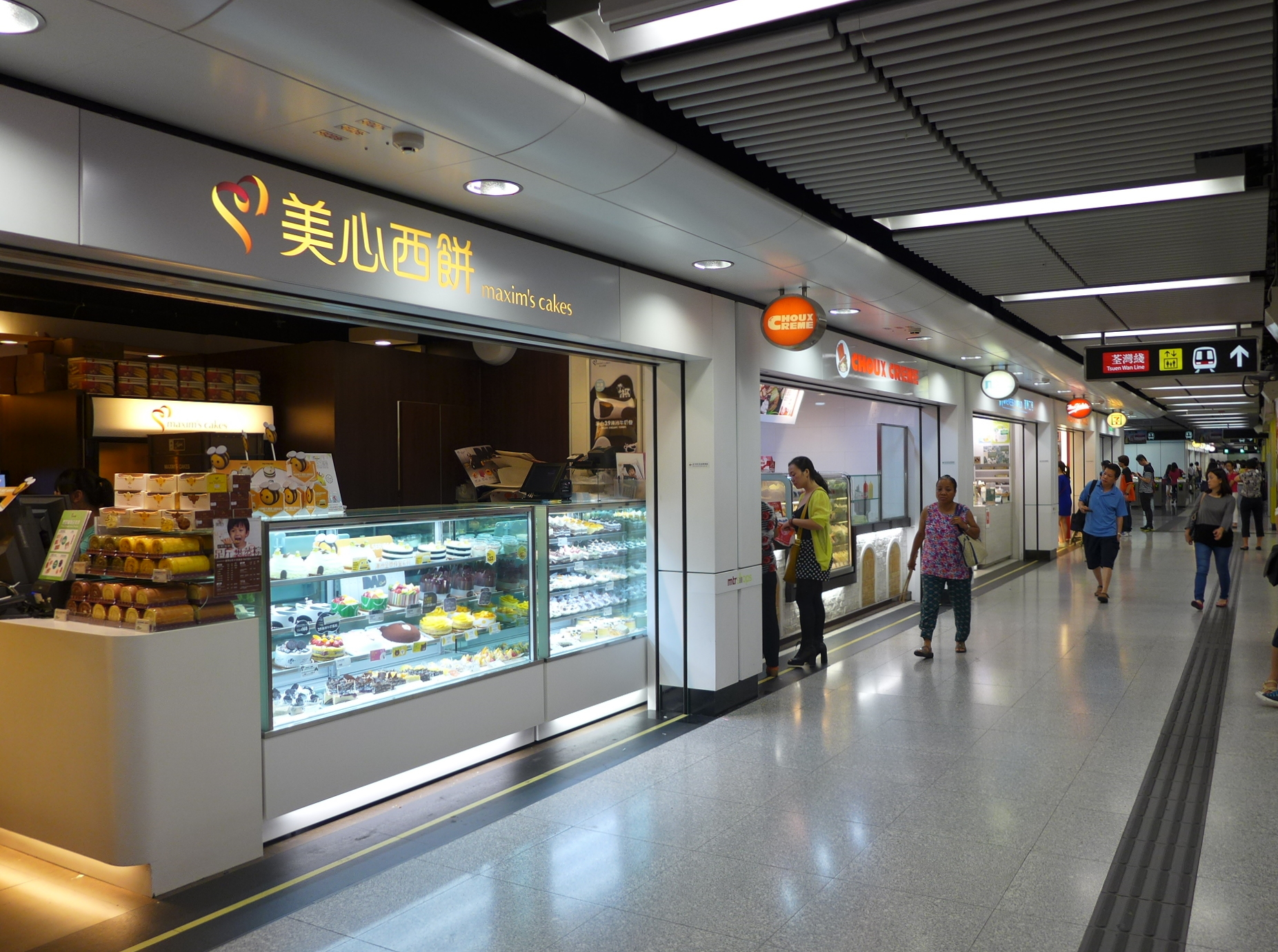
港鐵站內的商舖租務是港鐵公司其中的收入來源（圖為尖沙咀站內的商舖）

港鐵站內共設有1529間不同類別的零售店舖提供多種貨品及服務，飲食、健康及美容、餅店、便利店、時裝、化妝品、飾物及精品店、涼茶及健康飲品、糖果、日用品、乾洗服務、補鞋店、書店、診所、旅行社以及銀行及理財服務等均一應俱全。多款自助服務設施現已遍佈鐵路沿綫車站，包括自動櫃員機、自助照相亭、其他自助售賣機及各種電子服務等。往返中國內地時，可順道前往位於紅磡站及羅湖站的免稅品商店享受免稅購物。新免稅品商店設於新落成的落馬洲站，亦已提供服務。
港鐵公司亦提供車站展覽場地，現時市區綫及機場快綫車站，共有51個展覽場地，加上在東鐵綫車站的14個展覽場地，為各參展商提供大小不同的場地，作為展出商品及推廣服務。
港鐵集團於2001年開始推行大型翻新計劃，到2007年為止，已於40車站進行翻新。現正計劃在更多車站進行商舖翻新工程。於2023年6月30日，零售設施總面積為為68273平方米，車站商店數目為1563間
現時在港鐵網絡內，各綫車站商舖是一體化管理的，都是由港鐵公司直接租賃車站商舖予各商戶。

### 顧問服務

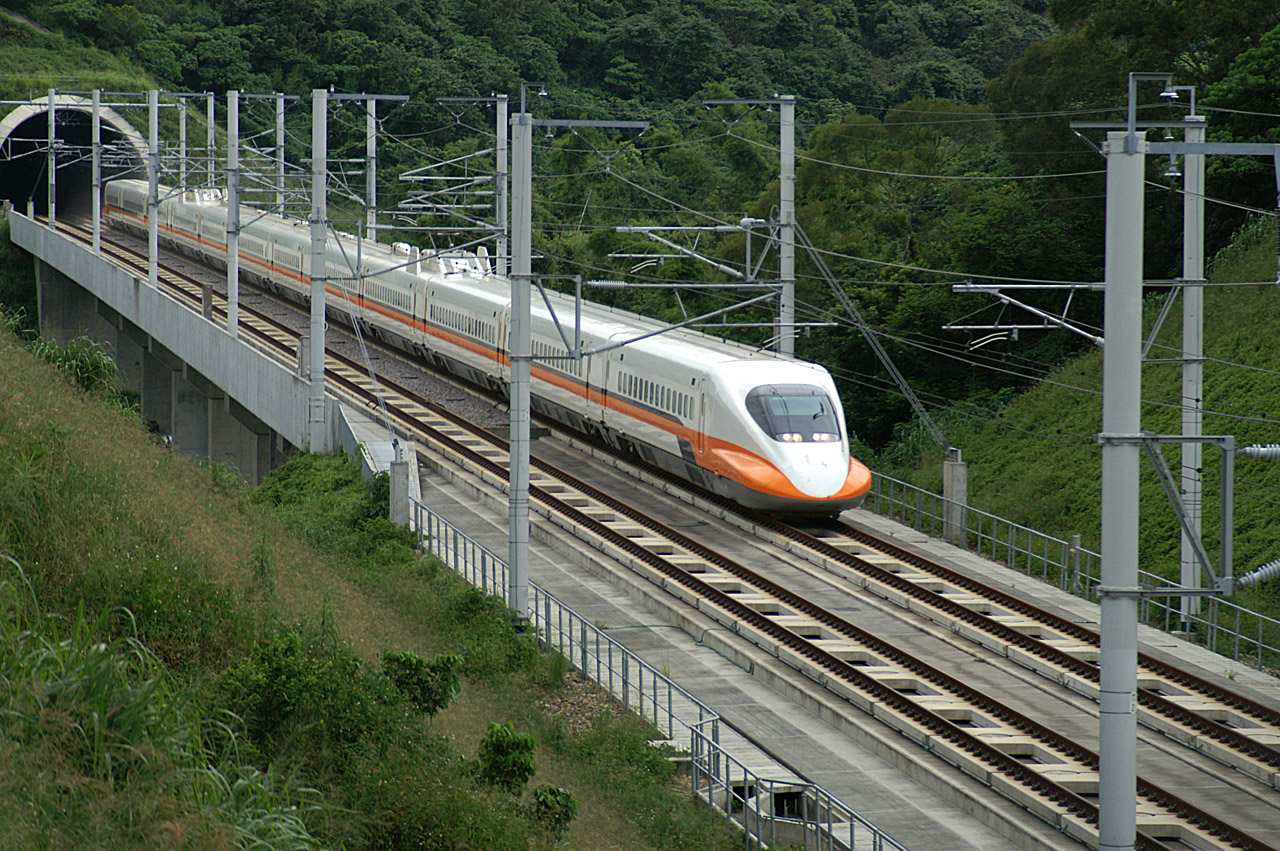
港鐵公司已為國際多個地方的鐵路系統提供專業顧問服務，當中包括台灣高鐵（圖為一列台灣高鐵列車）

港鐵公司近年不斷集中於中國內地或歐洲主要城市的鐵路相關項目提供全方位顧問服務，為未來投資創造條件。
現時，港鐵公司的主要服務對象為全球各政府、鐵路營運商、鐵路策劃師、設備生產商、承包商和其他顧問。
截至2008年底，港鐵公司為中國內地、亞洲、澳洲、中東以及歐洲的鐵路項目提供鐵路定綫和訊號系統等的顧問服務。港鐵公司還提供其他顧問服務，範圍包括鐵路策劃、施工項目管理、建造、營運、維修、資產更新、物業發展和其他非車費收入的顧問服務。當中包括上海地鐵九號綫（申松綫）、台灣高鐵及高雄捷運等。至2010年，港鐵已經為24個國家提供鐵路服務顧問。
另外，香港國際機場旅客捷運系統的維修合約是港鐵公司為期最長的顧問服務，為港鐵公司帶來每年約2億港元的收入。

## 物業及其他業務
港鐵公司與不同地產發展商合作，進行以住宅為主的物業發展。港鐵公司擁有的投資物業主要為商場及寫字樓，並管理旗下物業及其他業主的物業。港鐵公司的投資物業組合包括12個商場及國際金融中心二期18層寫字樓。

### 物業發展
物業發展是港鐵公司業務的重要組成部分，並提供一個重要的收入來源，為鐵路項目的興建成本提供資金，同時亦因在物業發展項目附近產生的載客範圍而有助增加日後的鐵路路綫提供大量的乘客量。
在興建鐵路的同時，港鐵公司根據與多家物業發展商訂立協議，參與發展港鐵站及車廠上蓋及附近的住宅及商用為主的物業。港鐵公司從這些發展項目所得的利潤補充相關鐵路收益，從而提高興建新鐵路綫的投資回報率。
香港特區政府根據按十足市值評估的地價（並無考慮被估價的土地位於鐵路沿綫上）授予港鐵公司用作發展物業的土地的發展權。港鐵公司在物業發展方面的做法是安排第三方發展商根據港鐵公司的要求進行實際發展工程。一般而言，發展商負責支付所有發展成本（包括政府地價、建造及準備工程成本、市場推廣及銷售開支、專業費用、財務費用及其他開支），並須承擔一切發展風險。港鐵公司透過與發展商按協定比例攤分銷售或租賃物業的利潤（經扣除發展成本）、攤分實物資產或透過發展商支付的預付款項從物業發展中獲得利益。
公司近5年來自物業發展利潤收益累積達171億元，佔每年經營利潤普遍達2至3成，顯示物業發展已經成為港鐵公司主要收入來源之一。

### 批評

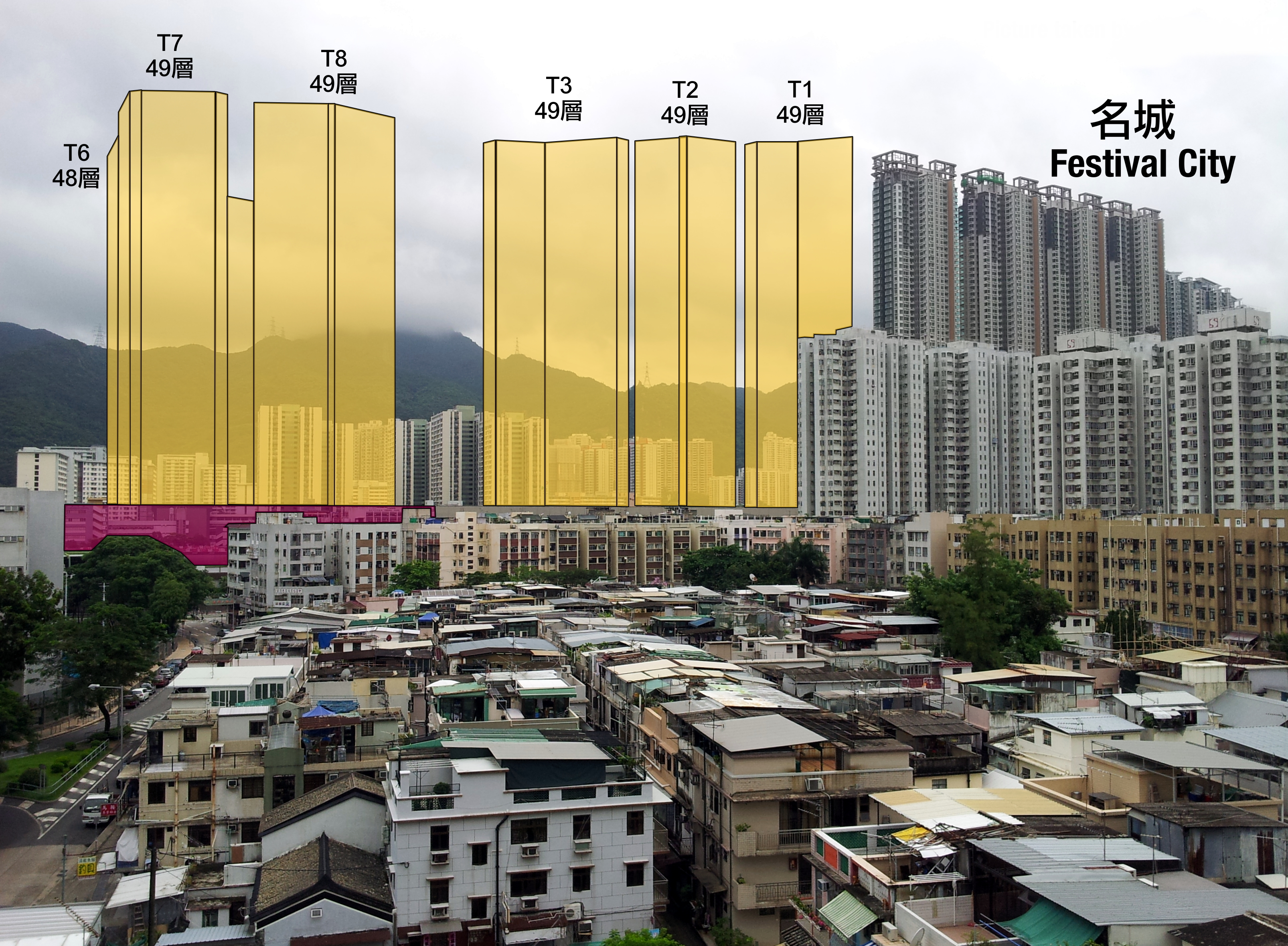
模擬圖預見大圍站柏傲莊落成後與「名城」發展協調一致，造成屏風樓效應

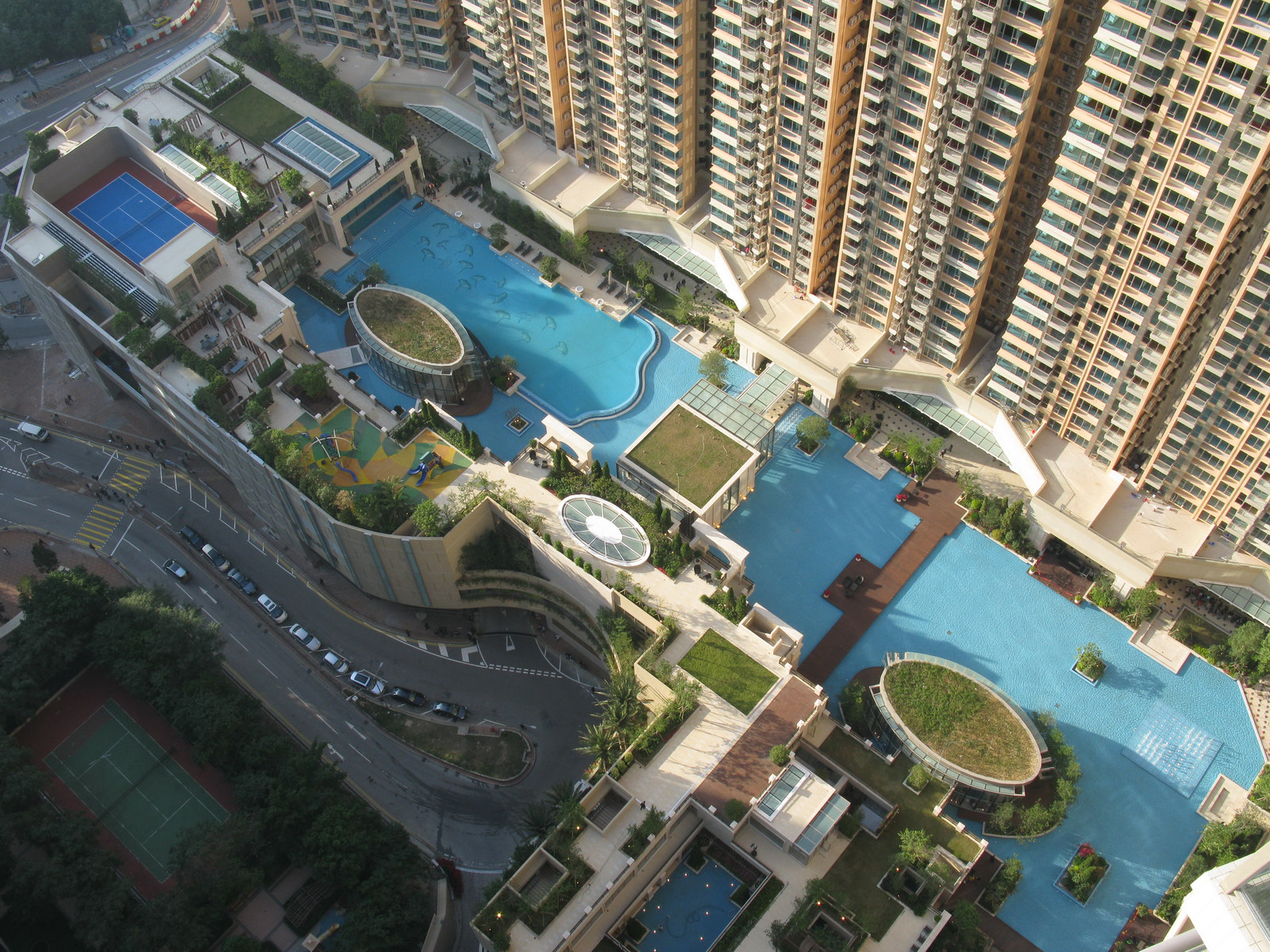
近年港鐵發展的物業基座均設豪華大型會所，讓物業住客締造優質生活居所及環境（圖為銀湖天峰Palace by the Sea會所）

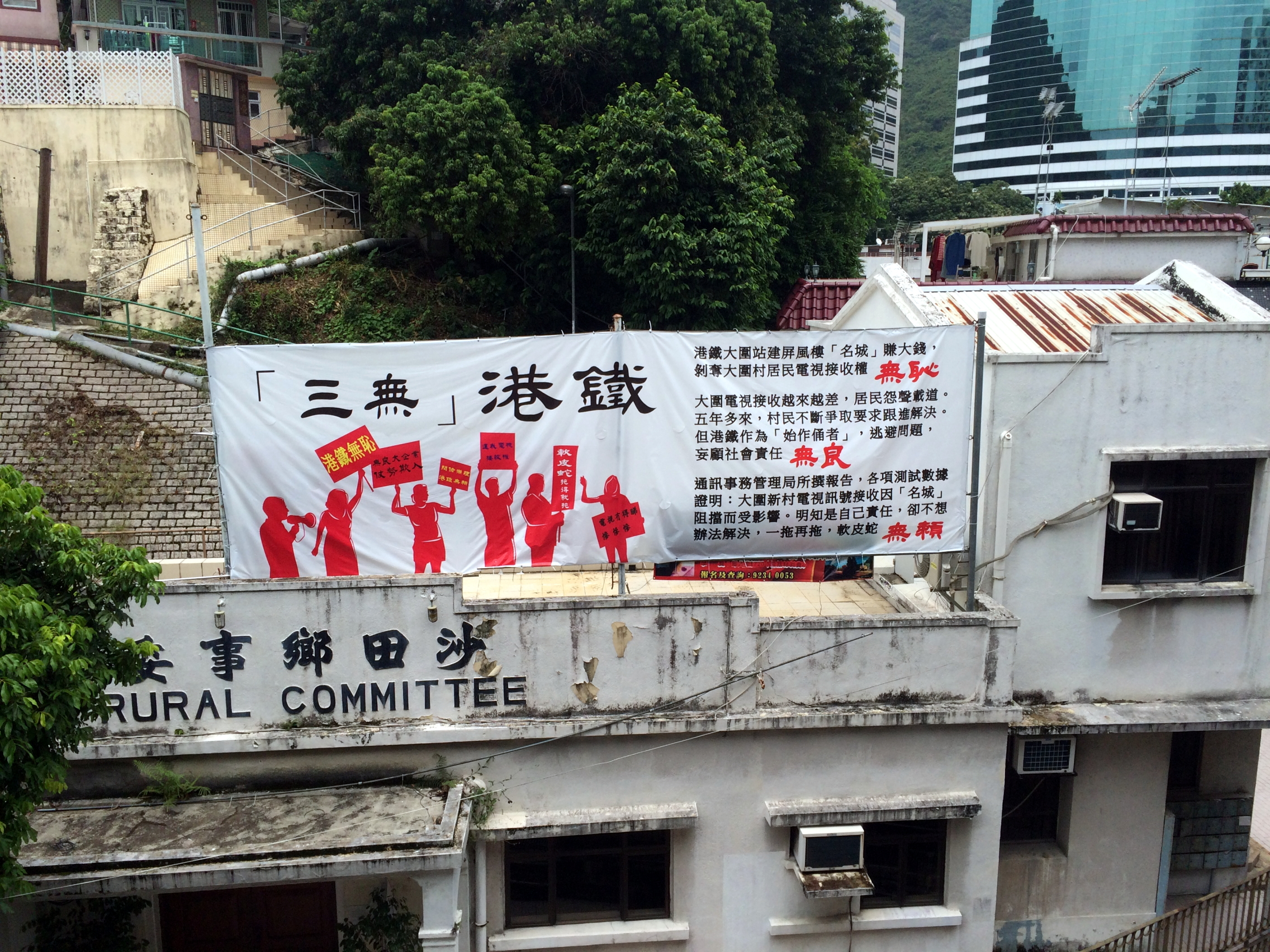
大圍村居民指出名城落成後阻擋天線訊號，令大圍村的電視訊號接收不佳，情況長達5年，嚴重影響日常生活，惟港鐵一直沒有理會

#### 物業規劃透明度不足
港鐵沿線上蓋物業項目招標，有別於政府勾地和推地形式。當港鐵決定推出旗下項目，會公開邀請財團交意向書，及後港鐵會向有意參加的發展商，發出招標文件，包括上蓋物業建築物位置、佈局、規劃資料、初步補地價和詳細發展限制等條款。由於招標文件不公開，因此吸引不少發展商蜂擁提交意向書，是為取得文件了解內容。當發展商收到招標文件所提供入場費和補地價等資料，發展商提出的分紅等條件，成為中標的關鍵，若沒有標書合乎港鐵心目中條件，則會流標。
港鐵一直將公眾可關注的城市規劃視為智識產權及商業利益一部份。物業發展所公開的資料只有一堆數字。上蓋物業建築物位置、佈局同規劃資料等資料，公眾無法得悉。以日出康城第4期發展為例，雖然市民可以由「總綱發展藍圖」查得其具體發展計劃，唯港鐵可隨意更改發展規模及位置，與過去市場傳言的位置並不相同，早前市場一直認為第4期鄰近日出康城3期緻藍天，又或位於日後商場部分的上蓋，但實際位置其實在日出康城第2期領都旁邊，毗鄰日後擬建的中小學，位置屬臨海地段。有媒體問到第4期的具體位置及發展詳情，港鐵發言人只表示要等待發展商在數年後項目推出時再交代。有居民批評港鐵的規劃改動重大，完全沒有經過任何公眾諮詢，不符合公眾的合理期望。

#### 設計及休憩空間只限住客享用
不過近年亦有民間批評指港鐵發展的物業設計完全以豪宅定位，並採用巨型平台及屏風樓設計。基座均設豪華大型會所、園藝平台及巨型入口大堂，使項目發水比例較一般住宅樓宇為高。地區人士批評港鐵發展的物業形成屏風樓效應、只為物業住客締造優質生活居所及環境，而且物業發展設計是「為錢而非為人」，大部份綠化、康樂設施及休憩空間只限住客享用，公眾只可享用商場及面積細小的地面廣場，比東京、新加坡及上海等地落後得多，公眾並沒有因新物業發展而得到改善。但政府最終沒有理會區議會以至地區人士反對聲音，如期讓港鐵為物業發展項目進行招標工作。而本地主流傳媒亦對民間反對港鐵發展的物業聲音並不重視，難以讓公眾關注。
即使港鐵在2012年6月表示新發展的住宅物業會依據「可持續建築設計指引」實施項目，必須達到香港綠色建築議會制定的綠色建築指標，並且取得綠建環評金級認證（BEAM Plus Gold Certification）。不過由於寬免面積不納入發水上限一成內，因此將來發展的住宅物業只需縮減露台、會所及大堂設施面積即可達標，對於高度及體積，影響不大。

#### 外判管理及賺取佣金
本身管理多個大型屋苑的港鐵，在項目入伙後，會將保安及會所服務外判管理，並壓低做價從中抽取行政費用，不斷增加開支以賺取佣金。又指名工程商搵錢，使業主白交管理費而得不到應有的服務，港鐵便坐享其成。如有住客投訴，港鐵壓抑保安公司扣錢，並無正視問題，縱容無理租客生事及怒罵員工。有住客批評物業管理費昂貴以及管理不善的情況，被迫加管理費和動用屋苑儲備。港鐵將軍澳站上蓋天晉屋苑管理費每平方呎建築面積為2.75元，較將軍澳區其他屋苑昂貴。
近年有業主透露因來年開支增加，要增管理費9%至18%不等。葵芳新葵芳花園業主質疑，港鐵管理樓宇時涉不必要開支，例如每年更換垃圾桶、更換防煙門。另外會聘請額外員工增加支出。由於經理人酬金與屋苑管理支出掛鈎，結果港鐵所享酬金亦水漲船高，屋苑儲備至年底只剩84萬。

#### 過度遷就居民，限制鐵路車速
東鐵線自100年以來均以路面行駛，隨人口上升，越來越多居民住在鐵路旁邊。但因為嘈音問題而向港鐵及環保署投訴，以東鐵線為最嚴重。東鐵線一共有4個限速段，包括大埔康樂園到太和（110公里限制至60公里車速）、大圍到顯徑（90公里限制至70公里車速）、九龍塘到旺角東段（南行：70公里限制至50公里車速；北行：70公里限制至40公里車速）以及旺角東到紅磡段（80公里限制至40公里車速）。每晚11點過後由九龍塘到紅磡段全線限速30公里。港鐵被批評過度軟弱，縱容居民到鐵路作隨便限制，令悉乘客乘車時間拉長5-10分鐘，同時減少載客達7,500人。

#### 停車場車位炒賣問題
2013年起，港鐵亦為了維持高收益，以高價拆售港鐵沿綫車位，包括沙田溱岸8號、奧運站柏景灣及帝柏海灣的全數車位，其中溱岸8號車位最高造價更達188萬元，創新界車位售價新高；7月中更有車位以月租4,500元租出，創新界最高車位租金，結果使區內停車場車位亦被炒賣，居民泊車成問題。
港鐵公司的住宅物業發展項目包括：
| 路綫             | 發展項目（所屬車站） |
| ---------------- | --- |
| 觀塘綫           | 德福花園（九龍灣站）· 清水灣道8號（彩虹站）· 瑜一及朗賢峯（何文田站） |
| 荃灣綫           | 綠楊新邨（荃灣站）· 新葵興花園（葵興站）· 新葵芳花園（葵芳站） |
| 港島綫           | 新翠花園（柴灣站）· 杏花邨（杏花邨站）· 峻峰花園（筲箕灣站）· 欣景花園（西灣河站）· 康怡花園及康山花園（太古站）· 康澤花園（炮台山站）· 柏景臺（天后站）· 修頓花園（灣仔站）· 康威花園（上環站）                                                |
| 東涌綫及機場快綫 | 漾日居、擎天半島、君臨天下、凱旋門及天璽（九龍站）· 維港灣、柏景灣、帝柏海灣及君匯港（奧運站）· 盈翠半島（青衣站）· 東堤灣畔、海堤灣畔、藍天海岸及映灣園（東涌站）                                                                              |
| 將軍澳綫         | 都會駅及城中駅（調景嶺站）· 將軍澳豪庭、君傲灣及天晉（將軍澳站）· 蔚藍灣畔（坑口站）· 日出康城區域發展:首都、領都、領峯及領凱、緻藍天、晉海、晉海II、MALIBU、LP6、MONTARA、GRAND MONTARA（康城站）                                              |
| 東鐵綫           | 柏傲莊（大圍站上蓋）· 駿景園及御龍山（火炭站）· 策誠軒（大埔墟站） |
| 屯馬綫           | 瓏門（屯門站）· 環宇海灣（荃灣西站七區）· 柏傲灣（荃灣西站六區）· 海之戀及全·城滙（荃灣西站五區）· 匯璽（南昌站）·The Austin（柯士甸站，直接由港鐵發展）· 名城（大圍車廠上蓋）·柏傲莊（大圍站上蓋）· 溱岸8號（車公廟站）· 銀湖·天峰（烏溪沙站） |
| 輕鐵             | 海翠花園（屯門碼頭站）· 新屯門中心（輕鐵車廠站）· 恒福花園（三聖站）· 新元朗中心（元朗站）· YOHO WEST（天榮站） |

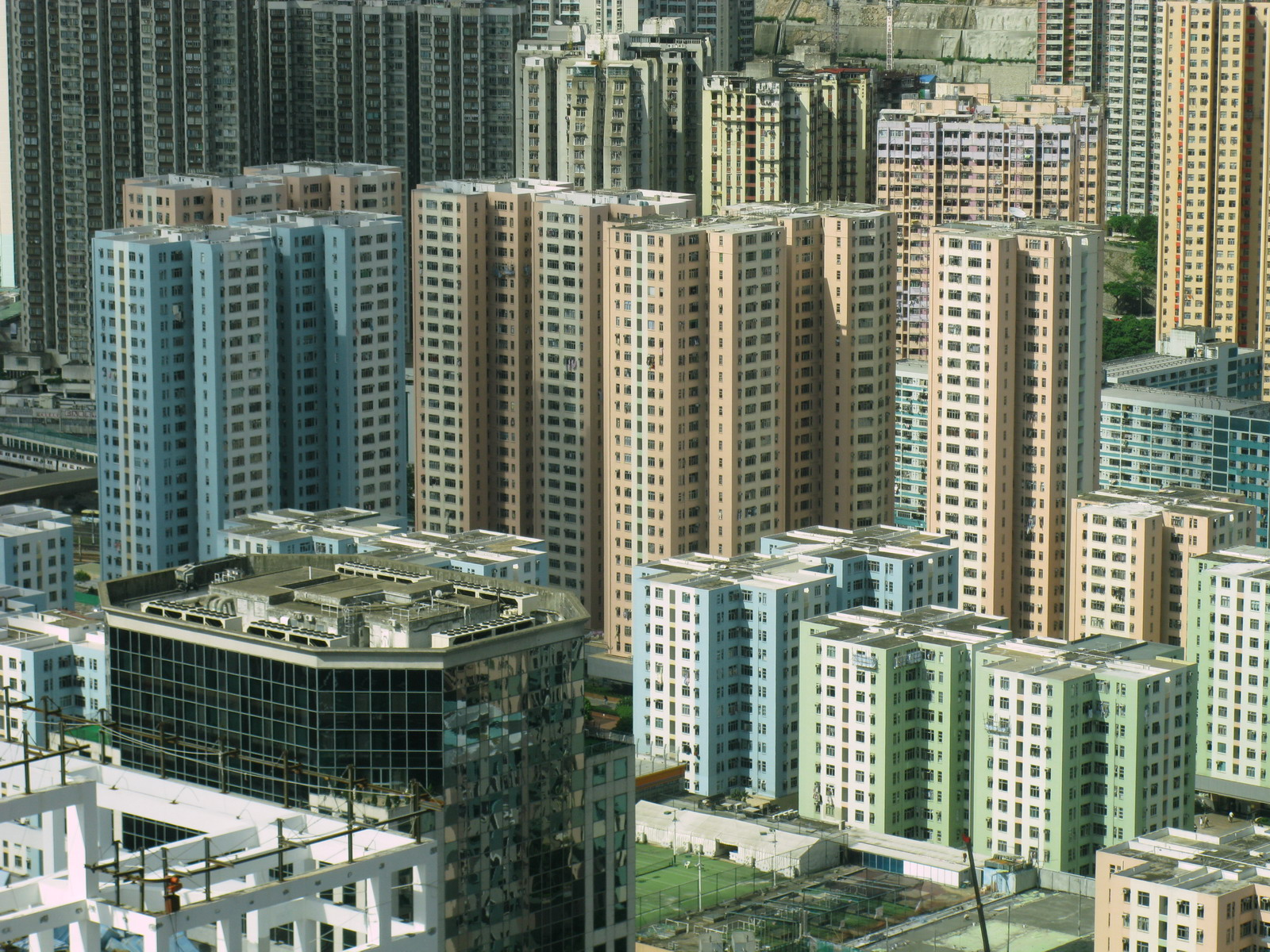
德福花園
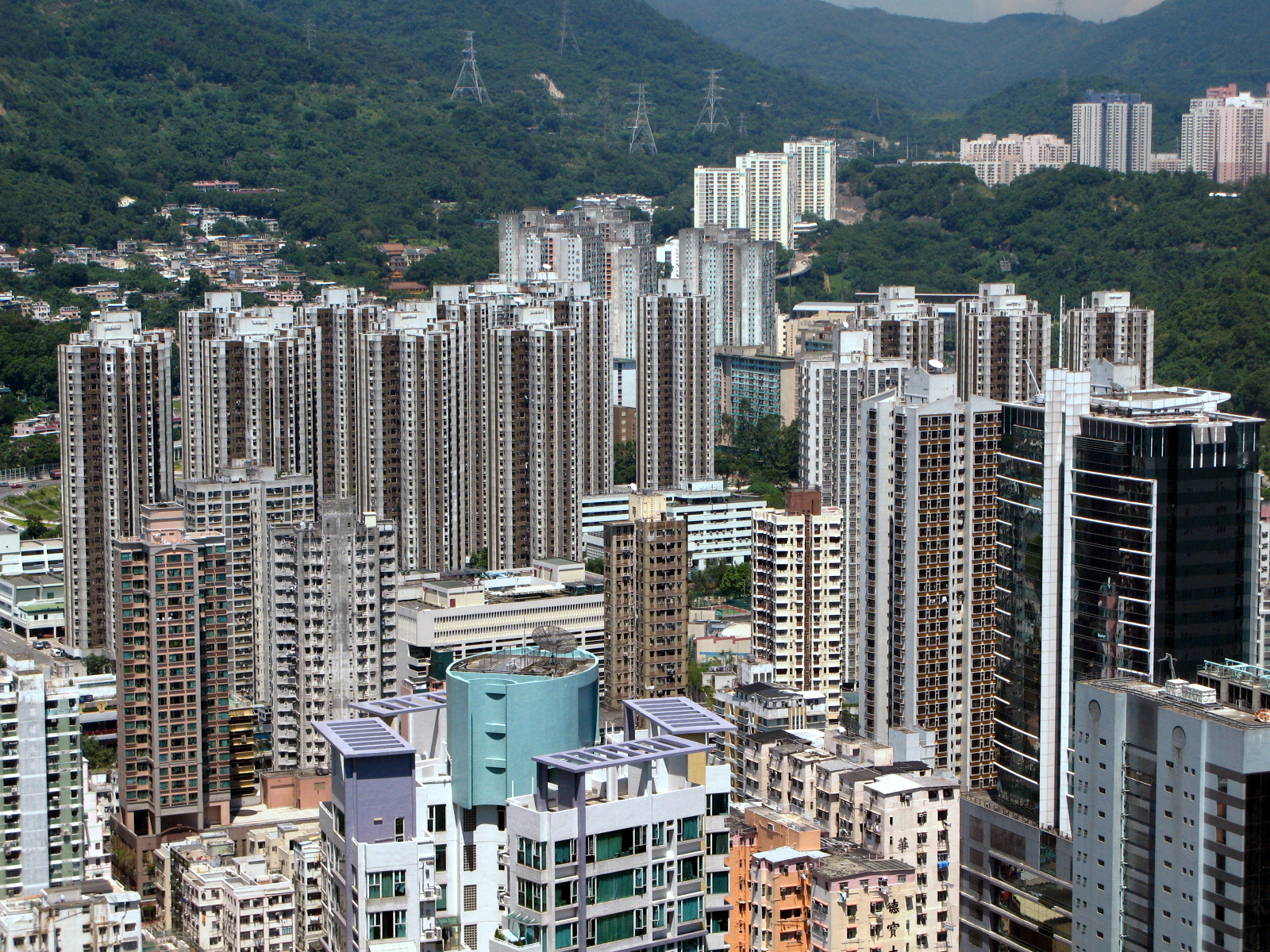
綠楊新邨
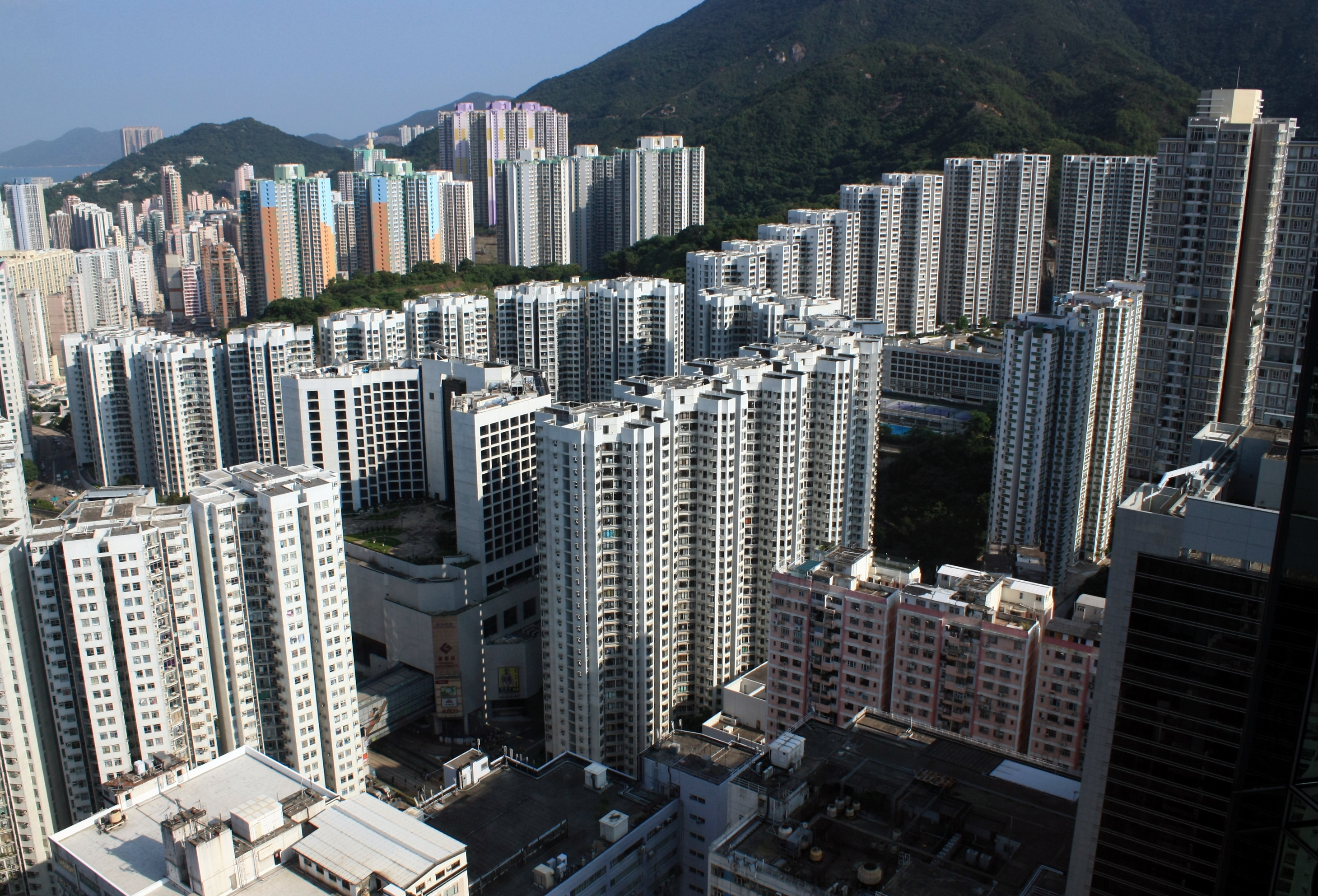
康怡花園
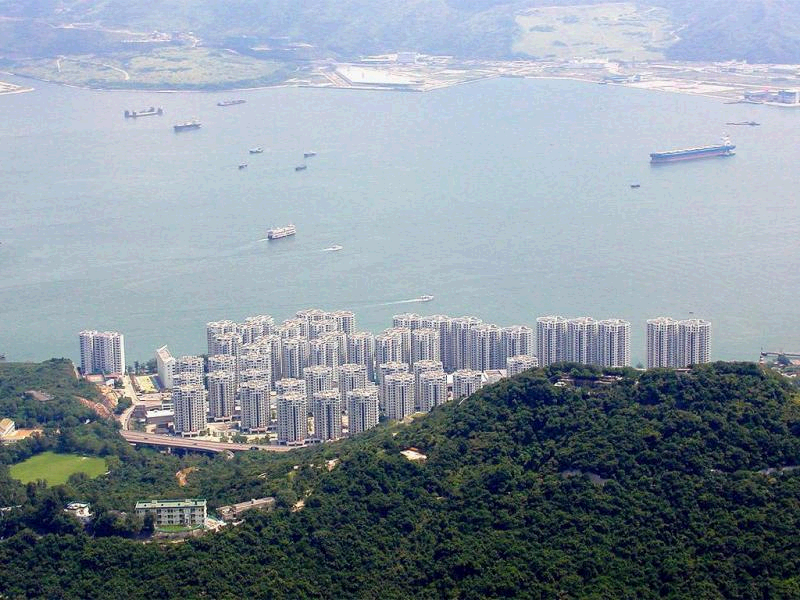
杏花邨
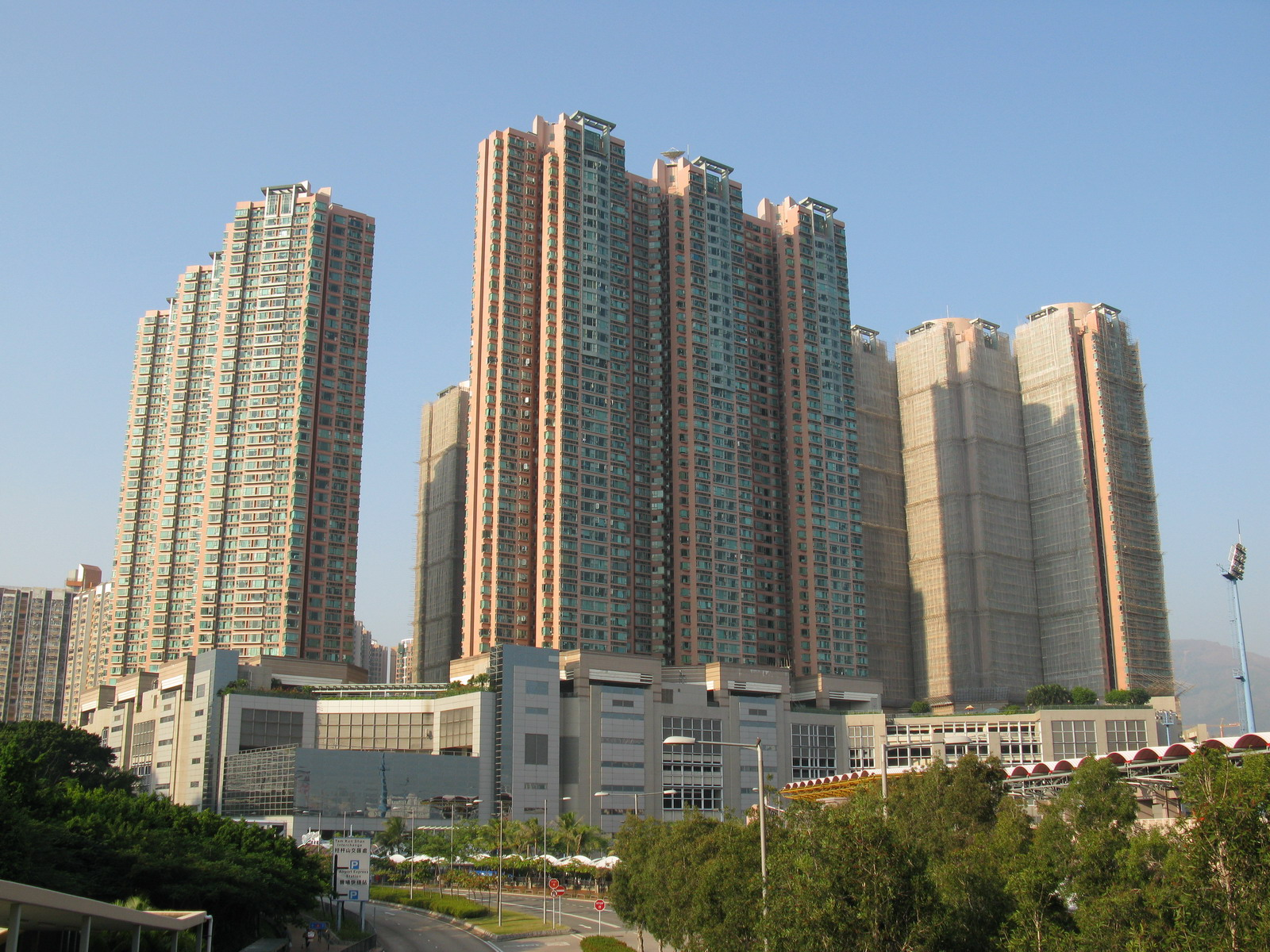
盈翠半島
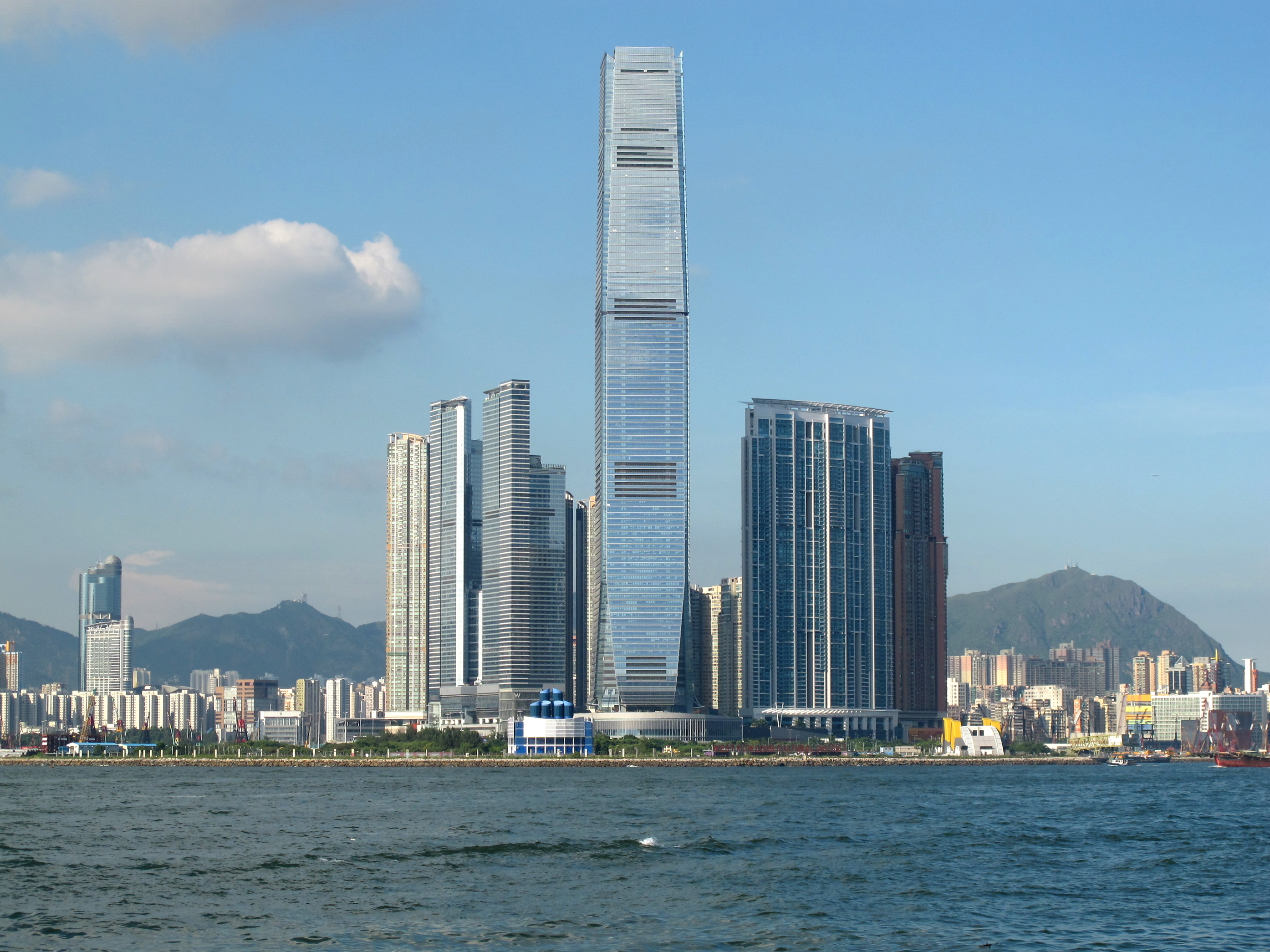
Union Square全景
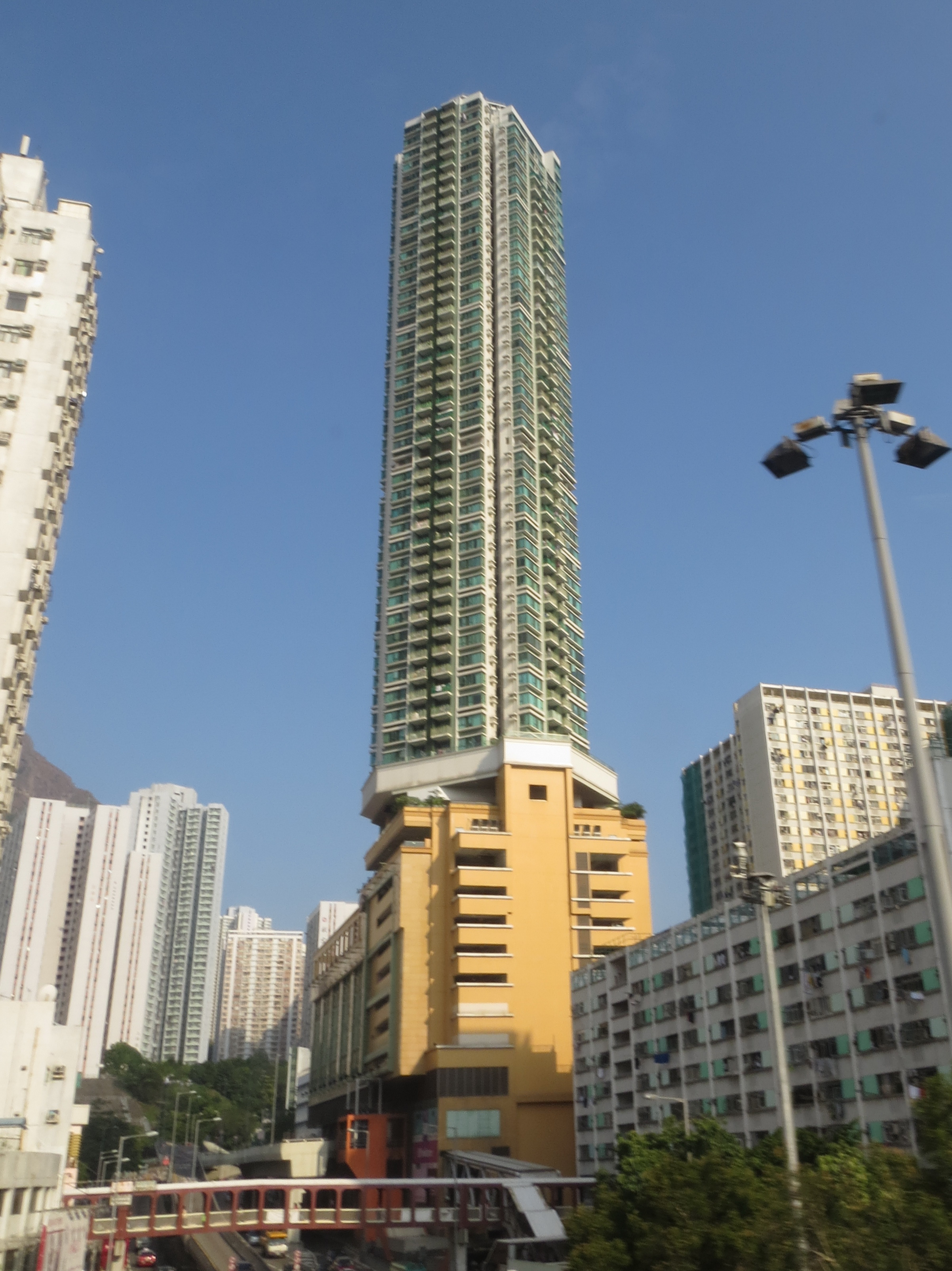
清水灣道8號
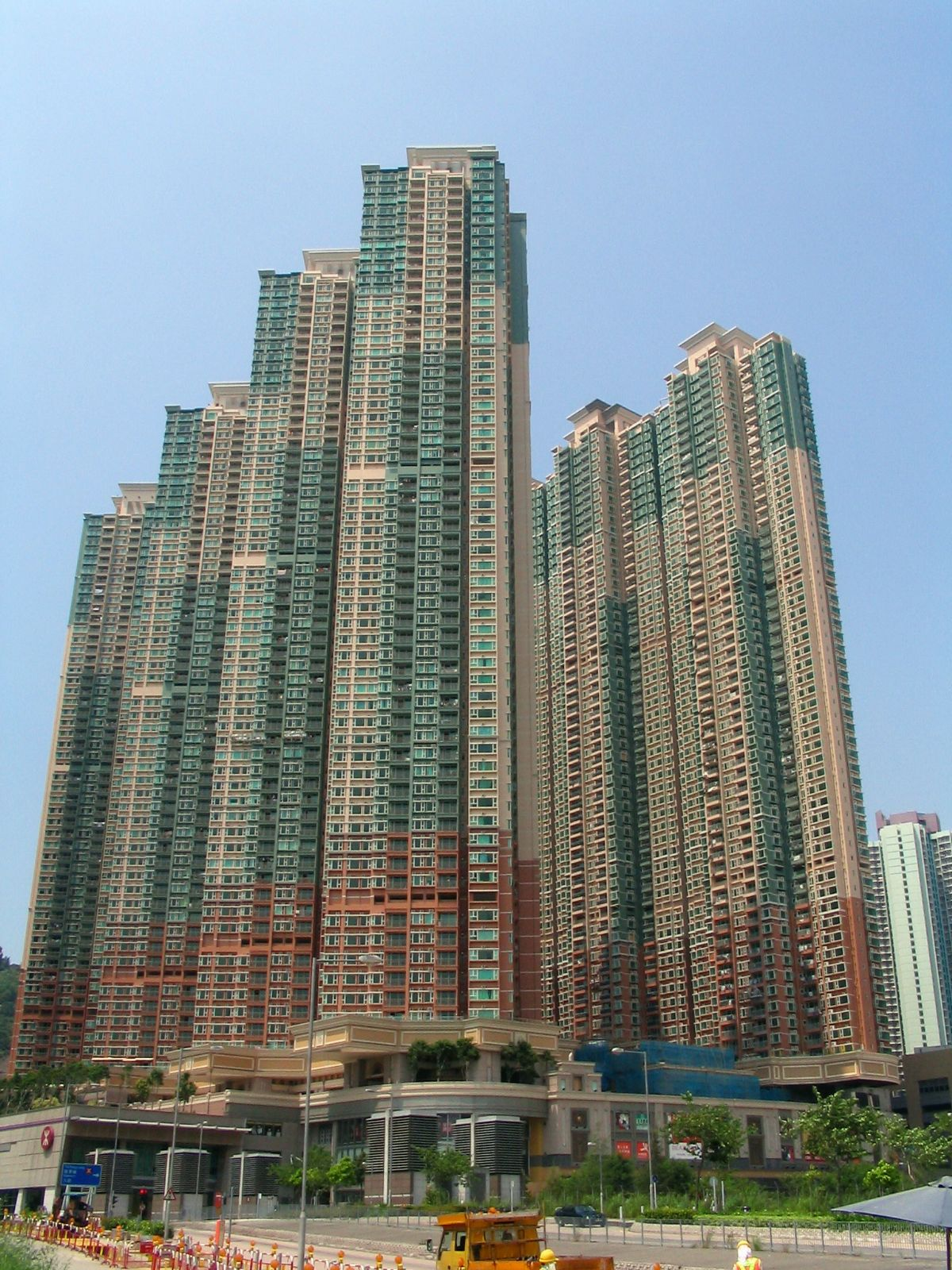
都會駅及城中駅
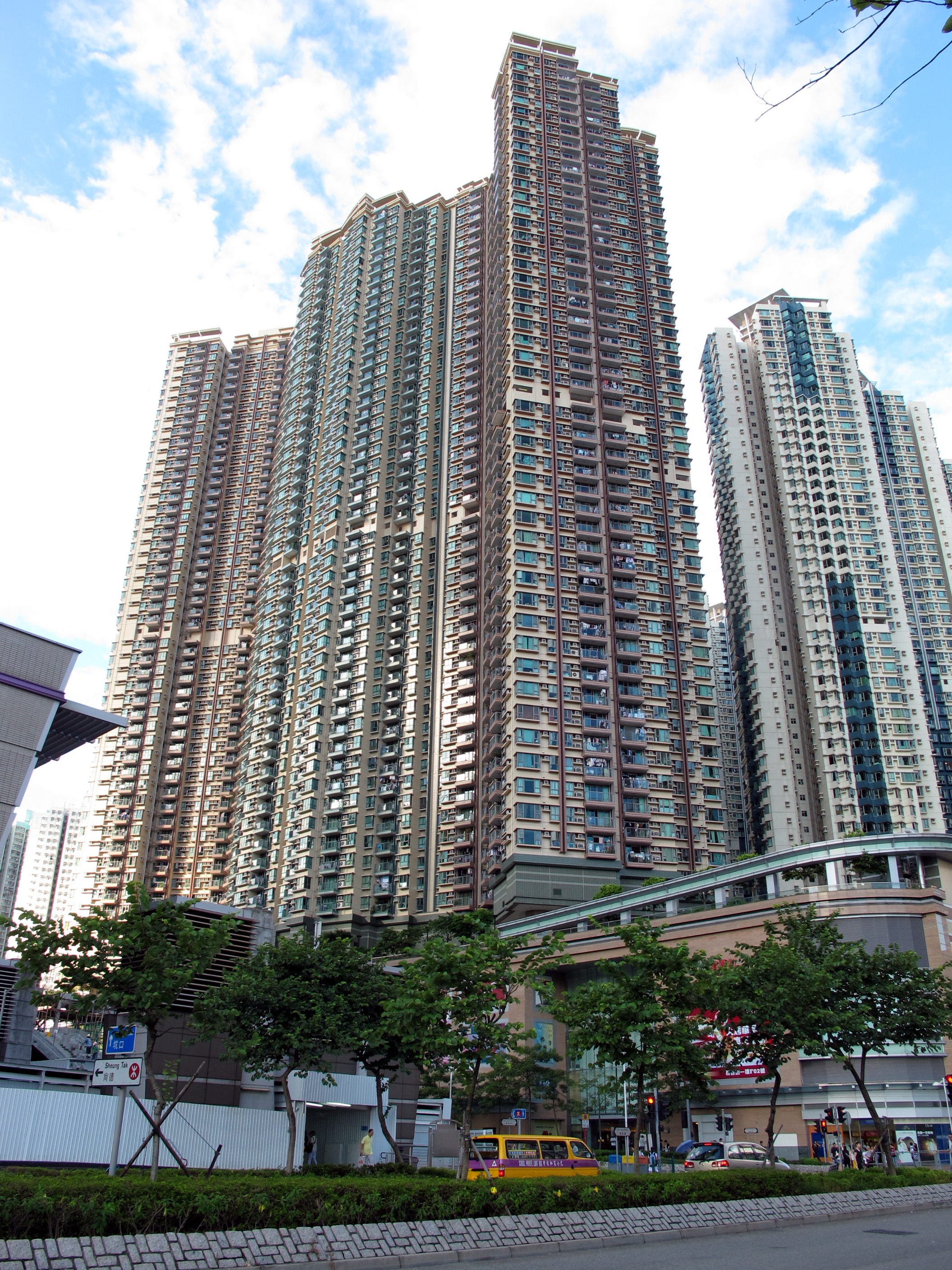
君傲灣
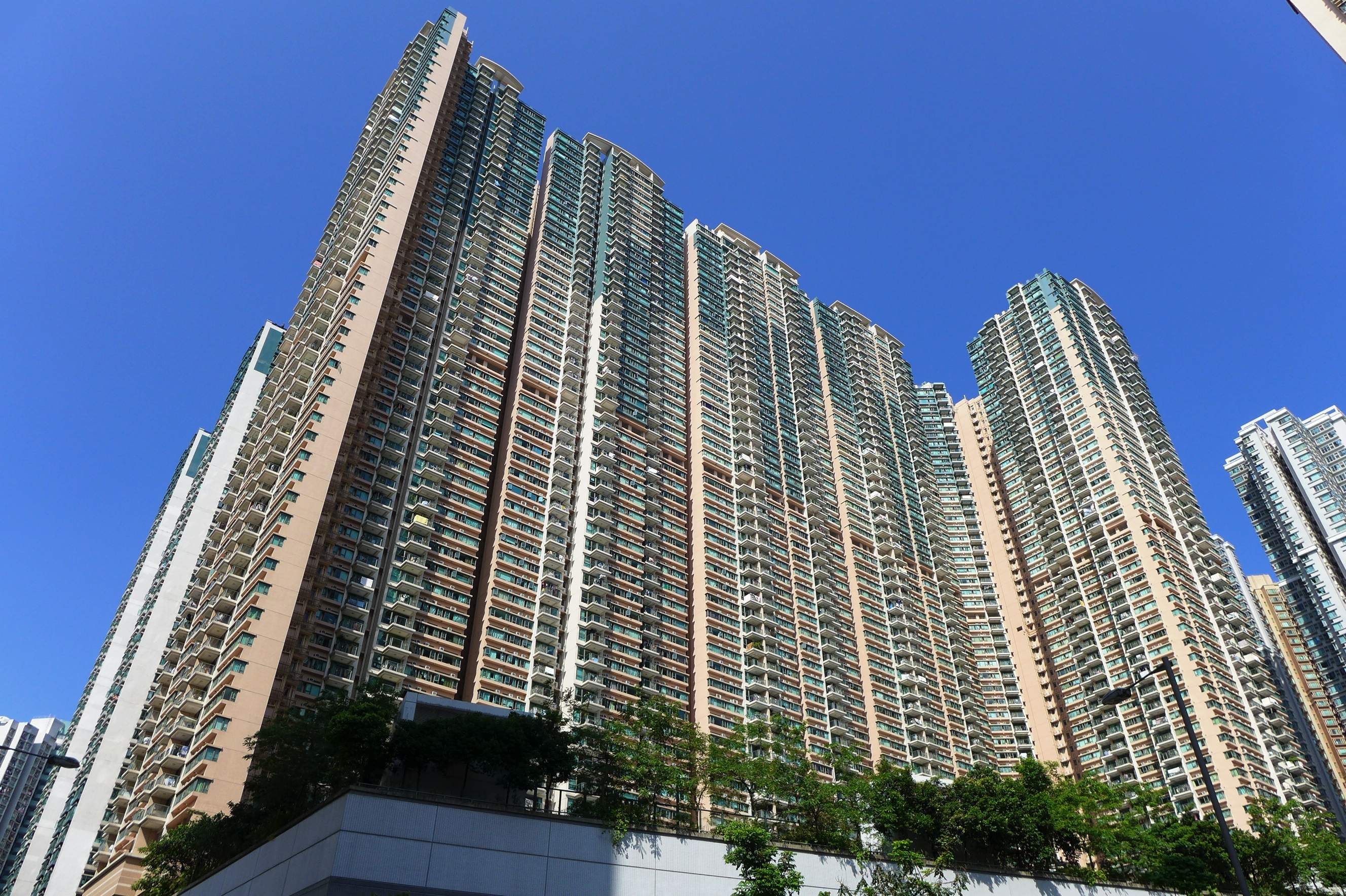
蔚藍灣畔
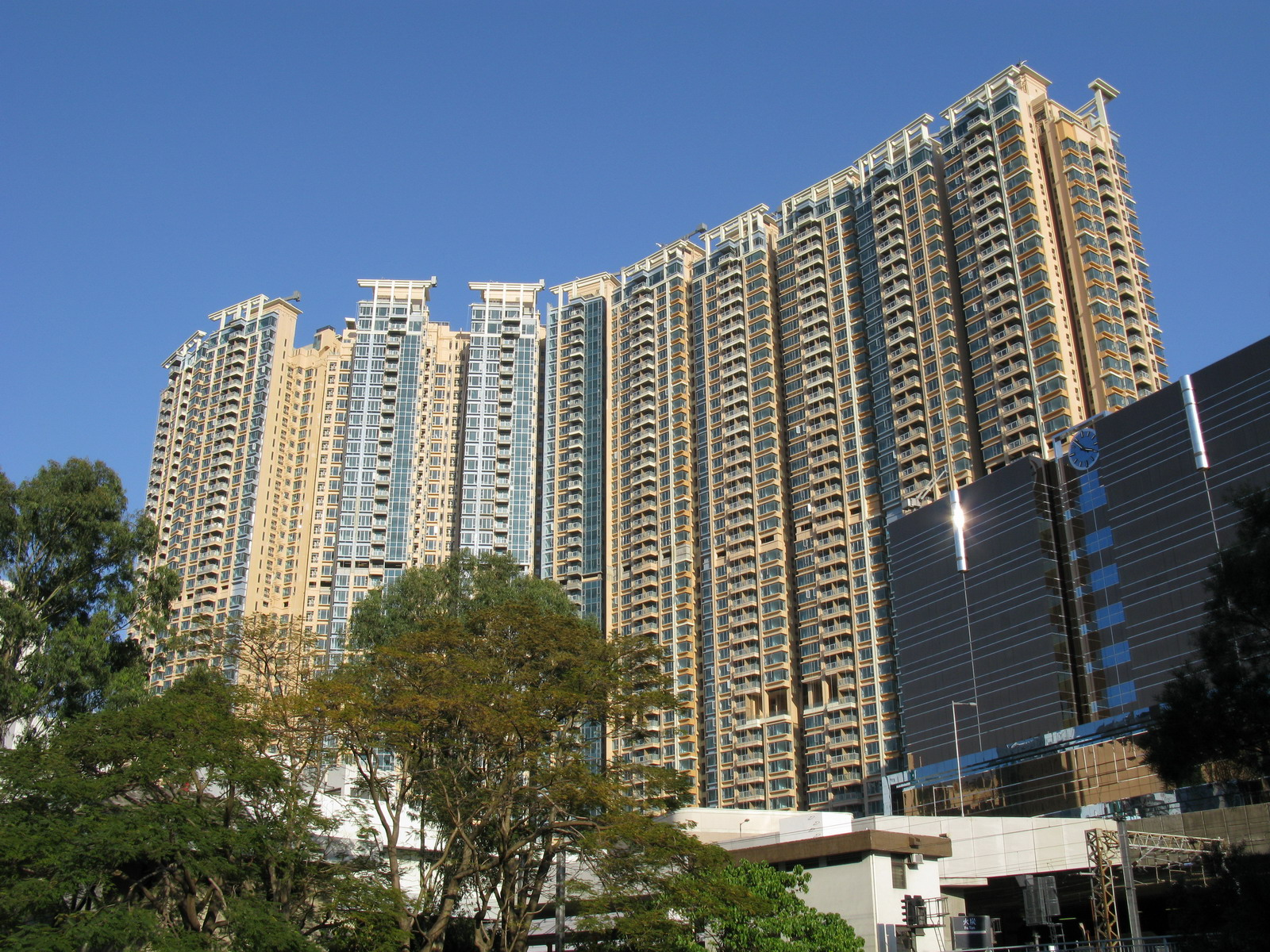
御龍山
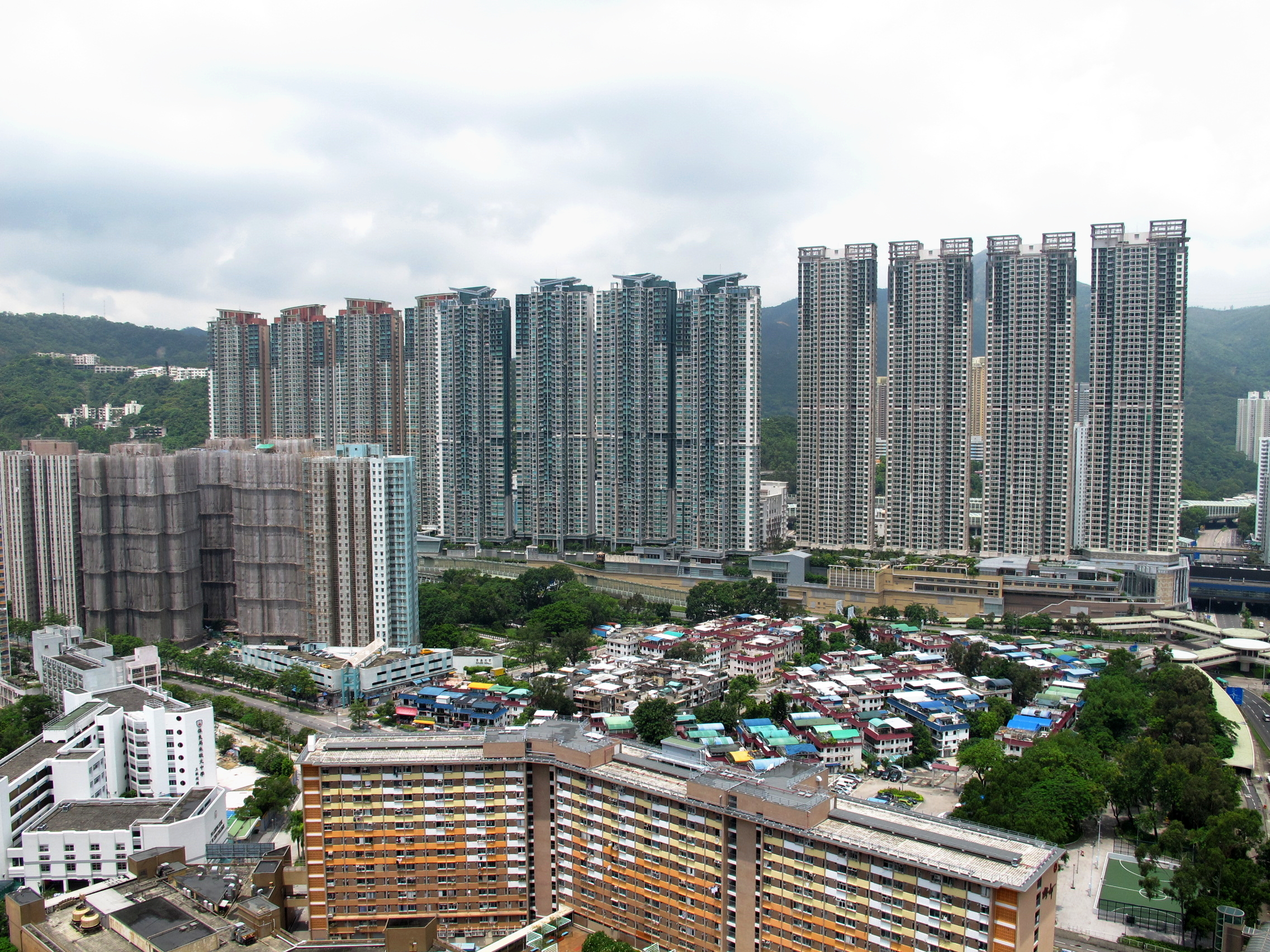
名城
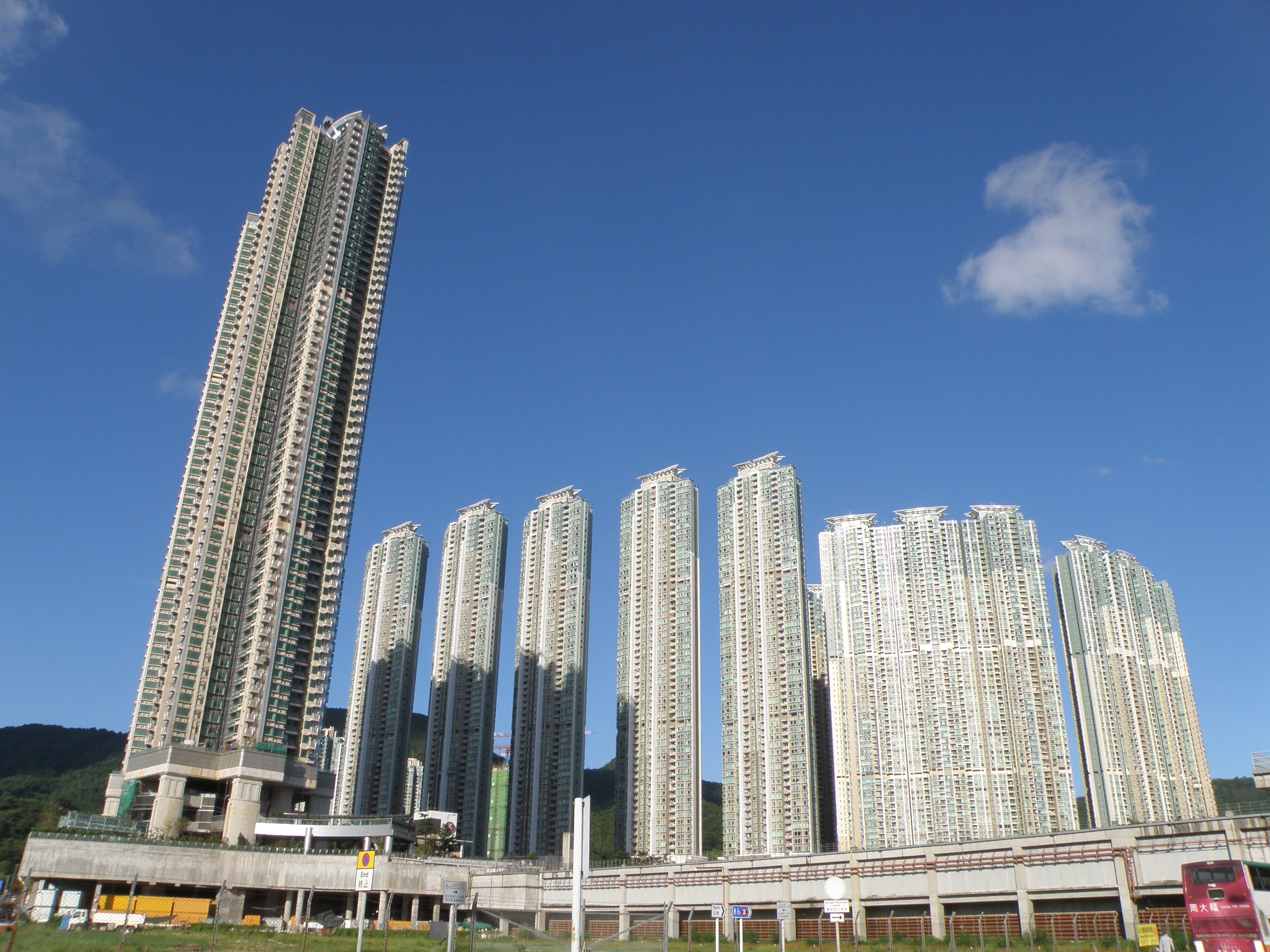
日出康城

### 物業租務、管理及其他業務
現時，港鐵公司擁有主要為商場及寫字樓的投資物業組合不斷增加。該等投資物業帶來經常性收益及加強集團的資產基礎。截至2023年6月30日合計，港鐵公司於整個投資物業組合中的應佔份額包括可出租面積達25021平方米的零售物業、可出租面積達39451平方米的寫字樓及可出租面積達19206平方米的其他用途物業。港鐵公司的投資物業組合當中包括13個商場及國際金融中心二期18層寫字樓等。港鐵公司還提供港鐵物業管理、代理、港鐵八達通管制系統及樓宇環境衛生等服務。於20230年6月底，港鐵公司於香港擁有多個物業管理合約，合共管理逾121000個住宅單位以及逾82000平方米的寫字樓及零售空間。
於2000年，港鐵公司建立了一個新的服務品牌Premier Management Services，以管理選定的高檔物業，包括國際金融中心二期、九龍站上蓋豪宅(包括凱旋門、天璽、君臨天下等)
2020年香港物業管理收入上元，較2019年減少22.0%至2.37億港元。

#### 中國內地物業發展
港鐵公司現正於中國內地發展物業顧問及管理業務，現有7份物業管理合約，並就此訂立了新合約，為中國國內不同地區的高檔物業發展項目提供管理及顧問服務。於2006年，SOHO中國有限公司訂立了委託港鐵公司管理豪華寫字樓／商業發展項目的3份新的物業管理合約，有關物業均位於北京的中心商業區，包括SOHO尚都、建外SOHO第七期及朝外SOHO。於2007年上半年已就北京2個辦公室及商業發展項目簽署一份諒解備忘錄，一個位於光華路，另一個位於西單。港鐵公司亦就北京銀座Mall（页面存档备份，存于）的經營及物業管理訂立了長期的租約，銀座Mall為一可租用面積達19,295平方米的購物中心，已於2007年1月啟用。2011年8月19日港鐵首次奪得中國鐵路上蓋物業、以底價19.77億元（人民幣．下同），平均每平方米樓面地價9590元，投得的深圳龍華綫車廠一期，為深圳地鐵龍華車輛段上蓋港鐵．天頌，總樓面面積約221.9萬平方呎，其中住宅佔206.3萬平方呎，涉及1,700伙，在2015年4月開售，預計在2016年落成，地價約19.77億元人民幣。
至於與天津市地下鐵道集團合資發展的天津地鐵6號綫北運河站項目，亦會作綜合商住發展，涉及總樓面近300萬平方呎，較龍華綫車廠1期規模更大。
港鐵副行政總裁梁國權接受訪問就曾指出，計劃以香港的鐵路加物業模式進軍內地，除了北京、深圳及杭州之外，亦會在其他一綫城市物色拓展機會，將海外淨資產比例由現時的10%提升至15%。
而港鐵公司旗下多個投資物業組合的大型購物中心包括：
高端商場：
- 圓方（九龍站）/（柯士甸站）*，港鐵公司佔80%權益，其餘由新鴻基地產持有）

地區商場：
- 德福廣場（九龍灣站）
- 青衣城（青衣站）
- PopCorn（將軍澳站）
- THE LOHAS（康城站）
- 圍方（大圍站）
- 港島南岸The Southside（黃竹坑站）

普通商場：
- 綠楊坊（荃灣站）
- 杏花新城（杏花邨站）
- 連理街（坑口站）
- 連城廣場（沙田站）
- 海趣坊（屯門碼頭站）
- 駿景廣場（火炭站）
- 新屯門商場（輕鐵車廠站）
- 恒福商場（三聖站）

內地商場：
- 銀座Mall（北京地鐵二號綫東直門站）

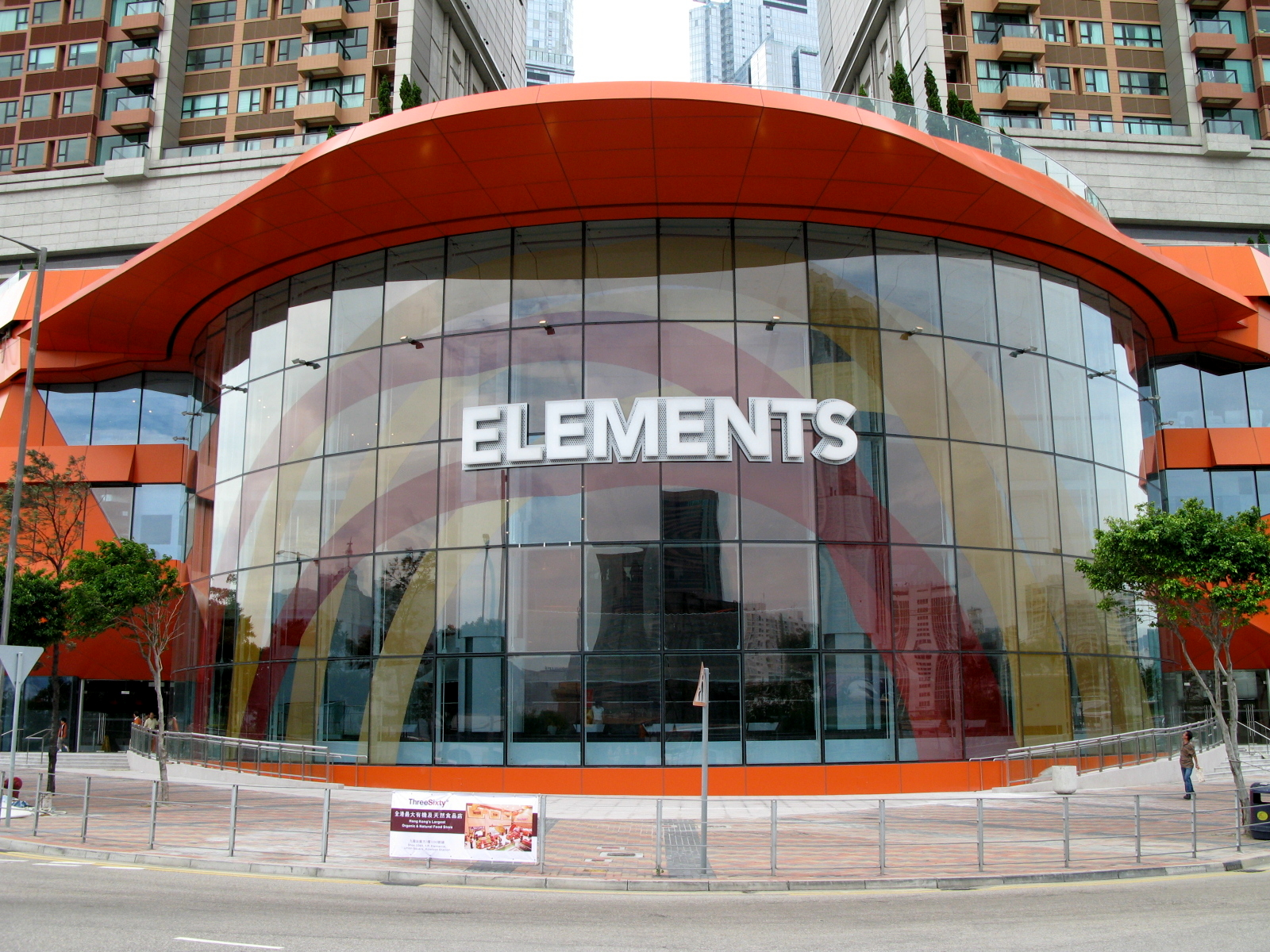
圓方的外觀
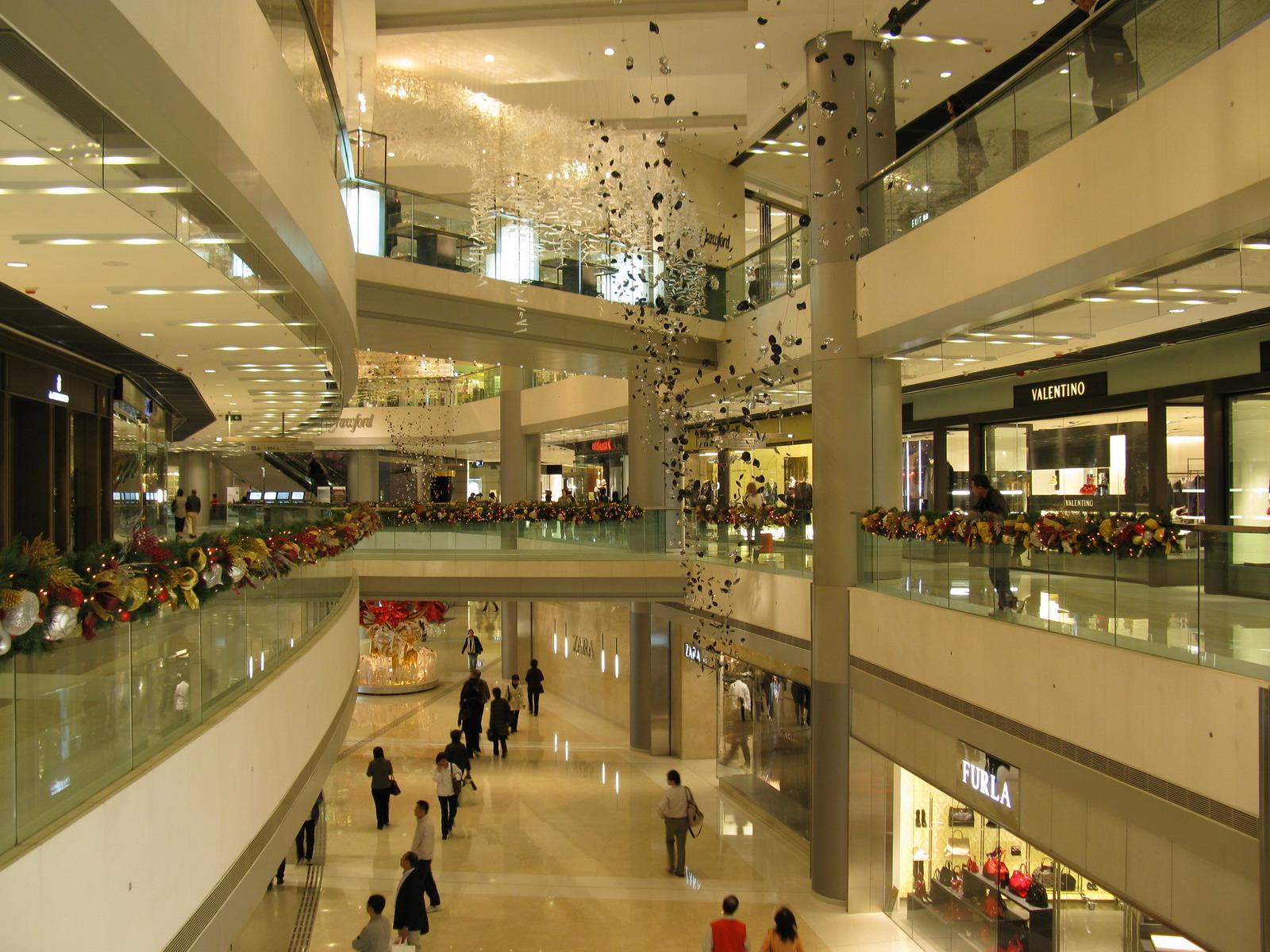
國際金融中心商場內部
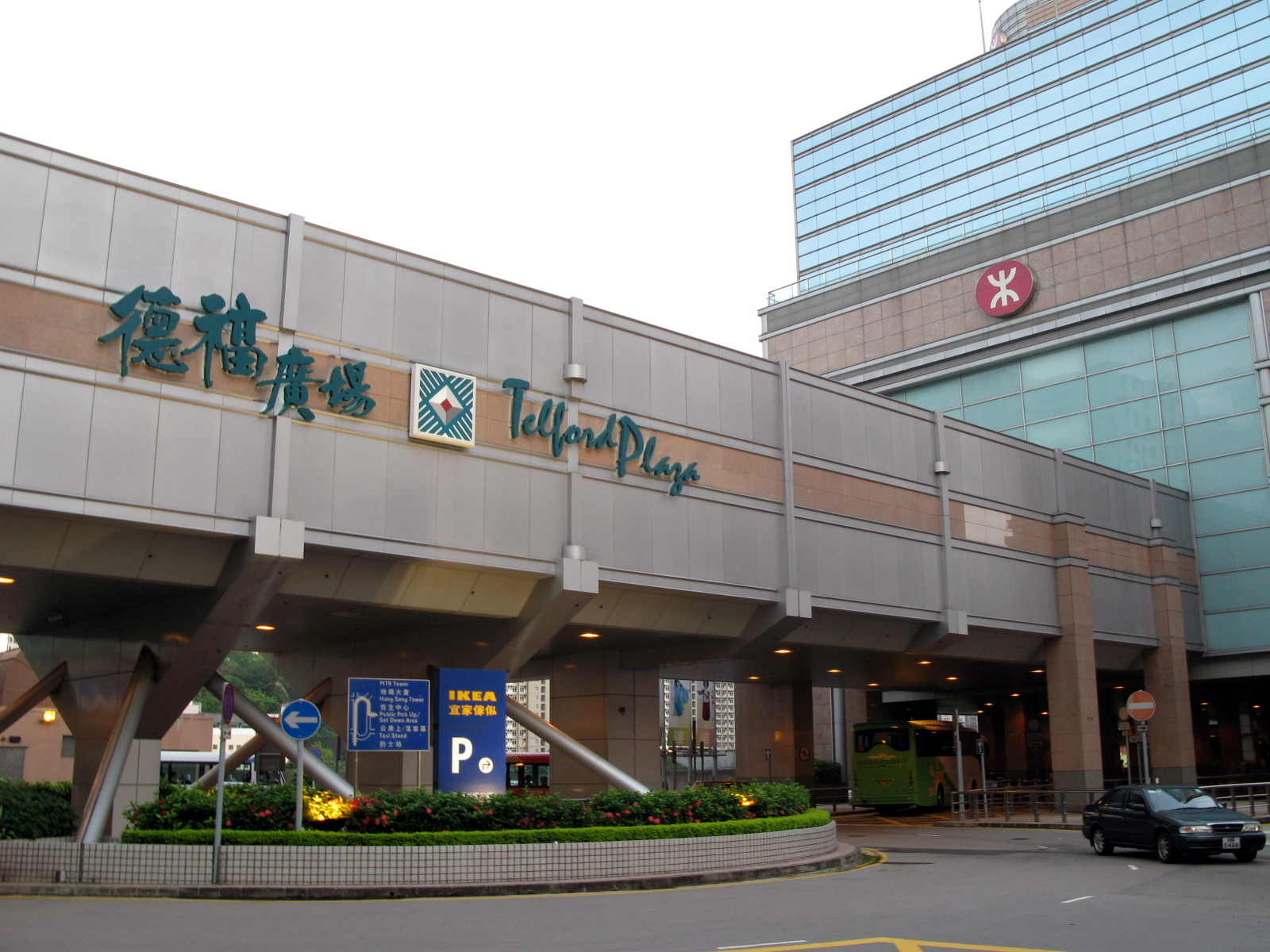
德福廣場的正門
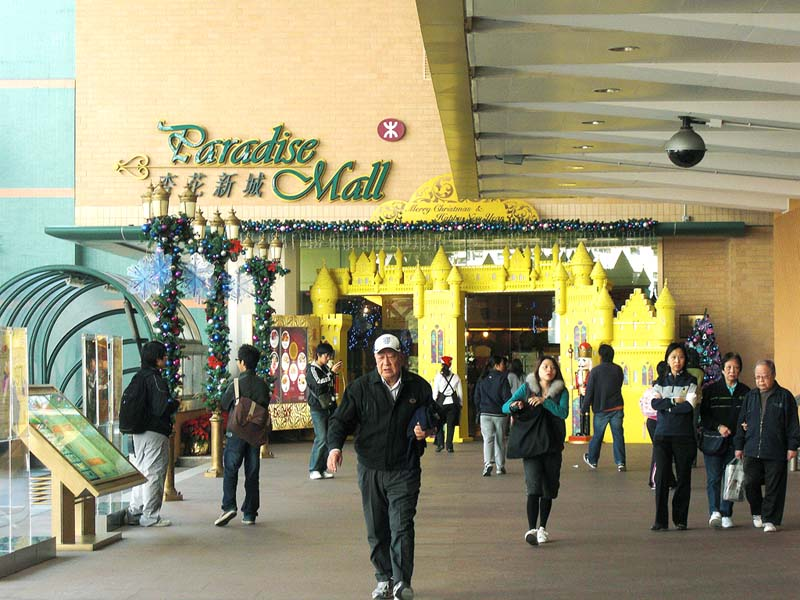
杏花新城的出入口
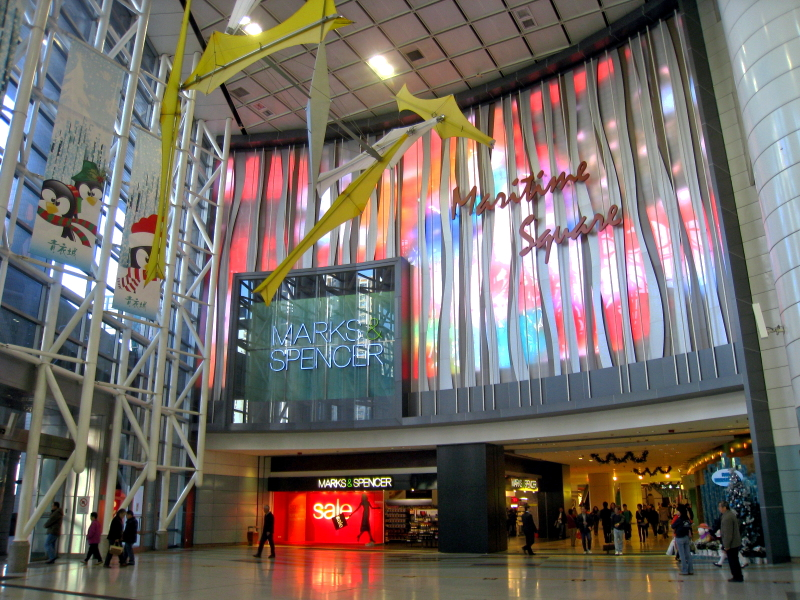
青衣城的出入口
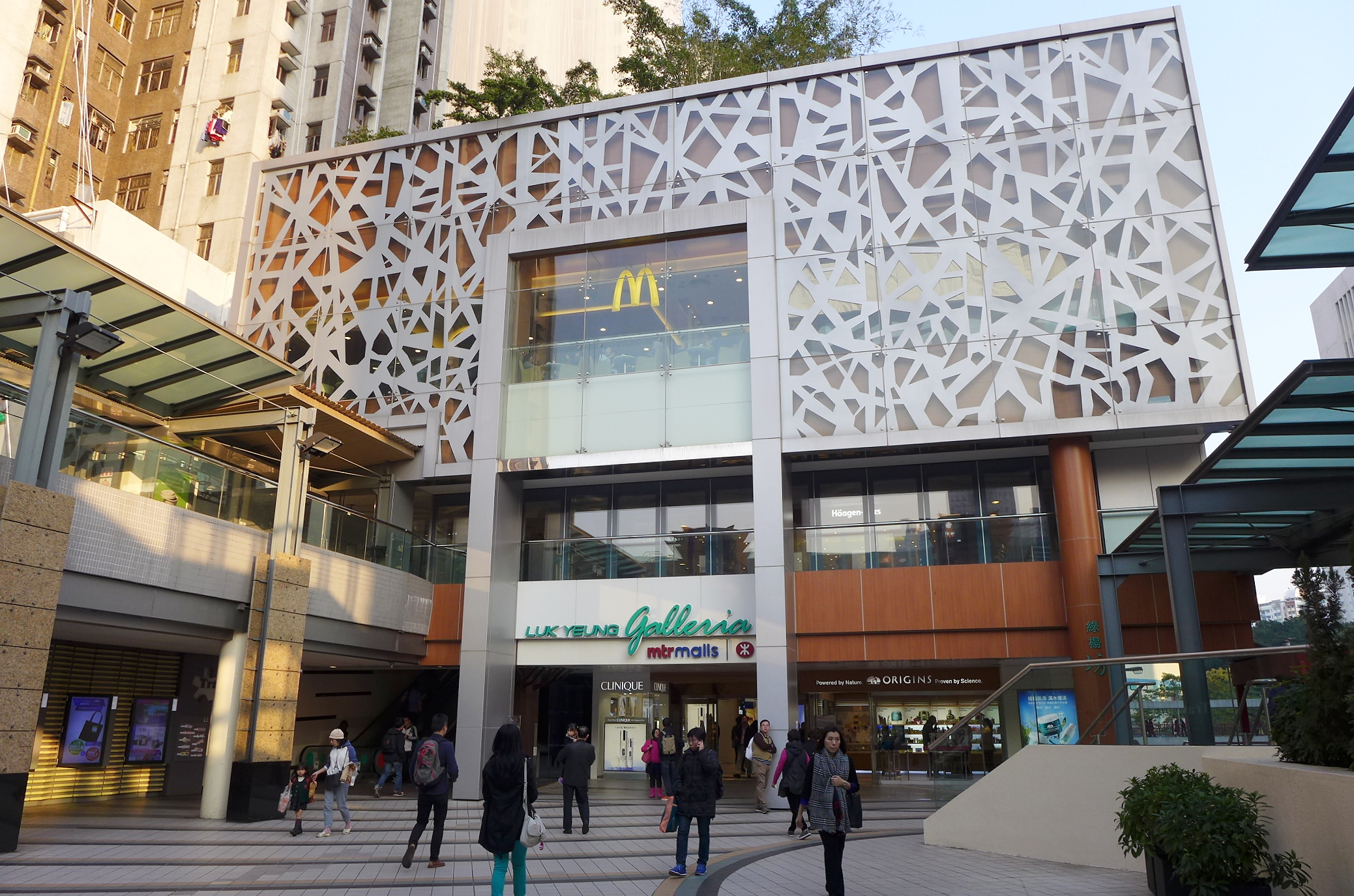
綠楊坊的外觀
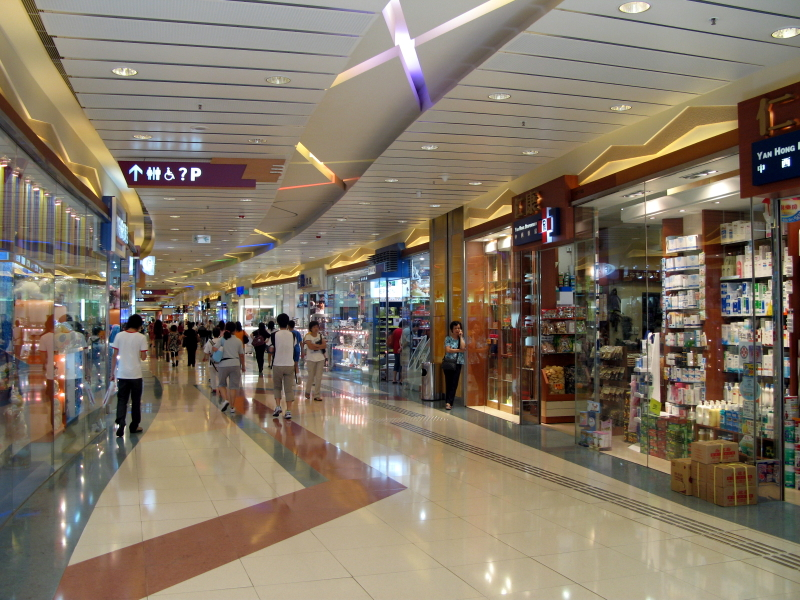
連理街商場內部
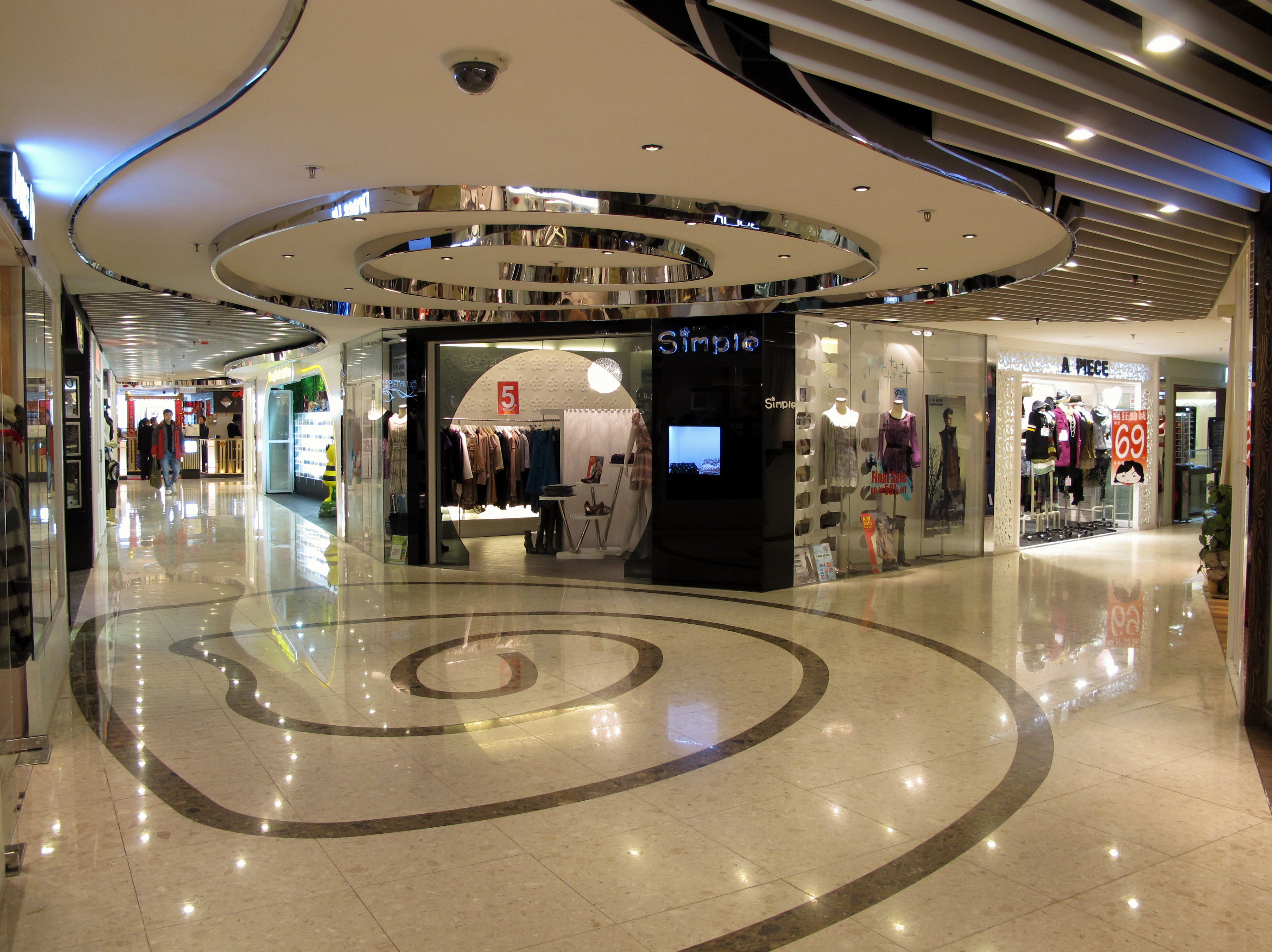
Citylink內部

#### 昂坪360

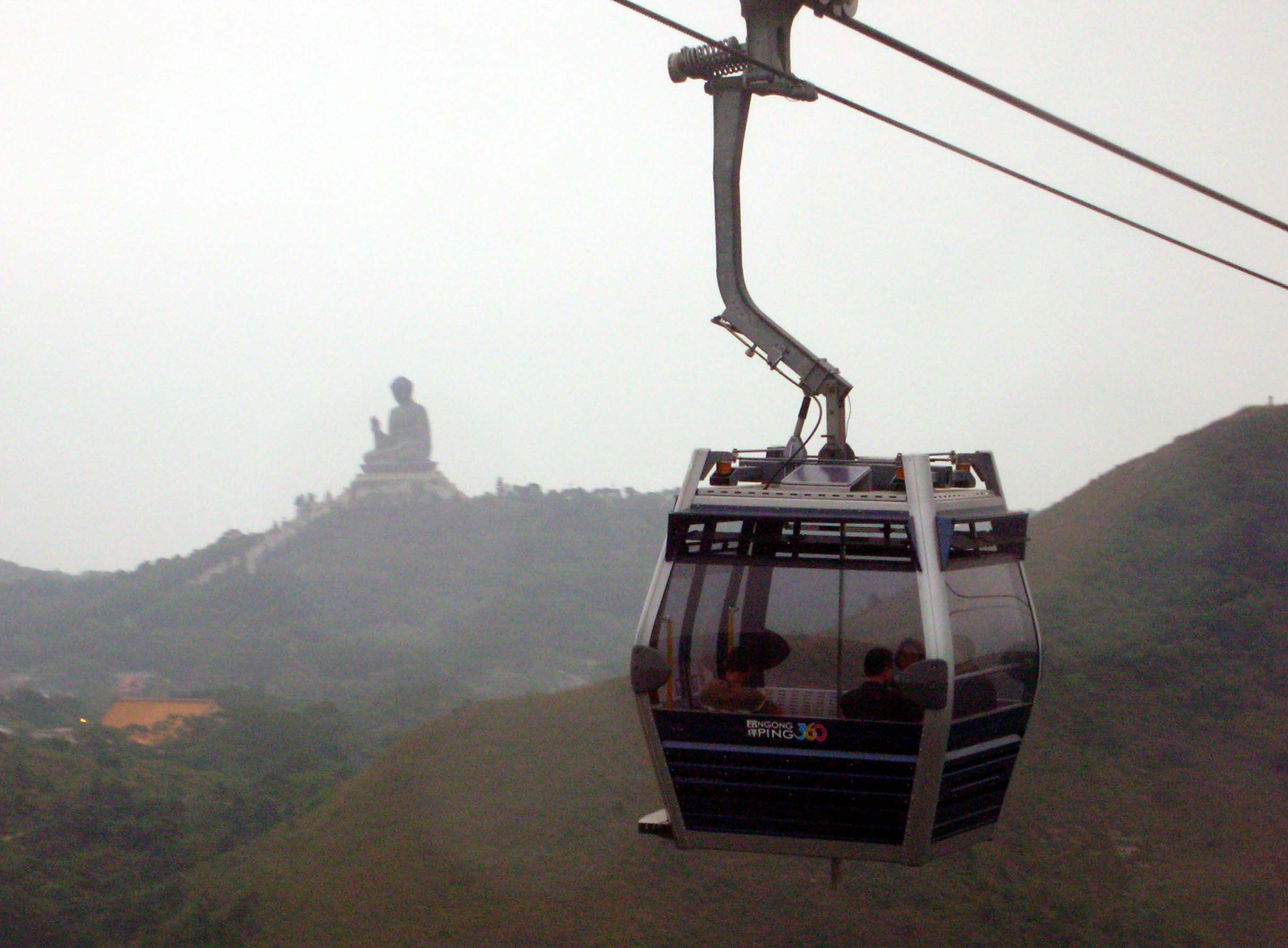
港鐵公司的「昂坪360」是全球最大型纜車系統之一（圖為昂坪360其中一個纜車車廂）

由港鐵公司擁有的東涌纜車項目名為「昂坪360」，是香港一條連接大嶼山東涌及昂坪的纜車（吊車）路綫，系統並由附屬於港鐵公司的昂坪360有限公司管理及營運。「昂坪360」於2006年9月18日啟用。
於2008年全年昂坪360纜車及昂坪市集，為港鐵公司帶來1.56億港元的收入，旅客人數逾160萬人次。港鐵公司還推出私人包廂服務，並與圓方、青衣城及港鐵友禮會聯合推出推廣活動以吸引旅客。

#### 八達通

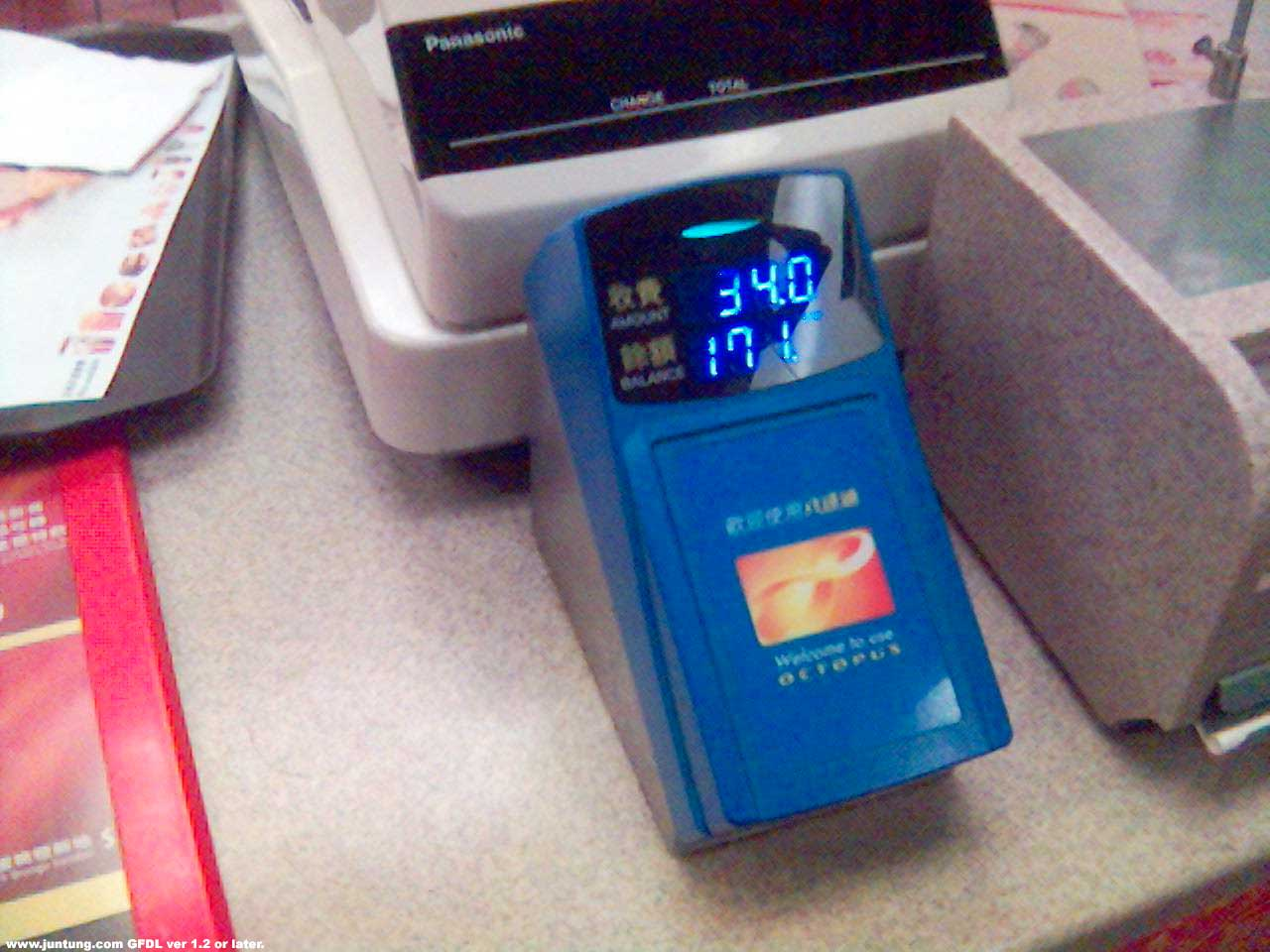
港鐵公司推出的八達通卡已獲若干商店廣泛接受（圖為其中一商店的八達通卡處理器）

港鐵公司於1997年推出八達通卡。自此，免觸碰的八達通卡在香港大行其道，截至2020年12月31日，在香港採用八達通的商戶逾31000家。八達通卡及其他儲值八達通產品的流通量達3410萬張，而每日平均交易量及交易金額分別為1160萬宗及1.937億港元。。八達通卡不僅獲各類公共交通工具廣泛接受，同時亦獲若干大型連鎖便利店及超級市場以及快餐店廣泛接受，而且透過便攜式八達通處理器，將業務擴展至中小型零售市場，吸納更多零售商戶採用八達通。
八達通卡由八達通卡有限公司擁有，八達通卡有限公司為港鐵公司的非受控制、間接附屬公司，而港鐵公司為該公司的最大股東。港鐵公司目前擁有八達通控股有限公司57.4%的已發行股本，而八達通控股有限公司則擁有八達通卡有限公司全部已發行股本，八達通控股有限公司餘下42.6%已發行股本由九廣鐵路公司22.1%、九龍公共巴士控股有限公司12.4%、城巴有限公司及新世界第一巴士服務有限公司擁有。儘管港鐵公司持有八達通控股有限公司57.4%已發行股份，但本公司於八達通控股有限公司董事局會議的投票權以49%為限，而概無八達通控股有限公司的股東可能夠單方面控制八達通控股有限公司的董事局。而於兩鐵合併後，港鐵公司和九廣鐵路公司持有的股份則維持不變。
八達通卡有限公司在香港以外，亦贏得多項合約以擴大其海外業務，包括在荷蘭和中國長沙。

#### 去中心化遊戲虛擬平台
2022年4月21日，港鐵宣布與去中心化遊戲虛擬世界The Sandbox成為合作夥伴，成為全球首個進駐The Sandbox元宇宙的交通營運商。公司表示已經購入虛擬土地興建虛擬車站、鐵路博物館及推動STEM教育，期望通過把握Web3及元宇宙的大趨勢構建一個嶄新平台。不過網民批評港鐵利用政府的金錢投資去中心化的NFT，是不能接受。

#### 零售品牌
2022年7月，港鐵宣布設立O2O (Online-to-Offline)零售品牌「LOUDER」，為本地年輕藝術家及創業家提供自家設計及手作，透過平台進行較低成本的推廣及宣傳。同時會於2022年8月在將軍澳The LOHAS康城設立實體店，其後亦將在圍方及The Southside商場開設門市。

#### MTR Lab
針對不同行業和需要，參考港鐵多項業務的方案提供度身定製的產品，當中包括綜合車速及位置監督系統和V Sensor。2022年6月，港鐵與香港數碼港管理有限公司(「數碼港」)訂立策略聯盟，其後亦投資支持多個初創企業和設立子公司，包括物流科技alfred24和一站式減碳獎賞平台Carbon Wallet。

## 海外業務
拓展香港以外的市場是港鐵公司發展策略的一部分。而為中國大陸及國際市場引進鐵路發展和物業管理專業知識，亦是港鐵公司持續增長策略的核心元素。港鐵公司繼續投資中國大陸的城市鐵路網絡，以及在歐洲私有化或對外開放的市場中，尋求毋需投放大量資金的鐵路營運專營權，以實現公司的海外拓展策略，港鐵公司在4個國家，營運鐵路綫總長度2,183公里，2020年鐵路業務總載客量13.8億人次。

### 中國大陸
港鐵中國大陸業務主要集中在城市鐵路的開發及投資，並為中國大陸提供鐵路營運、物業管理及顧問服務。
截至2024年底，港铁的中國业务包括北京市、杭州市及深圳市以合资形式运营的共7条地铁线路，深圳市以独资形式运营的4号线，北京东直门银座Mall商场及深圳的物业发展项目“港铁天颂”等。

#### 上海地鐵
早於2002年，港鐵公司在上海建立了名為「上海港鐵建設管理有限公司」的合資企業，負責上海鐵路建設的項目管理。該公司為上海地鐵九號綫第一期的項目管理及業主代表，負責九號綫的設計及施工，並為八號綫及十一號綫作設計諮詢。九號綫第一期由松江新城站至桂林路站已於2007年12月底通車，而桂林路站至宜山路站的一段已經於2008年底完成。

#### 北京地鐵
北京地鐵4號線

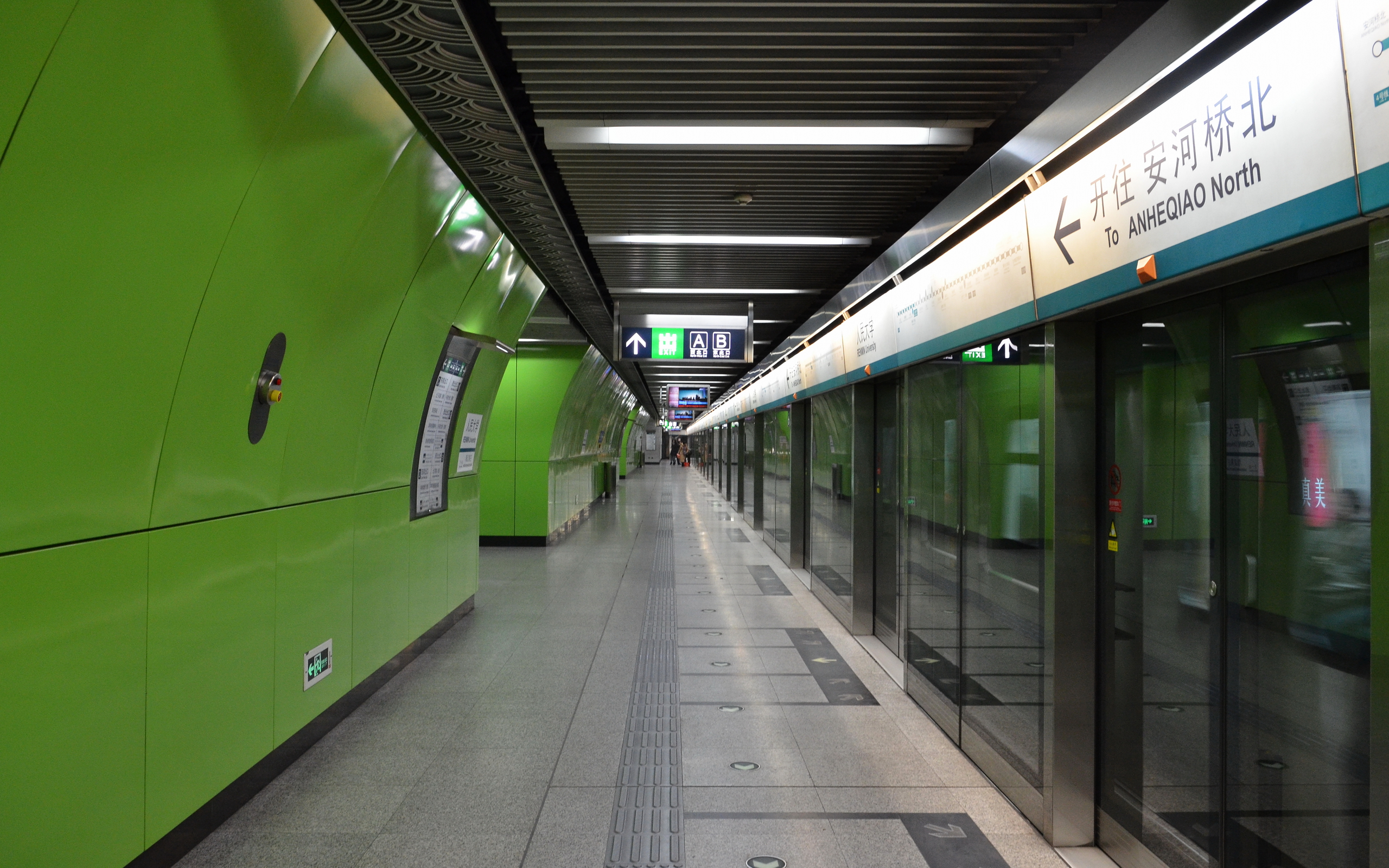
港鐵公司合資興建及營運北京地鐵4號線（圖為人民大学站的分离式月台）

港鐵公司與其公私合營夥伴合組的公司，在2006年4月12日與北京市政府簽署了北京地鐵4號線項目的《特許經營協議》，項目總投資金額約153億元人民幣，是集團海外業務發展上的重要里程碑。北京地鐵四號綫不但是京港合作其中一個最大的投資項目，也是港鐵公司在中國國內首個以公私合營模式合作投資、開通和運營的鐵路項目。
約46億元人民幣或成本總額的30%由港鐵公司、北京市基礎設施投資有限公司及北京首都創業集團有限公司聯合組成的公私合營公司北京京港地鐵有限公司承擔，三方在合營公司中分別擁有49%、2%及49%的權益。其餘建設成本由北京市政府提供。合營公司將負責北京四號綫的機電鐵路系統及列車，並獲得特許經營權經營該鐵路30年。北京京港地鐵有限公司亦於2008年11月27日與北京市政府全資擁有的北京軌道交通大興綫投資有限責任公司，就全長22公里的北京地鐵大興綫的營運及維修項目簽署了諒解備忘錄。由於大興綫為四號綫的伸延，合營公司於大興綫落成後可營運大興綫直至特許經營完結。北京四號綫全長29公里，共24個站，南起豐台區南四環路的公益西橋站，北至海澱區的安河橋北站，是北京南北交通的主要鐵路幹道。建造工程已於2009年9月落成；而大興綫則為2010年落成。於2009年9月28日正式通車，及成為首個香港公司營運的中國鐵路。
北京地鐵14號線
2012年11月6日，北京京港地鐵有限公司與北京市政府在香港草簽《北京地鐵十四號線專案特許協定》，京港地鐵採用PPP模式參與北京地鐵14號線的投資、建設和運營，並獲得北京地鐵14號線30年運營權。
西段（張郭莊站至西局站）於2013年5月5日開始運營、東段（金台路站至善各莊站）於2014年12月28日開始運營、中段（西局站至金台路站）於2021年12月31日開始運營，標誌北京地鐵14號線貫通運營。
北京地鐵16號線
2015年11月28日，北京京港地鐵有限公司與北京市人民政府正式簽署《北京地鐵十六號線專案特許協定》。 北京地鐵16號線分為A、B兩個部分，A部分主要包括洞體、軌道等土建部分，由北京市基礎設施投資有限公司代表北京市人民政府投資並所有，在專案建成后租賃給北京京港地鐵有限公司使用; B部分主要包括車輛、通信、信號、供電、空調通風、防災報警、設備監控、自動售檢票等系統及車輛段、停車場中的機電設備等內容，由北京京港地鐵有限公司投資150億元人民幣，按PPP模式實行特許經營。 按照該協定，北京京港地鐵有限公司以PPP模式參與投資、建設並負責運營北京地鐵16號線，特許經營期限為30年。
北京地鐵16號線於2016年12月31日開通運營北段（北安河站至西苑站），於2020年12月31日開通運營中段（西苑站至甘家口站），於2021年12月31日開通運營中段剩餘段（甘家口站至玉淵潭東門站），於2022年12月31日開通運營南段（玉淵潭東門站至榆樹莊站），於2023年12月30日開通運營南段剩餘段（榆樹庄站至宛平城站）。
北京地鐵17號線
2019年12月30日，經北京市人民政府批准，北京京港地鐵有限公司被確定為北京地鐵17號線的運營公司。
北京地鐵17號線於2021年12月31日開通運營南段（十里河站至嘉會湖站），於2023年12月30日開通運營北段（未來科學城北站至工人體育場站）

#### 深圳地鐵

港鐵軌道交通（深圳）有限公司標誌

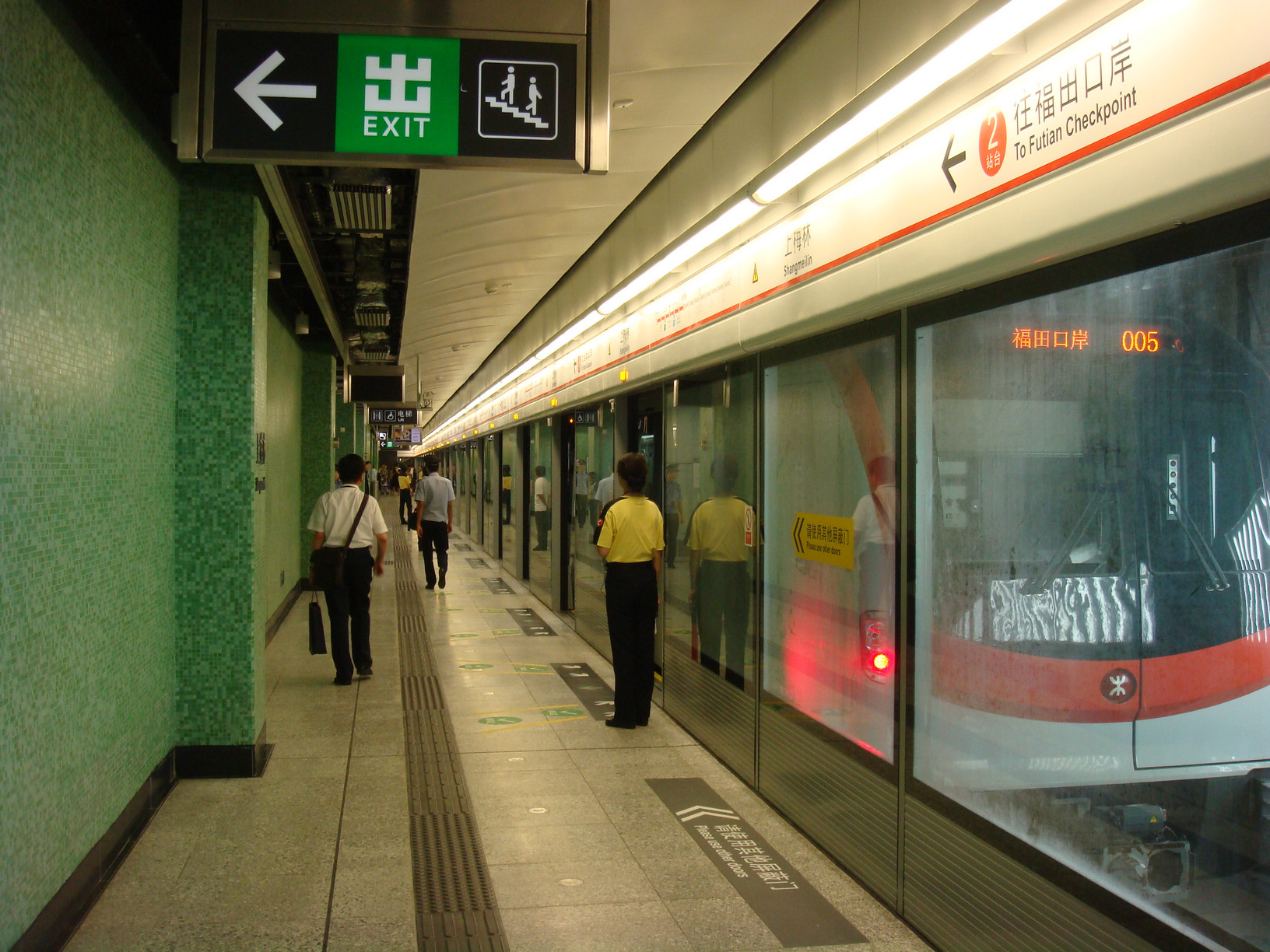
港鐵公司全資興建及營運深圳地鐵4號線（圖為上梅林站）

港鐵公司在2005年5月跟中國深圳市政府簽署了深圳市軌道交通龍華綫二期的興建及全綫30年的特許經營協議，採用一種建基於「鐵路和物業」模式（即由港鐵公司負責龍華綫沿綫的物業發展項目）的融資安排，全資以建設、營運、轉移模式興建及營運，並成立了全資擁有的子公司「港鐵軌道交通（深圳）有限公司（簡稱為港鐵（深圳）公司）」管理整個總投資58億元人民幣的項目。
於2009年3月，深圳龍華綫整個項目已獲國家發展和改革委員會批准，相關公用設施遷移及收地工作已經開始，前期準備工作已接近完成，主要土木工程可隨即展開。於2009年3月18日，港鐵（深圳）公司與深圳市政府就龍華綫項目正式簽署了《特許經營協議》。根據是項《特許經營協議》，港鐵公司負責投資及建設龍華綫二期，並需負責龍華綫所有運營、維修及資產管理等方面的開支，而深圳市政府會提供適當財務支持，並營運全綫30年。港鐵公司將同時著手安排接管龍華綫一期的有關工作。於2009年6月9日，國家工商總局授權深圳市工商局正式簽發了企業法人營運執照給港鐵（深圳）公司，標誌龍華綫全綫逐漸轉入運營階段。在龍華綫全綫通車前約12個月，港鐵（深圳）公司會著手營運龍華綫一期，為全綫通車做好準備工作。港鐵（深圳）公司於2010年7月1日接管龍華綫。整條龍華綫工程已於2011年6月16日，深圳舉辦第二十六屆世界大學生運動會前竣工通車。
深圳地鐵4號綫全長31.3公里，共23個站，從福田口岸作起點直達龍華新區。龍華新區是中國高速鐵路深圳北站的所在。龍華綫連接港鐵落馬洲站，將深港兩地的鐵路服務緊密連接起來。龍華綫一期從福田口岸站至少年宮站，一期長4.6公里，於2004年12月28日通車，二期長16公里，設有10個車站，連接少年宮站至清湖站，於2011年6月16日開通。三期長10.7公里，設有8個車站，連接清湖站至牛湖站，於2020年10月28日開通。

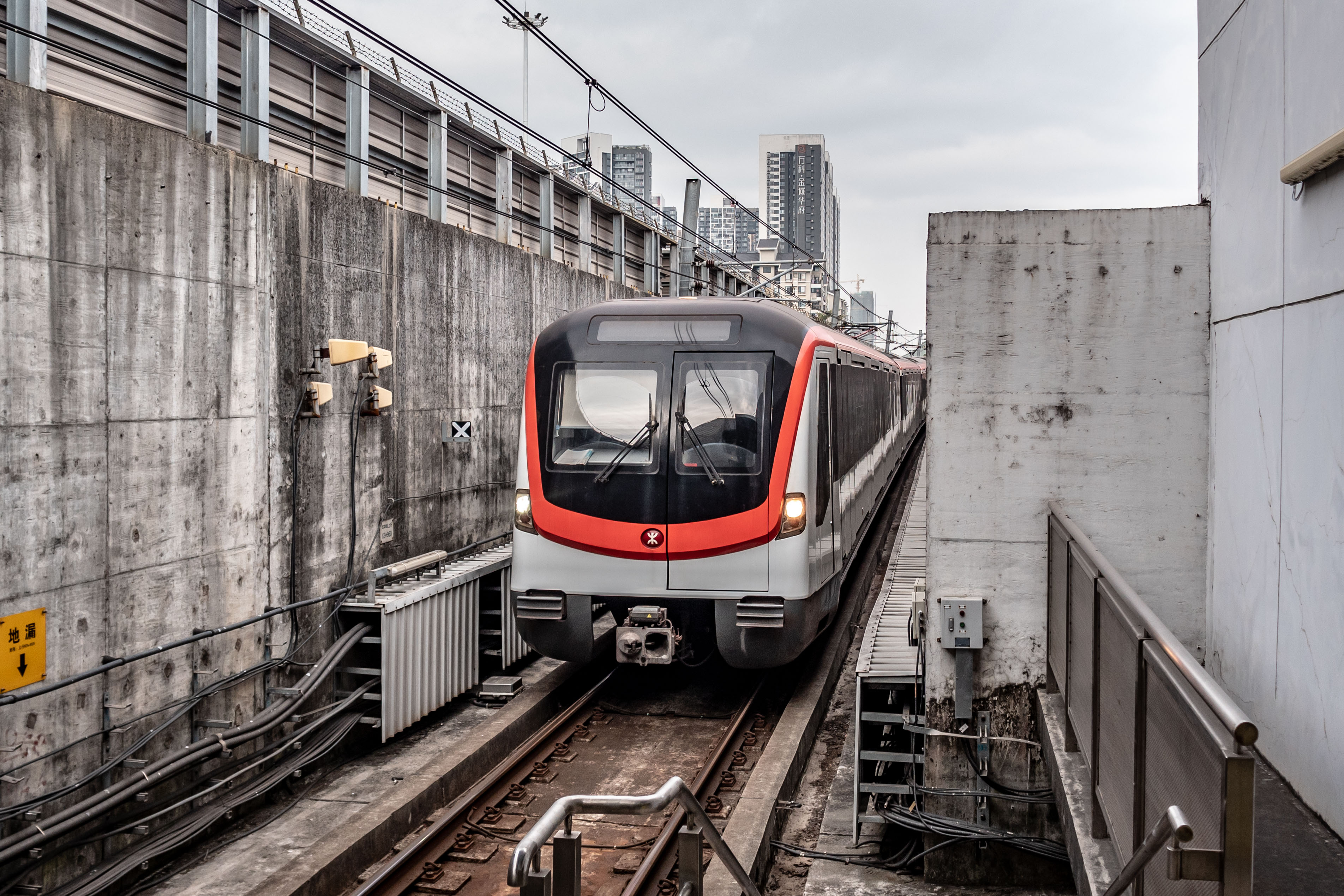
港铁深圳的南车浦镇车辆于民乐站

2020年7月23日，港鐵（深圳）與中鐵電氣化局合營公司投得深圳地鐵13號線建設及經營權。

#### 杭州地鐵
港鐵公司於2008年5月向杭州市改革及發展委員會提交杭州地鐵1號綫的提資建議書，於2008年7月獲選為項目的「優先談判對象」後，並於2009年1月16日與杭州市政府及杭州市地鐵集團有限責任公司簽定原則性協議，就杭州1號綫項目以公私合營模式投資、建設及為期25年的營運。該項目的總投資金額達220億元人民幣。杭州1號綫已於2012年通車。港鐵公司同時與杭州市政府簽訂策略性協議，探討杭州地鐵沿綫的物業發展機會。
港铁公司于2017年6月26日与杭州市人民政府签订杭州地铁5号线PPP项目特许协议。根据协议，杭港地铁将负责5号线的机电设备工程部分的投资以及线路落成通车后25年的营运管理和维护。

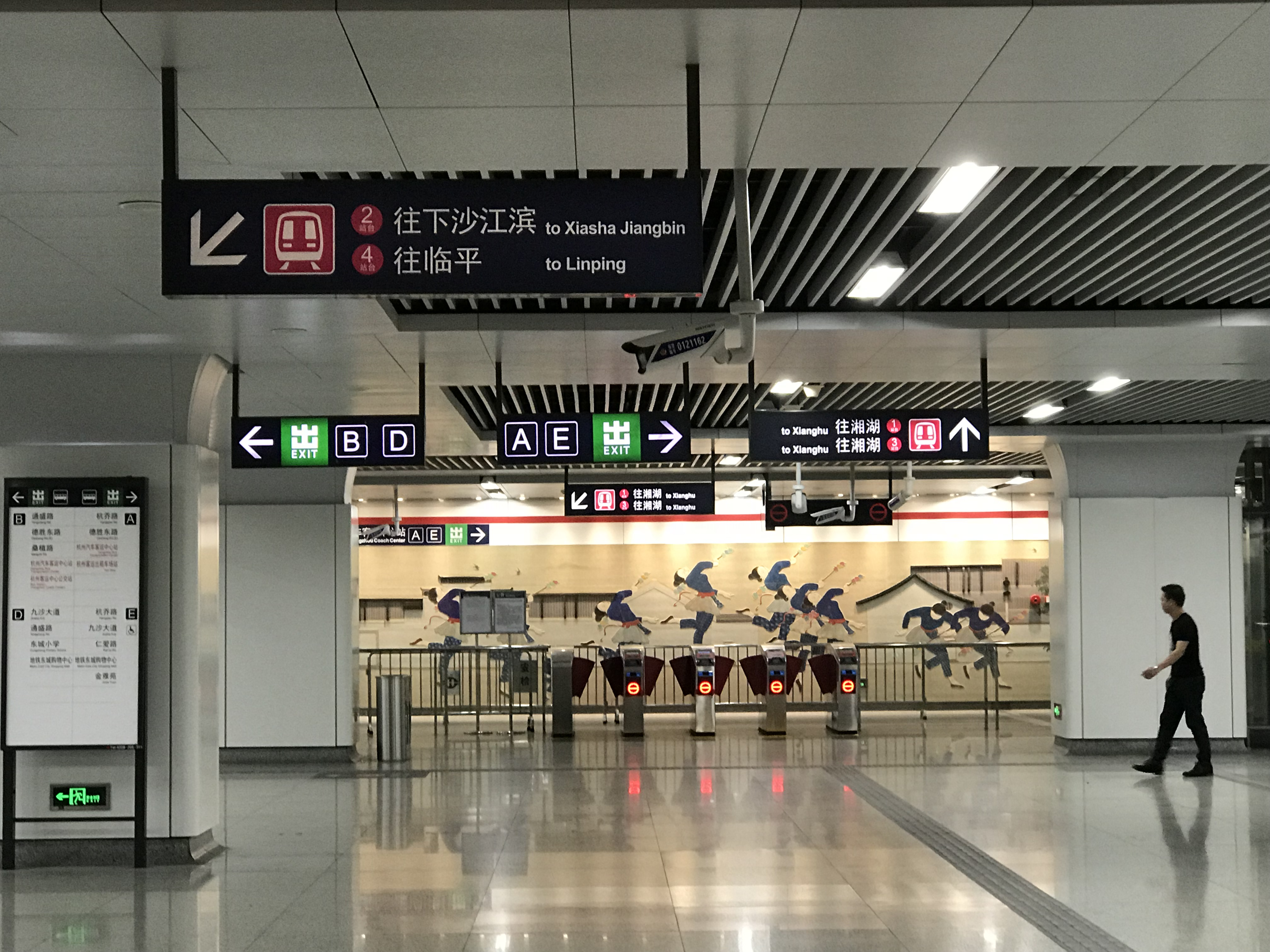
杭港地铁运营的杭州地铁1号线客运中心站站厅（摄于2018年），其中临平支线于2021年改编为9号线，不再受杭港地铁管辖。
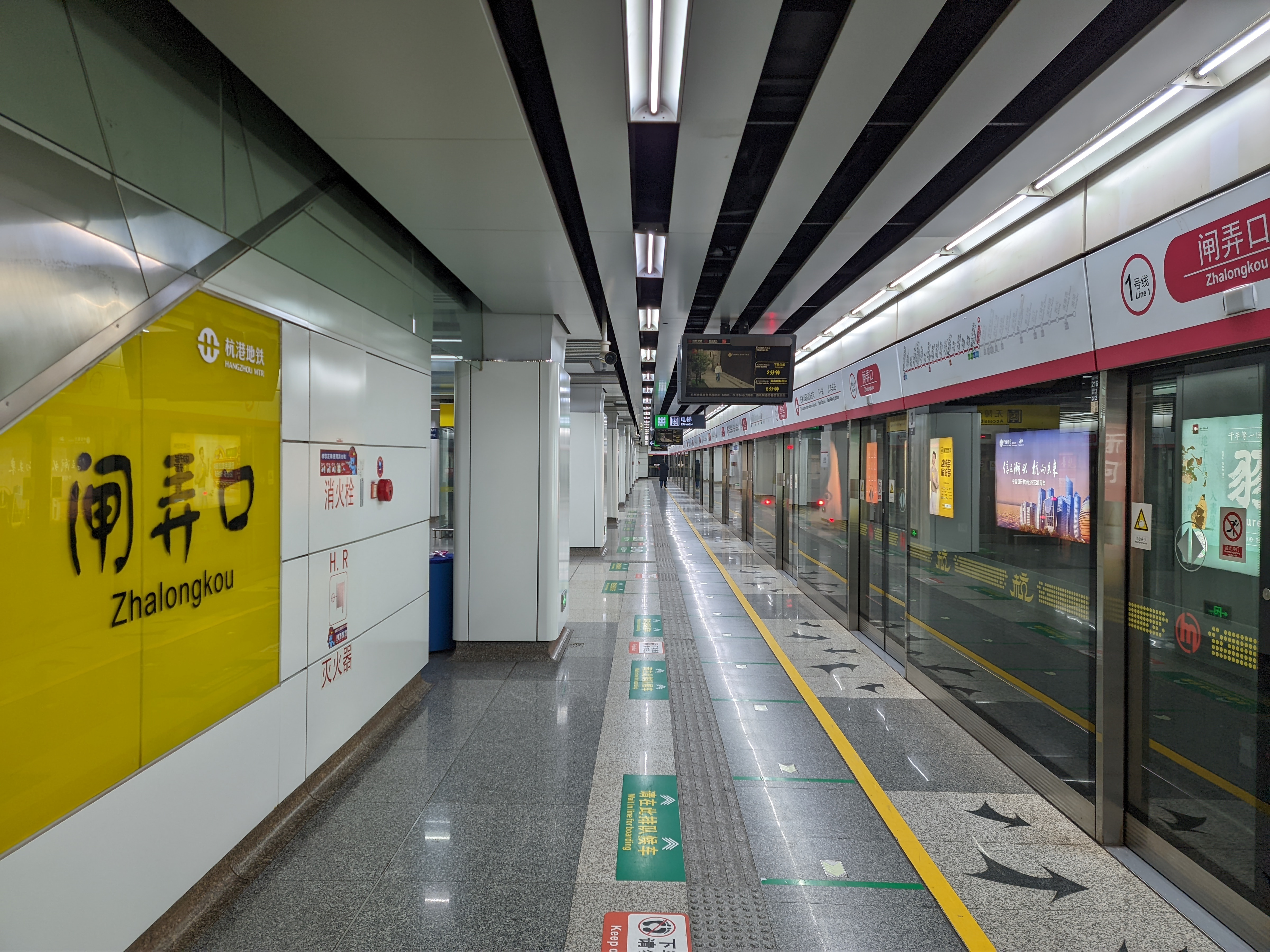
杭州地铁1号线闸弄口站站台，站名大字壁上方有杭港地铁的标志。
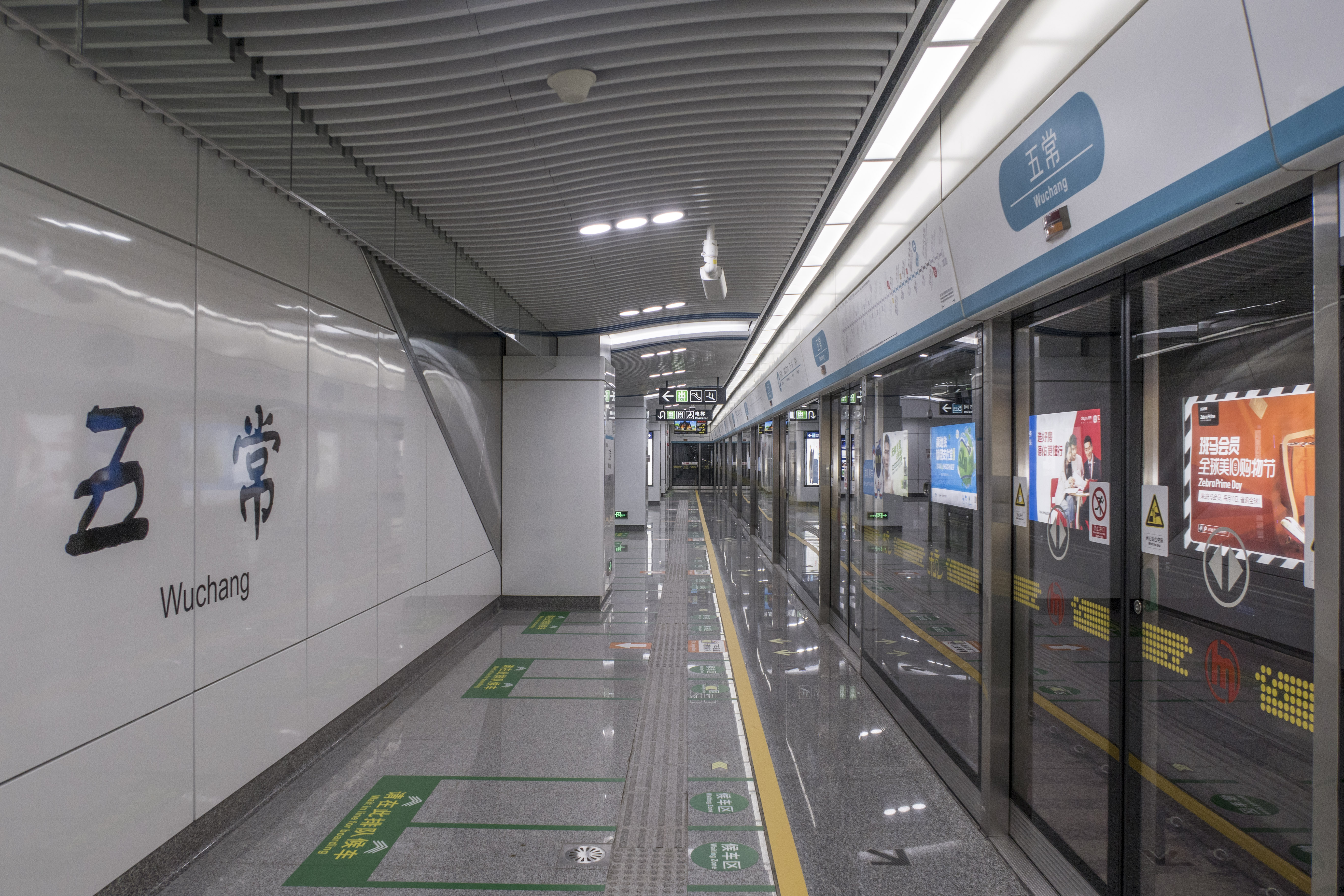
杭港地铁运营的杭州地铁5号线五常站站台

#### 瀋陽地鐵
港鐵公司再於2008年11月跟瀋陽市政府及瀋陽地鐵集團有限公司簽訂協議，成立特許經營公司營運全長50公里的沈阳地铁一號綫及二號綫。並和沈阳市政府成立聯合合作小組，研究瀋陽地鐵第四、九、十號綫，及一、二號綫延綫的發展。瀋陽一、二號綫分別將於2010及2012年投入服務。此外，港鐵公司簽訂了另一份協議，就瀋陽一、二號綫的沿綫物業發展機會展開規劃和探討。
於2009年5月18日，港鐵公司與瀋陽市政府及瀋陽地鐵集團有限公司就瀋陽地鐵一、二號綫的營運及維修項目，簽訂《瀋陽市地鐵一、二號綫特許運營承包協議》。根據協議，港鐵公司與瀋陽市政府全資擁有的瀋陽地鐵集團有限公司將成立特許經營公司，雙方分別持有49%及51%的權益。特許經營公司負責就瀋陽地鐵一、二號綫進行為期30年特許經營的營運及維修，包括運營前準備工作、列車及車站運作及維修等，並收取特許經營費用。瀋陽地鐵一、二號綫整項工程耗資約200億元人民幣。此外，瀋陽市政府亦與港鐵公司簽署另一份有關探討瀋陽市地鐵沿線及站點周邊房地產的合作開發協議，當中包括位處“金廊”的物業發展項目。同時，瀋陽市政府與港鐵公司曾成立聯合工作小組，探討未來瀋陽地鐵四號綫及二號綫北延的發展。
港鐵於2010年的年報表示，由於瀋陽地鐵項目出現不確定性，無法履行合約，故已經從瀋陽撤離並註銷所有於瀋陽項目相關開支。此外，港铁旗下物业公司曾运营沈阳市华府天地商场，后撤资。

### 澳門

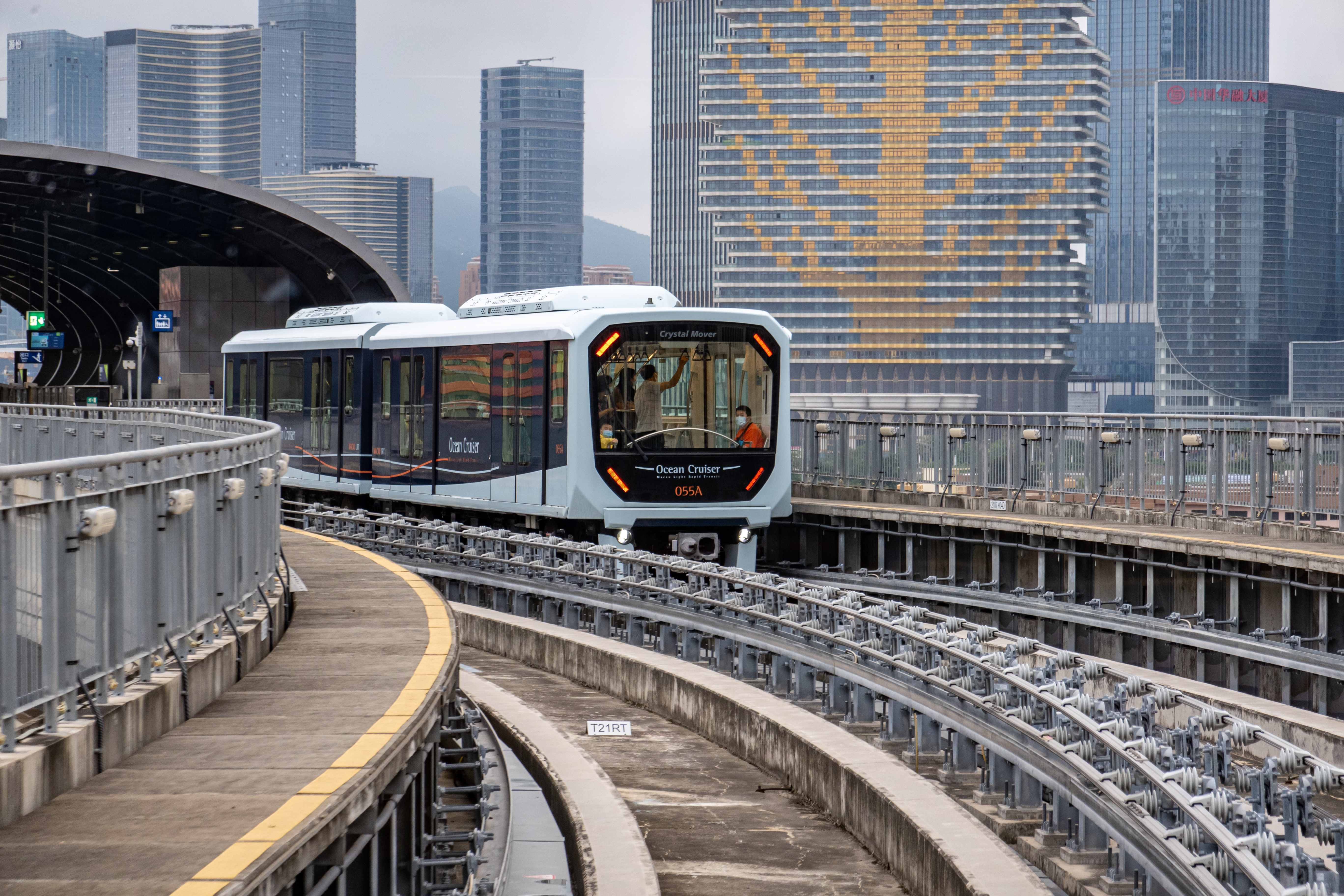
澳門輕軌列車正在離開運動場站

2018年4月11日，港鐵公司全資附屬公司港鐵 (澳門)獲委託承擔澳門輕軌氹仔線通車前的預備工作、首5年的營運以及基礎支持維修保養的服務，合約總值57.1億港元。
2024年4月1日起，澳門輕軌大部分運營及維修工作移交至澳門輕軌股份有限公司直接負責。已有超過400名原港鐵（澳門）人員於當日入職澳門輕軌股份有限公司，至於營運及維護服務合同於同年12月完結。

### 歐洲

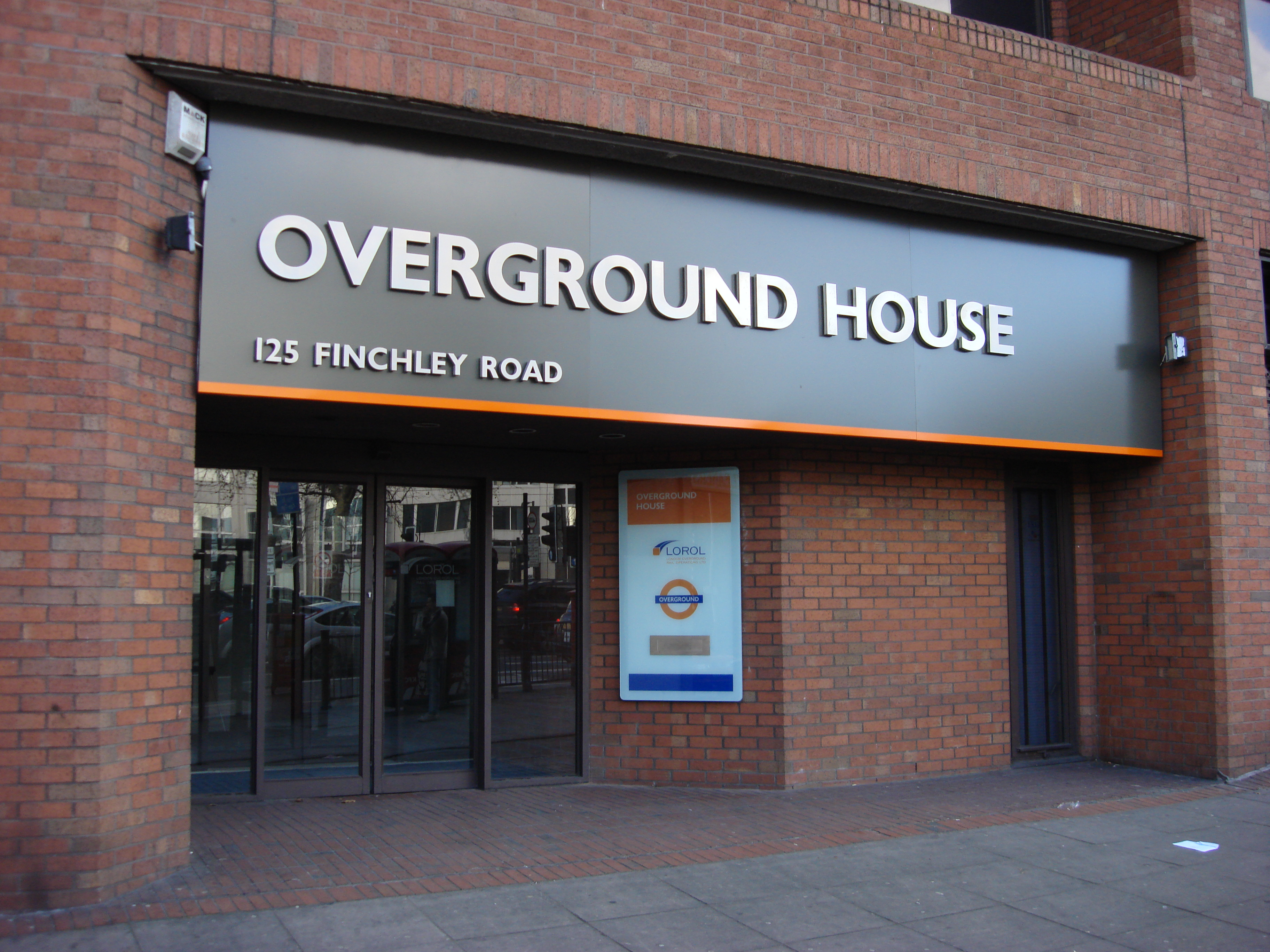
港鐵公司曾合資營運的倫敦地上鐵總部大樓

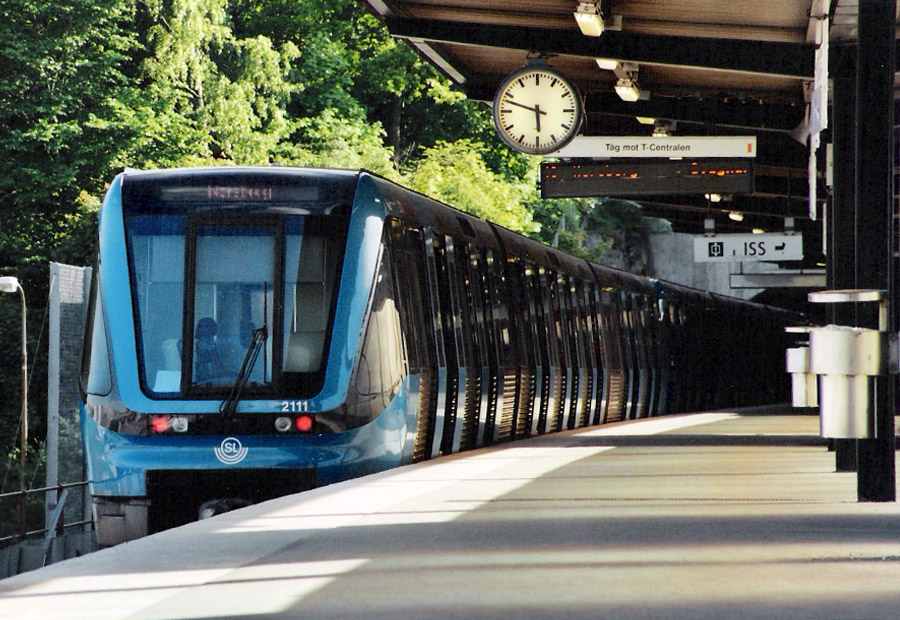
港鐵公司投得以車站裝飾聞名的斯德哥爾摩地鐵專營權（圖為斯德哥爾摩地鐵的列車）

港鐵公司秉持以低投資額的業務發展策略，在歐洲私有化的市場上爭取資金需求較低的鐵路及地鐵運營專營權合約，不過現今在英國倫敦及瑞典營運的鐵路服務將會相繼結束。

#### 倫敦伊利沙伯綫
在2007年1月，港鐵公司與Laing Rail聯合競投倫敦鐵路營運權，成為兩個進入最後遴選程序的投標人之一，並於2007年3月提交了最佳及最後報價。在2007年6月19日，倫敦交通局向港鐵公司與Laing Rail的合營公司──倫敦地上鐵鐵路營運有限公司（London Overground Rail Operations Ltd（页面存档备份，存于））授予倫敦鐵路營運權（後來改名為倫敦地上鐵），並於2007年11月11日成功地接管該營運權。倫敦地上鐵是倫敦一個重要的鐵路網絡，服務倫敦西部、北部及東部，並是2012年奧運會舉行期間的重要運輸系統。根據這項營運權，LOROL將會在大倫敦地區經營列車服務，為期七年，並可由倫敦交通局酌情延長兩年。2016年11月，營運權到期，倫敦地上鐵並交給 Arriva UK 營運。
2014年7月18日，港鐵公司贏得倫敦伊利沙伯綫（Elizabeth line）的營運權，為期8年及可選擇延長多兩年。合約由2015年至伊利沙伯綫通車前以臨時品牌「倫敦交通局鐵路」（TfL Rail）營運舊有接替路線，2022年5月24日以代號為橫貫鐵路的基建項目中貫通倫敦市中心的新建隧道和車站投入服務起全線包含接替路線都一併改名為伊利沙伯綫繼續服務。项目专营权2024年底到期后，伦敦交通局并未与港铁公司续约，2025年起线路将交由东京地铁、住友商事与前进集团三方合组的GTS铁路运营公司接手运营。

#### 英國西南鐵路
2017年3月27日，英國運輸部公布，港鐵公司與第一集團（FirstGroup plc，LSE：FGP）聯營First MTR South Western Trains Limited 獲英國西南鐵路專營權，新專營權於2017年8月20日生效，為期7年。其後英國運輸部可行使選擇權，延長專營權11個月，First Group及港鐵各佔該公司70%及30%股權。該專營權已經於2025年5月到期，並由英國政府收回並國有化。

#### 斯德哥爾摩地鐵
港鐵公司於2008年8月入標競投瑞典首都斯德哥爾摩地鐵的專營權，並於2009年1月21日，港鐵公司獲批這個全長108公里、共100個車站的鐵路系統為期八年的專營權，並成立子公司MTR Nordic负责斯德哥尔摩地铁运营MTR Stockholm AB（MTRS）。港鐵公司於2009年11月2日開始營運及夥拍來自挪威的Mantena公司負責列車維修。
2024年1月，公司（由前进集团及新加坡康福德高合组）取得斯德哥尔摩地铁经营权，预计于2025年11月起取代港铁对斯德哥尔摩地铁的经营权。

#### 斯德哥爾摩通勤鐵路、Mälartåg區域交通及MTRX (已終止協議或已撤資)
斯德哥爾摩通勤鐵路、Mälartåg區域交通及MTRX是港鐵在瑞典已終止協議或已撤資的鐵路項目。
2016年起，港铁透过其瑞典子公司MTR Nordic取得斯德哥尔摩通勤铁路为期10年的运营权，同时负责铁路系统维修。但受當地營運人員短缺及維修問題影響，该專營權已經於2024年3月2日提前結束，並移交予新營運商瑞典国家铁路。
Mälartåg區域交通是在瑞典營運中的一條鐵路路線，港鐵於今年六月已提早終止協議。
港鐵公司曾經也營運由斯德哥爾摩至哥特堡的城際客運鐵路「MTRX」，使用X74型動車組運行。
到2022年，成為海外業務中唯一虧損的項目，而港鐵決定逐步淘汰列車乘務員（tågvärd）的事件發生後，引發司機辭職抗議和罷工。目前港鐵公司已撤資MTRX項目。

### 澳洲
港鐵公司在澳洲的市場上亦爭取到鐵路運營專營權合約。

#### 墨爾本軌道交通
港鐵公司於2009年4月入標競投澳洲墨爾本地鐵的專營權。港鐵公司與澳洲當地兩間公司（John Holland Pty Ltd及United Group Rail Services Ltd）組成合營公司Metro Trains Melbourne（MTM），當中港鐵公司擁有6成股權，而合營公司在2009年4月7日把完成好的標書遞交給澳洲維多利亞州政府的交通部，於2009年6月25日獲批這個專營權合約，並於2009年9月1日與維州政府正式簽署專營權協議。合營公司於2009年11月30日接管墨爾本鐵路的營運及維修工作，首期為期八年，並將該鐵路系統命名為「Metro」。
在專營權期內，MTM會提升鐵路的可靠性及安全性以及擴大網絡的容量。MTM會增聘人手在網絡為乘客提供服務。
墨爾本鐵路網絡共有15條鐵路綫，全長372公里，每星期有340萬人次使用；為全球最為龐大的城市軌道交通系統之一。

#### 悉尼地鐵
港鐵公司(60%)與John Holland(20%)與UGL Rail(20%)(與墨爾本地鐵專營權相同)組成合營公司 Metro Trains Sydney，於2019年營運新開通的悉尼西北鐵路綫(Sydney Metro North West)，是澳洲首個全自動高速鐵路系統。因為悉尼西北鐵路綫與悉尼市區與西南鐵路綫 (Sydney Metro City & South West)是相連的，Metro Trains Sydney 也會於2024年營運該條線，整個系統稱為悉尼地鐵(Sydney Metro)。

## 經營特色
港鐵公司的業務發展模式為「鐵路和物業綜合發展經營」模式。港鐵公司與發展商在車站和車廠上蓋及鄰近地方興建住宅及商業物業。
為了與乘客打開溝通渠道，港鐵於2000年成立「地鐵友禮會」，為乘客送上最新的港鐵優惠和資訊。兩鐵合併後，「地鐵友禮會」改名為「港鐵友禮會」，並擴展至東鐵綫、西鐵綫、馬鞍山綫及輕鐵。直至現在，會員人數經已超過74萬。
港鐵公司亦透過電郵，向會員發送載有港鐵最新資訊的eNews，並定期進行問卷調查收集會員意見。

## 環保及社會責任

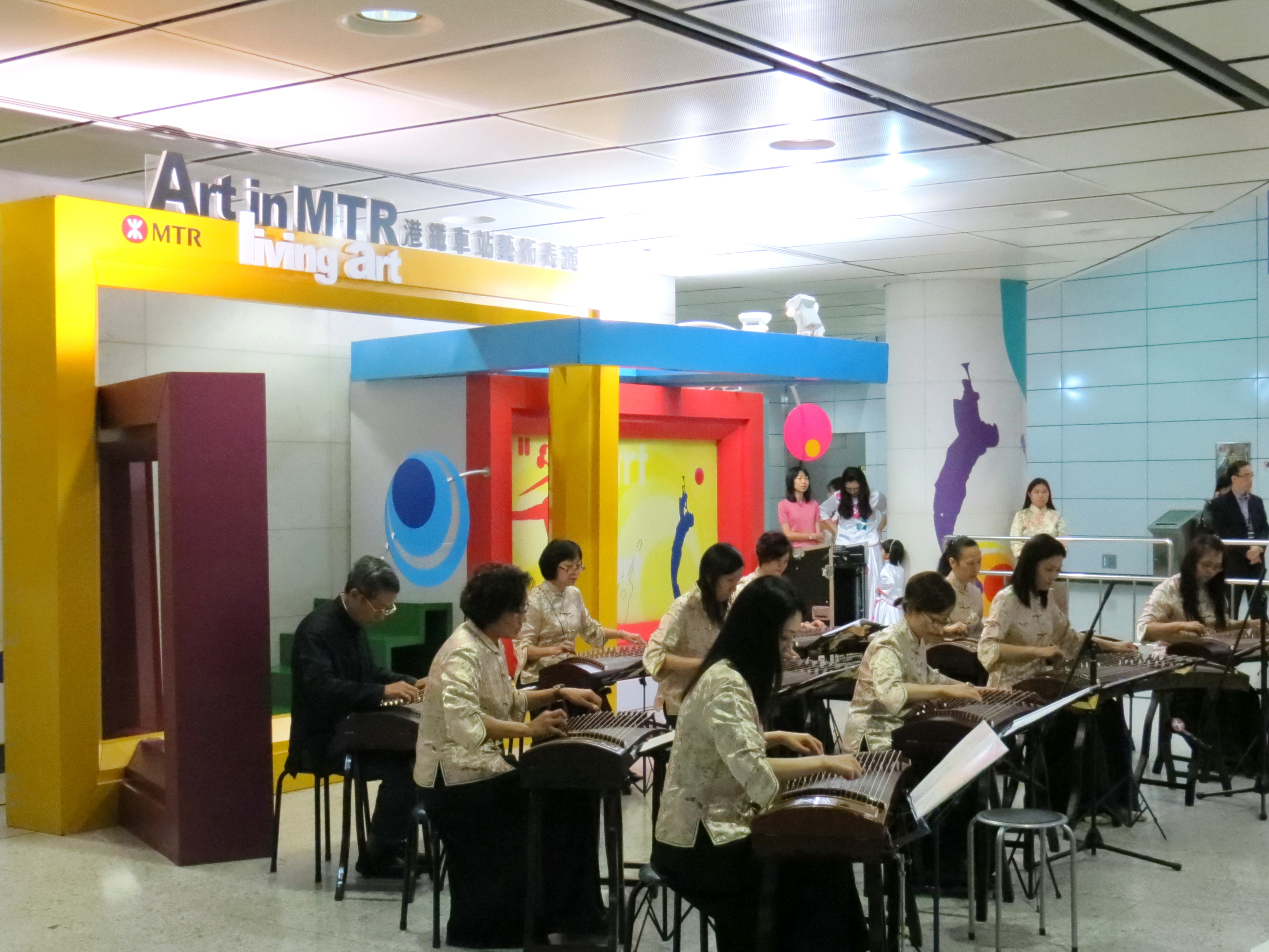
港鐵藝術表演台經常有不同的藝術表演（圖為香港站與中環站之間的行人隧道）

前港鐵公司行政總裁周松崗稱：
|  | 港鐵公司認同企業社會責任是公司成功的要素，並全力支持《香港企業社會責任約章》。 |

### 港鐵車站藝術
自1998年起，港鐵公司的「車站藝術（页面存档备份，存于）」計劃隨著「機場快綫藝術品計劃」正式展開。除了在港鐵車站及機場快綫車站裝置不同藝術品外，在興建新站或翻新現有車站時，港鐵公司會把藝術元素融入車站建築之中。

### 鼓勵健康生活

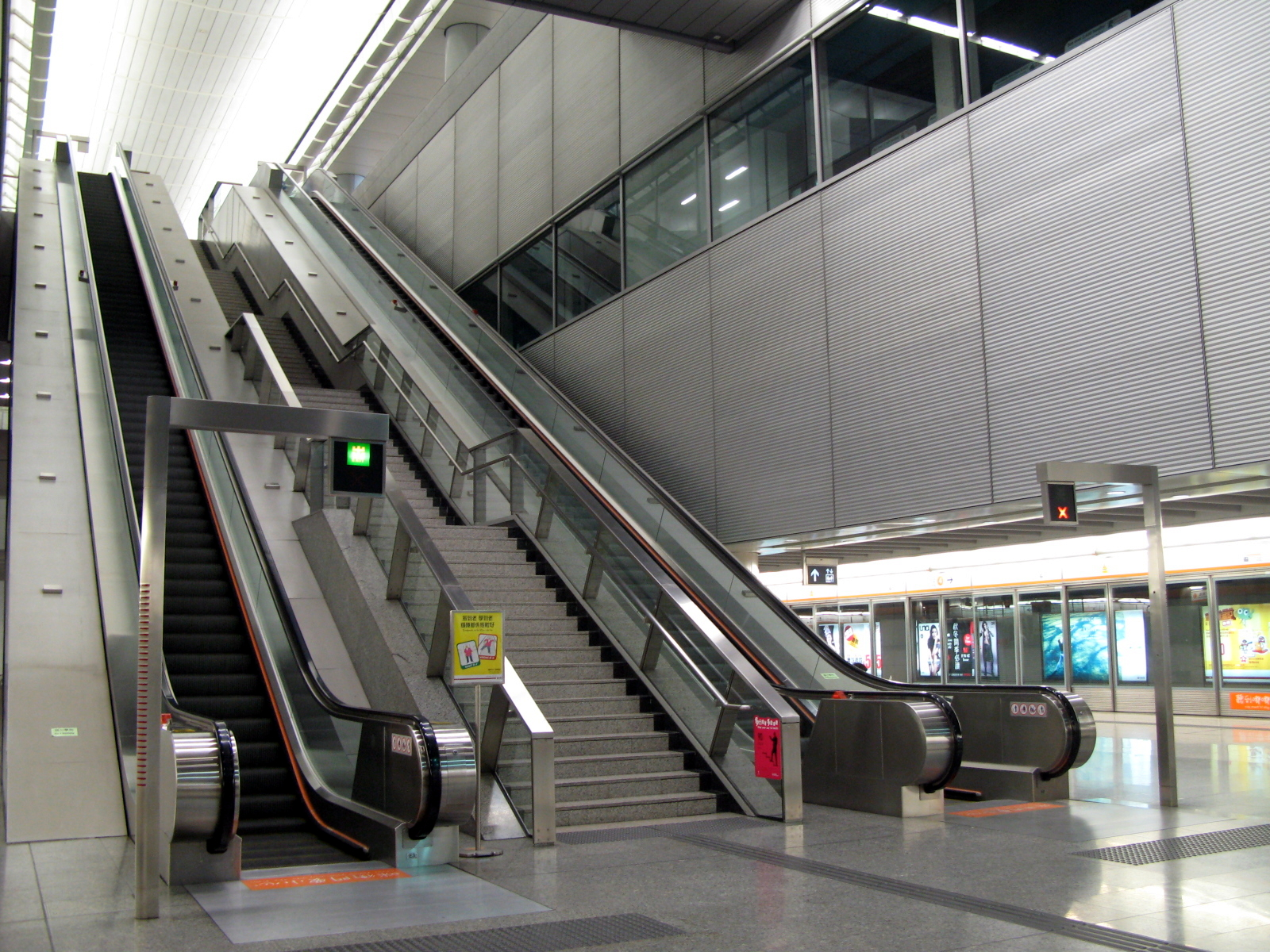
港鐵公司舉辦的「多行樓梯、多點健康」活動，推廣行樓梯的好處（圖為九龍站的扶手電梯及樓梯）

2005年起，港鐵公司與香港業餘田徑總會攜手舉辦全港最大型的競步比賽「港鐵競步賽」，鼓勵市民多做運動。除本地的參賽者之外，比賽更吸引來自世界各地的運動員參加。
港鐵公司與香港的衞生署攜手合作舉辦「多行樓梯、多點健康（页面存档备份，存于）」活動，推廣行樓梯為健康帶來的好處。乘客途經車站時，會看見健康標貼張貼於站內樓梯旁。標貼上會顯示站內樓梯的級數，並列有行樓梯的好處，以鼓勵乘客利用樓梯代替扶手電梯或升降機上落。

### 義工服務
1993年起，港鐵公司的員工會利用公餘時間貢獻社會，自發舉辦及參與義工活動。多年來，義工定期為不同社群提供服務。於2005年，港鐵公司更成立了義工計劃，為員工提供支援。港鐵公司於「鐵路人‧鐵路心（页面存档备份，存于）」義工計劃中共參與86個社區項目，參與義工達1,800人而受助者則有12,000人。計劃的服務對象包括長者、低收入家庭、身體殘障人士、智障人士及其他有需要人士。
此外，港鐵公司在環保及社會責任方面所作的工夫亦包含：

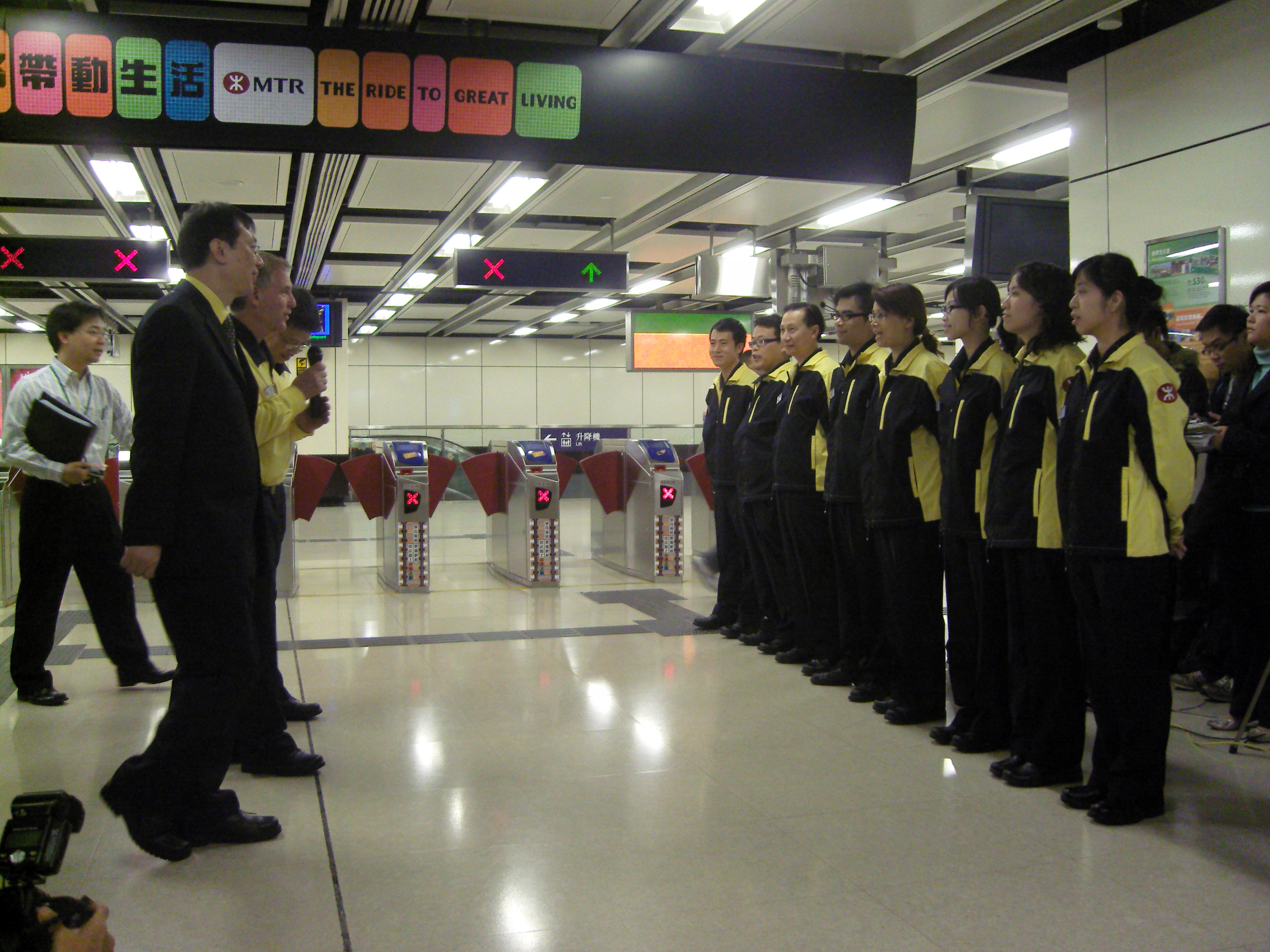
港鐵公司注重員工權益，提倡員工伸展運動，使每名員工可接受51.5小時的培訓（圖為合併當日，車務總監麥國琛於尖東站向員工發表講話）

- 積極支持和推動環境保護，所採用的措施均符合「ISO14001」國際認證；並曾於內部期刊就環保問題刊登8篇文章。
- 運輸系統節省14,258兆瓦時電力；並回收所有廢棄金屬及廢油；於金鐘站新建水冷塔，但仍保持耗水量較預算低3%。此外，港鐵公司亦推行各種不同的環保計劃，包括採用太陽能街燈和推行郊野植樹活動等；更呼籲大眾善用資源，在多個港鐵站設置廢紙及電池回收箱，加強市民的廢物回收意識。
- 遵循並推行《清新空氣約章[永久]》，採取一系列節能措施，包括在營運上採納能源效益措施及監察空氣污染物的排放。港鐵公司亦已成為「香港氣候變化商界論壇」的金星級商界成員。在2006年，港鐵以公共交通國際聯會（UITP）制定的政策為基礎，正式採納「地鐵公司氣候轉變政策」；目前更擔任「UITP」可持續發展委員會主席。
- 於2005年協助建立在香港首創的企業社會責任憲章，出任其創辦成員之一；並制訂首份港鐵公司企業社會責任指引，以及成立可持續發展和企業社會責任的策導委員會。
- 連續四年為持有長者八達通卡人士於長者日提供免費乘坐優惠；並為市民舉辦17個工作生活平衡講座及8個價值創造講座。
- 在環保及社會責任方面共獲得34個獎項，包括商界展關懷、以及於服務、廢物分類、投資者關係及可持續資產管理等範疇的獎項；並維持納入富時社會責任環球指數及道瓊斯可持續發展環球指數。
- 自2015年開始，與樂在棋中社會企業合作，出版了一系列港鐵沿途有禮桌上遊戲和繪本故事。並每年於香港書展兒童天地設立專題攤位，向欲眾推廣安全訊息。

## 公司總部

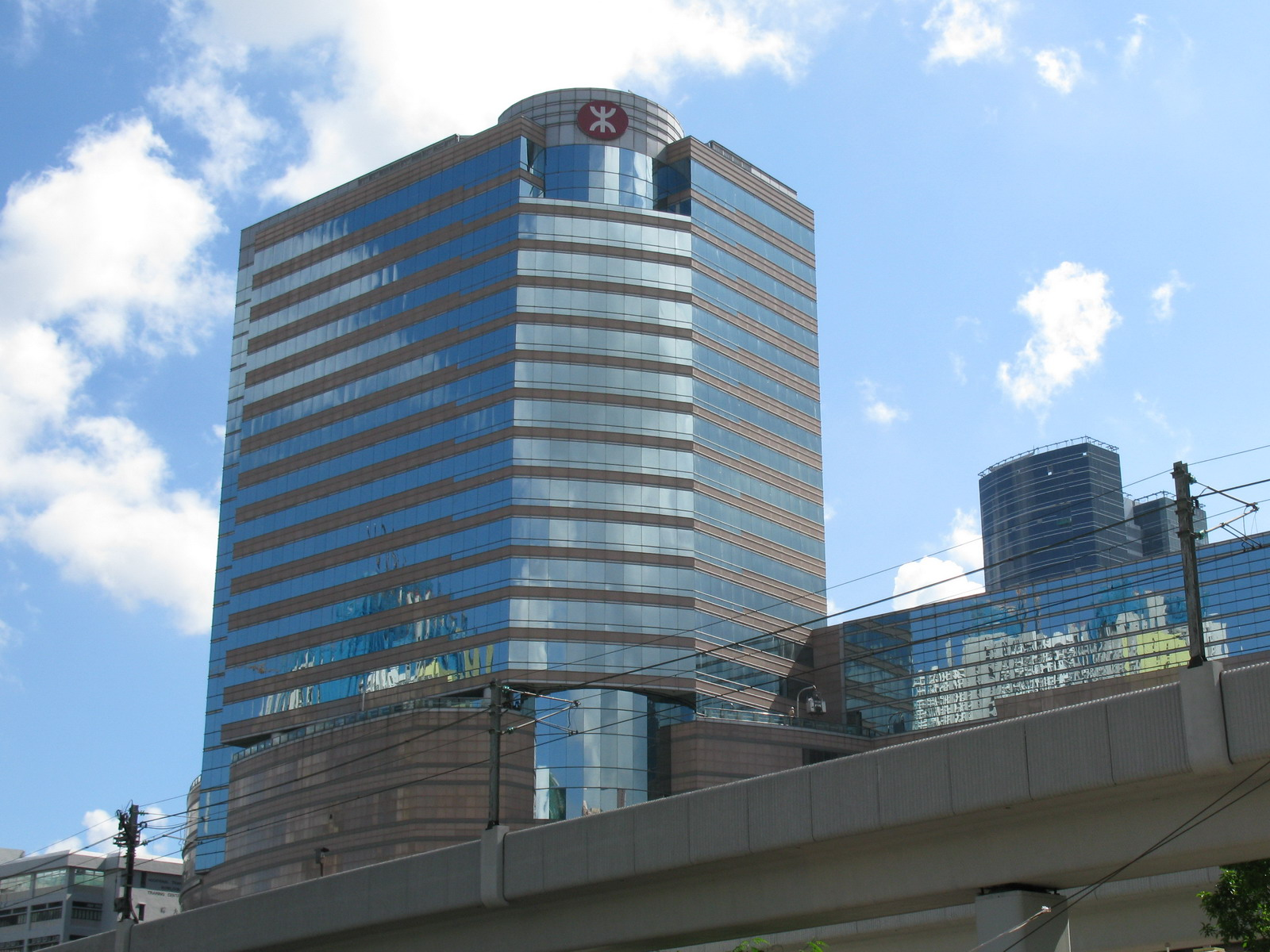
港鐵公司總部位於香港九龍灣的德福廣場港鐵總部大樓（圖為港鐵總部大樓的外觀）

1975年成立時，地下鐵路公司的臨時總部曾設於中環和記大廈，直至1979年才遷入第一代永久總部—「香港地下鐵路公司行政大廈」，位於九龍灣偉業街33號，總部旁另設九龍灣車廠存放列車及進行維修、清洗等工作，及1980年正式開幕的車廠上蓋物業—德福廣場。
1993年7月，地下鐵路公司與新世界發展有限公司的附屬公司簽訂合作協議，重新發展地下鐵路公司的行政大廈原址及毗鄰的地盤。
1996年10月，「地鐵行政大廈」原址重建為德福廣場第二期。當中包括31,200平方米的商場及兩幢共52,500平方米的寫字樓大廈。地下鐵路公司保留其中一幢大廈，約33,500平方米的寫字樓樓面成為地下鐵路公司的新總部—「地鐵大廈」，作為地下鐵路公司車務和行政等工作的辦公室。而在重建期間（約1994年至1996年10月），地下鐵路公司的總辦事處就部份遷到「九龍灣宏開道8號其士商業中心十七樓」辦公，其後遷回原址。
2003年，隨著國際金融中心二期落成，地鐵有限公司的董事局再由地鐵大廈，遷入該大廈33樓自持樓層，並維持至今。
隨著兩鐵合併，香港鐵路有限公司於2007年12月2日將總部改名為「港鐵總部大樓」。

## 公司標誌
香港鐵路有限公司採用的標誌，乃於1975年地下鐵路公司創立時所設計，公司標誌最初並沒有顏色，只有上下兩個相反半圓加上一條直綫中間穿過的徽號，及旁邊的「地下鐵路公司」中文或英文字樣，其徽號構思源自漢字的「木」字，相傳地鐵在五行中為金，但地在五行中為土，地鐵在地下行走等同被土給剋制，所以特別選用了剋制土的木來作為標誌以達到平衡，蘊含力量、穩健與增長的意思，象徵著當時地下鐵路貫通一水之隔的港島與九龍（與此同時，亦包含抽象的地鐵英文縮寫「MTR」）。為配合香港社會的不斷進步，這標誌於1996年亦換上新面貌，除保留原有徽號外，更改為加上「地鐵公司」的中英文字樣，並於標誌及字體上分別採用名為「地鐵紅」及「地鐵藍」的配色，充分體現香港作為一個國際性都市的堅毅進取特質。
港鐵公司為配合兩鐵合併，於2007年尾將公司徽號旁邊的「地鐵公司」的中英文字樣則改為「MTR港鐵」或「MTR」，而採用顏色則保持不變，並沿用至今；然而，在港鐵近年的宣傳品，已取消使用一切有「MTR港鐵」徽號，只保留「MTR」一種徽號。
另外，港铁的标志与提非纳字母ⵣ高度相似，但并没有直接关系。

## 管治醜聞

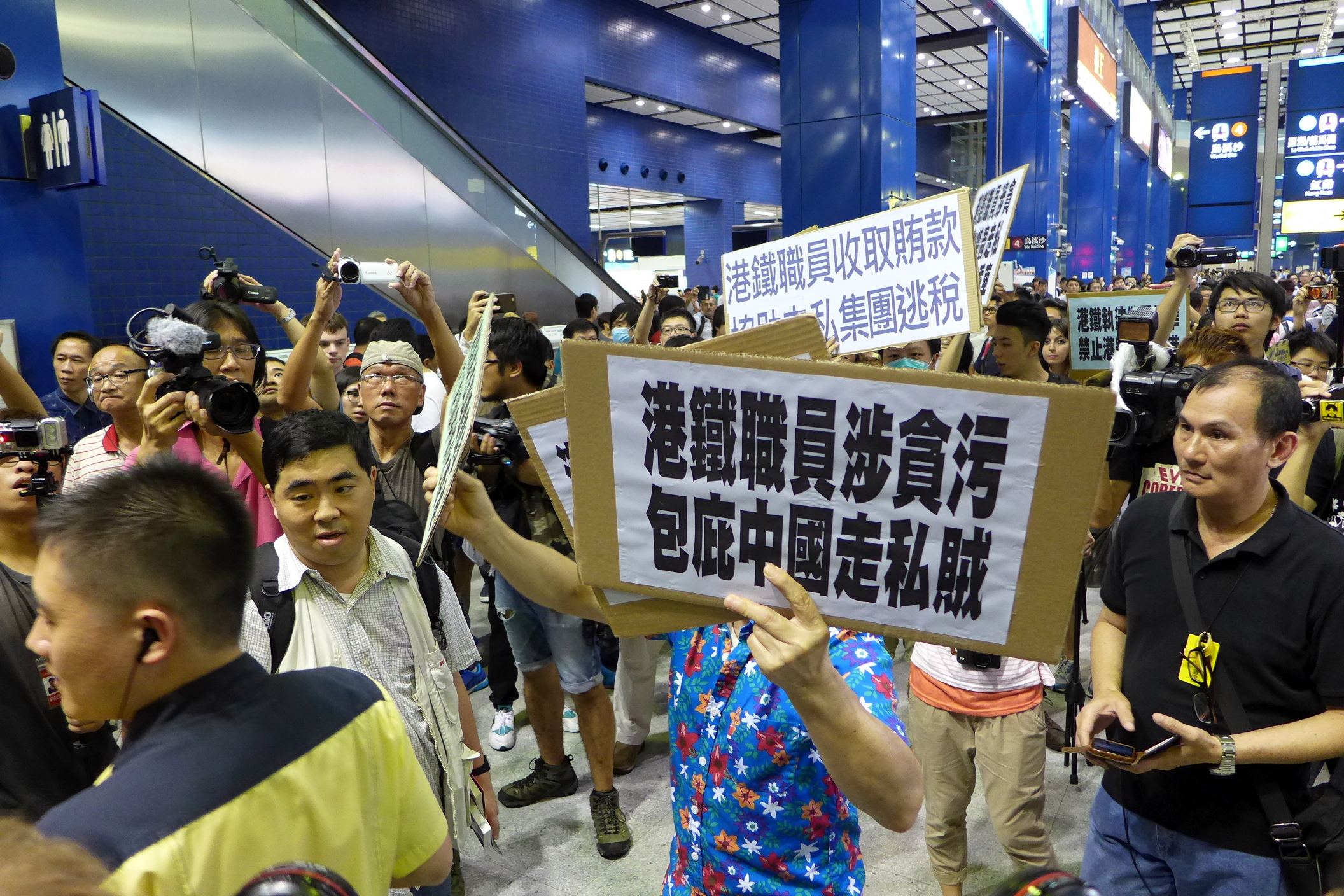
2015年10月3日，逾百市民於大圍站大堂示威，抗議港鐵禁止攜帶大型樂器及縱容水貨客，對港鐵執法不一表示不滿

港鐵聲稱為乘客提供優質服務，早年更以「香港人的驕傲」自居甚至作為廣告標語，唯近年無論在服務質素及多項業務方面備受各界批評。在兩鐵合併後多項新鐵路工程發生的種種問題，亦讓港鐵的管治失控漸見現形。

### 高層涉貪被免職
港鐵一名負責內地事務的港鐵高層2018年7月25日突然離職，並在保安人員陪同下「執包袱」離開港鐵九龍灣總部辦公室。消息人士向媒體透露是一名負責內地業務的高層懷疑捲入貪污調查，被港鐵即時解僱。涉事港鐵高層負責內地業務，曾參與港鐵物業發展的首個內地樓盤項目—深圳龍華車輛段天頌，疑因售樓過程中涉貪而捲入貪污調查。
廉政公署表示不評論個別事件，若接獲貪污投訴並獲足夠資料起訴，廉署會按既定程序依法跟進。

### 事故應對爭議

#### 廣深港高鐵試運事故
廣深港高速鐵路試營運近2個月以來事故頻生，港鐵被批評每次都是被傳媒揭露後才承認事件。作為港鐵董事局主席的馬時亨要求公眾相信港鐵管理層，「我哋話畀你聽OK就得㗎啦（我告訴你OK就行了）」。他更質疑記者和傳媒不是專業人士，追問資料並無意義「畀咗（資料）你又點？（給了資料給你又如何？）」更謂港鐵日日有事故如每宗都要公佈「我哋管理層唔使瞓覺（我們管理層不用睡了）」。
馬時亨的言論惹來公眾反彈，被質疑態度傲慢。他在商業電台節目《在晴朗的一天出發》訪問稱因可能「天氣熱」、「當日沒祈禱」為由解釋自己的失言，但沒有就失言致歉。

#### 沙中綫工程造假的應對
在沙中線連串工程問題的應對上，馬時亨和一眾高層應對公眾的態度和透明度也大有問題。
《蘋果》於2018年5月揭發紅磡站沙中線月台剪鋼筋事件後，港鐵曾發表聲明指報道以誤導的標題及內容引起公眾恐慌，質疑傳媒報道危言聳聽。到工程造假醜聞鬧大，隨著更多爆料曝光，港鐵才承認有「剪鋼筋」事件，但一直只以以「唧牙膏」式披露工程不合格記錄詳情，又聲稱未有為部分工序保留書面記錄，一直避答記者問題，都對公眾感覺港鐵的管治崩壞。

#### 登報聲明反擊公眾「單方面揣測」
面對社會各界指摘，港鐵在2018年6月27日於多份報章刊登聲明強調工程符合質量安全，「確定有關工程符合相關規格，已批准的圖則及法定要求」。並稱「只不斷提出單方面的指控或揣測對事件毫無幫助，亦不必要地影響公眾對鐵路基建的信心。」惟聲明未有正面回應，會否鑿開月台層石屎抽驗鋼筋。
對於港鐵在報章刊登廣告，稱有人單方提控揣測會影響公眾對鐵路基建的信心，最初揭發事件的工程分判商中科興業董事總經理潘焯鴻批評港鐵浪費金錢，「玻璃心」且「小家」，強調中科聲明都是建基於事實，並非危言聳聽，認為港鐵要檢討監管工程制度。潘又表示，若立法會傳召他到場交代事件他定會出席，惟希望有《立法會（權力及特權）條例》保障，方可「講得舒暢」；潘又不點名批評工程承建商禮頓「連政府都不怕」，是「香港建築界的毒瘤」。
對於有人向田北辰報料指「見到工人扭鋼筋入連續牆的螺絲帽」，被港鐵質疑純屬揣測，田北辰強調消息只是「聽回來」而自己不掌握任何證據，稱「若有證據就一定會報警舉報」。田指出若要公眾挽回信心，港鐵必須立即抽檢鋼筋。又指禮頓同樣「一直未提交任何證據顯示全部2.6萬支鋼筋都無剪短」，港鐵反而要求公眾「相信她們」，並不公道。

#### 中科直指親見有人剪鋼港鐵坦護禮頓
翌日，中科興業董事總經理潘焯鴻於不同媒體指出，自己曾與禮頓高層視察工地時親眼目睹剪鋼筋過程，估計数目過千，並在當時拍下照片影片，指這是經過策劃而非單純前線人員施工失誤造成，潘焯鴻更透露，在與承辦商禮頓建築再度簽署保密協議前，曾用手機展示在工地拍攝鋼筋被剪短的影片，惟被對方當場要求刪除影片。其後港鐵更在去年工程尾段終止中科餘下工程，涉及金額約7,000萬元。潘指港鐵高層包括工程項目總监黃唯銘不可能不知情。

傍晚，潘亦到蘋果日報直播交代細節，
潘焯鴻批評事件發生後港鐵不討論事件，但又出廣告質疑别人批評片面。他又指港鐵曾指「中科要脅要錢」，企圖抹黑中科，「將中科在建築界推埋死角」，潘謂港鐵刊登廣告聲明不盡不實，驅使他站出來說清楚。有讀者呼籲全港市民應罷坐港鐵。

#### 港鐵非執董論壇言「你哋無資格講」
身兼港鐵非執行董事及測量師的劉炳章，於7月1日出席香港電台電視部節目《城市論壇》時，被熱血公民主席、立法會議員鄭松泰質問有關沙中綫工程醜聞；劉反指鄭「挑動矛盾」，更大聲強調稱「講港鐵我最有資格講，你哋完全冇資格講」。

### 肥上瘦下 高層酬金與服務質素相違背
港鐵近年在鐵路，物業和其他業務都以以利益最大化，管理層聲稱要顧存股東利益，但香港政府實際才是港鐵的最大股東；另外，港鐵近年全力開拓非車務收入和非本地業務，同時又壓縮成本，犧牲了維修的人力物力投放，間接影響列車的安全可靠性和服務質素。可是董事和管理層提供劣質服務卻可獲得丰厚酬金，加上高層的言論和態度，都令外界有感港鐵欠缺社會道德和責任。不少市民要求港鐵管理層薪酬花紅需要與服務水平掛勾，但政府作為監管機構及港鐵大股東並沒有理會。

### 工程主管內部評核試疑大規模作弊
2018年傳出港鐵專責維修安全的工程主管考試，可能大規模造假。有員工指，在參與內部工程主管的考試前，有考生事先獲發全卷答案，現場考官亦會「提水」，確保考生答對才准交卷，相信有關做法與港鐵近年人手短缺有關。有議員批評靠出貓「上位」的工程主管嚴重威脅前線人員的性命安全，事件更可能違法；港鐵回覆指，調查顯示所有員工均按照指引進行考核。

### 高铁建设严重超支延误
港铁主导香港高铁建设，但在工作中出现了严重问题，造成了大量的超支和严重的延误，引发了香港社会的广泛不满，政府亦成立专门独立调查委员会调查该事件内情，委员会在调查报告中指出了港铁内部管理等方面存在的严重缺陷。
港鐵的獨立調查報告炮轟管理層傳訊策略和危機處理拙劣，點名批評時任主席錢果豐未有召開緊急會議、行政總裁韋達誠欠缺「專業的懷疑態度」，以及工程總監周大滄「判斷力欠佳」，最終導致三人先後黯然下台，然而卻仍享有巨額酬金。

### 沙中綫造價高昂
2012年3月，香港政府公佈沙中線的以付款當日計算價格798億港元。傳媒人林芸生評論指，興建沙中線的所須開支比起成本約100億美元（780億港元）的太空電梯還要高昂，造成「出中環」比「上太空」花費更多的荒謬現象。同月27日，行政長官會同行政會議批准進行沙田至中環線鐵路項目，預計項目工程於同年中動工，大圍至紅磡段預期在2018年完成，紅磡至金鐘段預期在2020年竣工，
港鐵公布於2017年12月5日已向政府匯報，估計沙中線項目總成本將由708.27億元，增加165.01億元至873.28億元，包括備用資金及可能上調的項目管理費而需支付的款項。加上沙中綫其他項目造價89.87億，以及金鐘站擴建工程超支8.48億，令沙中綫所涉工程總造價增至971.63億元，每公里沙中綫造價逾57億元，較廣深港高鐵每公里造價33億元貴72%，
成為香港鐵路史上造價最貴的工程，堪稱「千億鐵路」幾乎刷新高鐵超支的造價。

### 沙中綫連番被揭偷工減料

#### 紅磡站地底隧道出現滲水 需拆石屎重新施工
2018年3月中，《東方日報》揭發紅磡世界殯儀館對出的隧道自2017年8月已出現滲水問題，工程人員用近半年時間作補救措施，但成效欠佳。港鐵到2018年2月發現隧道的接駁工程出問題，需鑿開其中一個駁口石屎表面調查，發現內部的鋼筋疑未有完全接駁好和未有灌滿石屎。其後重新施工，需臨時拆除一段長約10米的路軌和三處有同類問題的石屎，並重造駁口。港鐵預計4月完成，並將向承建商索償。

#### 紅磡站地底新建月台工程造假
2018年5月30日，蘋果日報報道紅磡站地底新建月台兩幅主要牆身，涉及2.6萬個螺絲帽接駁位近兩成螺絲頭破損或移位，不能與月台層的鋼筋接駁扭緊，而負責承建商禮頓不但未有更換問題部件，反偽裝成功接駁，安排工人將鋼筋剪短。工程師指有關做法令鋼筋拉力大減，影響結構承重能力，最嚴重可致全層倒塌。而下層南北走廊（東鐵綫）月台層板搭建後，連續牆的接駁位在2016年6月拍下的相片顯示多處出現滲水。港鐵一度否認牆身滲水，到媒體公開滲水的影片及相片後，港鐵才改口承認。
港鐵承認早在2015年12月已發現鋼筋遭剪短及造假，但蘋果日報取得的工程時間表顯示，部份涉造假鋼筋早在2015年9月已落石屎。港鐵董事局主席馬時亨拒絕回應事件。到5月31日，港鐵再度發新聞稿，改口暗示在2015年12月前已得悉有「施工質量問題」，不過未有交代發現問題的確實時間、數量及位置。路政署發新聞稿指港鐵有責任確保工程質量符合標準，要求港鐵安排獨立第三方專家進行負重荷載測試，並於一星期內提交報告。
負責層板混凝土工程的分判商中科興業有限公司在6月1日發新聞稿，證實其前線人員曾最少兩次向總承建商禮頓通報造假情況，但與承建商禮頓簽有保密協議，不能披露工程內容。
港鐵5月31日首次公開回應事件的新聞稿中，沒有交代被剪鋼筋的數量。工程總監黃唯銘6月1日出席立法會會議時，終承認在2015年8月已發現鋼筋被剪痕跡，且總共發現5條鋼筋被人剪短，不過仍沒有交代有否其他地方出事。
港鐵高層在6月6日再召開記者會，表示在5次巡查發現鋼筋有問題，其中2015年12月發現有5條鋼筋被剪短，但另外4次沒有完整紀錄，只提到「少於5支」。港鐵行政總裁梁國權6月7日出席電台節目時稱，按港鐵監督人員的匯報和書面紀錄，「推算」被剪短的鋼筋少於20多支。港鐵再在6月15日公開紅磡站報告，將問題鋼筋由不多少20多支收窄至不多於17支。
不過，田北辰於6月24日於電台節目引述消息指，涉事鋼筋多達兩成，即有5,000多支被剪短，建議拆除混凝土抽檢鋼筋。《香港01》訪問了兩名工程師，二人均指，如要得知鋼筋「真相」，除了移除石屎，別無他法。
港鐵於6月中旬向政府提交港鐵沙中線紅磡站的報告，但中科的證供不被公開，港鐵當時指因涉及刑責問題；中科於6月26日回覆傳媒稱已就相關事宜先後3次聯絡港鐵採證負責人，及1次聯絡港鐵工程總監黃唯銘，但卻全數被拒聽。中科繼而改為聯絡路政署，並已初步獲署方回覆正處理會面要求。中科又表示，在向港鐵作供期間，多次被禮頓的法律代表，以超越臨時寬免保密協議範圍為由打斷，當時禮頓並無反對中科已作出的證供，而港鐵及港鐵律師亦並無任何表示。中科再次重申，既然就連禮頓代表都已當場知悉證供，港鐵根本沒有合理理據隱藏該等資料，而港鐵律師一直保持沉默，有容許禮頓影響報告(向路政署提交)內容之嫌。
港鐵回覆表示，倘若任何人有資料可證明事件涉及不法行為，應立即向政府或執法部門提供資料。
蘋果訪問資深建築業界人士指，鐵路月台結構必須有足夠承托力，港鐵沙中綫紅磡站月台石屎層有3米厚、面積逾5,000平方米，按一立方米石屎重2.3噸計算，整個月台層自重就有34,500噸重。該業界人士指，一般承建商有做ISO認證，應一套嚴格標準施工，質疑承建商禮頓未有跟隨，自從沙中線爆出鋼筋被剪短醜聞後，自己亦告誡親友日後避免前往該月台搭車。

#### 石硤尾站牆壁被偷薄少放鋼筋
2018年6月，石硤尾站月台近電梯牆身被揭發被偷薄牆身，結構牆九層鋼筋的其中八層被剪走。

#### 土瓜灣站疑以建築廢料建牆
2018年6月29日，議會陣線議員毛孟靜收到一名自稱土瓜灣站地盤前員工的匿名信並附有3張相片，指疑有人在該站月台其中一條樓梯，以建築廢料填充牆身。從相片可見有人將多袋建築廢料整齊堆放牆邊。報料者指有駐地盤經理安排管工將垃圾放至該空間，惟他重回該處已發現牆身注滿石屎。
毛孟靜指她徵詢過專業人士意見，包括一名沙中線前工程人員，對方表示如是準備丟棄的垃圾理應不會堆放得如此整齊，而且該些廢料上亦支撐著喉管，並不尋常。另一土木工程師則認為用這種方式建牆是「百份之百違規」。不過亦有專業人士認為，單憑這幾張圖片難以猜測是否真有人用廢料填充牆身。

### 港鐵疑串通公證行 阻撓居民申索
蘋果日報報道指出，港鐵為處理土瓜灣一带居民因楼宇結構索償，所安排的第三方公證行，當每完成調查完成都會先將報告草稿電郵予港鐵高層人員審批，經修改後才發給居民，有律師質疑事件涉及詐騙，有該區區議員考慮報警。
亦有居民表示，港鐵開展挖掘工程後單位經常震動，屋內有牆身和地板出現裂痕。雖然港鐵曾派員檢查，但事後認為符合安全標準，又認為裂痕是楼宇本身老舊所致，並無證據顯示與工程有關，因此拒絕負責。而當居民從媒體得知港鐵疑與公證行「打龍通」後，他質疑港鐵當日說謊，要求對方正視工程影響及作出賠償。

立法會議員林卓廷批評港鐵欺騙無企業道德，林港鐵審批公證行文件等同港鐵附屬組別，「非常可恥」。林又稱，如港鐵和公證行明知投訴個案中的損壞是與工程有關卻故意隱瞞，有串謀詐騙之嫌。
法政匯思召集人、律師文浩正表示，若港鐵私下與公證行溝通並修改報告，會損害居民索償法律權利，港鐵有觸犯詐騙罪之嫌。

#### 會展站工程漏放支撐洞壁工字鐵
2018年6月，立法會鐵路事宜小組委員會主席田北辰表示，收到消息，會展站的承建商在挖掘工程中，未有按程序放置足夠的橫向支撐，被港鐵發現並勒令停工，現未知工程狀況如何。

會展站工程由「禮頓—中建」聯營承建，田北辰說，挖掘工程的程序是先建造兩幅垂直牆身，再向下挖走牆身之間的泥土，同時會在牆身之間加上橫向工字鐵支撐，但在施工期間，港鐵發現橫向支撐物數量不足。
田北辰關注港鐵高層是否得悉事件，內部溝通有否問題。

### 多名高層下台
運輸及房屋局在8月7日公佈發現港鐵新近提交的圖則與之前的版本，紅磡站月台的鋼筋連接螺絲帽減少達2000顆，事態極為嚴重，需要轉交警方刑事調查，港府亦明言對港鐵的管理失去信心，要求港鐵董事局解除工程管理人員職務。同日，港鐵董事局主席馬時亨代表港鐵向公眾道歉，同時宣布多名管理層人員離職，當中包括工程總監黃唯銘，即時生效，而行政總裁梁國權則提早退休，馬時亨則曾兩度請辭但被留任，以於全球招聘並甄選因沙中綫偷工醜聞而出缺的新管理層人選。

### 「可加可減機制」名存實亡
港鐵一直按「可加可減機制」制定票價，原目的是藉以限制公營機構加價的幅度，並要求在通縮時下調收費。但此機制的缺陷就是容易受外圍經濟影響而引發通胀，而導致經常加價，加上港鐵每年盈餘過百億仍要加價，令市民更加不滿，但港鐵表示不能凍結票價，因為必須保持財政穩健，才能改善服務及維持維修水平。
到2017年7月，港鐵主席馬時亨出席商台節目，被主持問到港鐵票價問題時表示，「（港鐵）票價相比全世界不高，但永遠都有人不滿意」。

### 節省成本工序外判 保養粗疏致故障頻密
港鐵開業至今多年，系統嚴重老化（以東鐵綫為甚），同時港鐵公司為求利潤最大化，將保養工序外判節省成本，維修檢查質素每下愈況。無論列車，訊號系統及路軌結構等，都經常出現嚴重問題，最終列車班次出現嚴重延誤，甚至發生持續數個小時的局部癱瘓。
港鐵故障頻繁，時至2014年8月最少每兩天就會出現訊號故障列車延誤，港鐵亦承認問題嚴重，更預告未來延誤將會更嚴重，甚至有增無減。

### 隱瞞意外延遲通報 受運輸署譴責
港鐵在處理事故的態度亦屢受各界批評。早於2010年，運輸署已經嚴正要求港鐵認真對待延遲20分鐘通報故障，批評港鐵在警報機制、接駁巴士安排、與公眾的溝通，以及員工的應變準備，都明顯不足。而港鐵承諾按既定機制適時向運輸署通報以及跟警方、運輸署，全面檢討接駁巴士的上落點安排。但時至2014年，港鐵仍然依舊延遲二十分鐘後通佈政府。港鐵出現事故時至今仍然不會向乘客公佈確實原因，更由於沒有確切延誤通報罰則，港鐵通報政府監管機構也嚴重延遲，更甚出現傳媒追問下才公佈事件。

### 工作外判 影響列車安全穩定和服務質素
近年港鐵將更多工作和職位外判，當中包括列車保養以及客户服務，間接影響列車安全穩定和服務質素，更招致恶性遁環。
2013年將軍澳綫高壓電纜事故更突顯港鐵事故處理能力差劣，無論在交通安排，資訊發佈上都不能令人满意。例如當時港鐵職員派發的「乘車應變錦囊」小冊子列出已取消的過海隧巴692線。又如2014年9月3日，鑽石山站路軌出現裂縫事例亦說明港鐵誤導乘客，稱服務只會延誤五分鐘。港鐵指由鑽石山去黃大仙站的行車時間增加5分鐘，其後才公佈觀塘綫由調景嶺至油麻地行車時間增加15至20分鐘，但實際乘客延誤時間遠超半小時。
當出現嚴重故障事件時，港鐵在迫不得以情況下才會安排接駁巴士疏導，每次安排仍然相當混亂。大部份市民對港鐵故障安排相當不滿。

### 站長心情差 請勿打擾
有市民向傳媒提供一張照片，顯示港鐵深水埗站張貼了一張告示，指「站長心情極度欠佳，敬請保持安靜，如沒必要，請勿打擾，多謝合作」。而告示下方以站長署名和深水埗站的印章。
港鐵指7月30日下午一名職員在車站控制室內張貼告示，但指該告示對象是同站職員而非乘客，告示也非張貼在站内公眾地方。港鐵指車站經理知悉事件後，已即時提醒該職員移除告示。

### 使用劣質零件致電纜爆炸
港鐵於2014年初多次出現電纜絕緣體故障，被揭發使用中國製劣質零件，最終導致電纜爆炸初時港鐵拒絕向傳媒公佈供應商詳情，僅稱貨源是歐洲名牌，直至傳媒掌握近乎確實資料，才承認零件是中國製造。
港鐵於同年5月再被揭發南港島綫及高鐵使用中國製造劣質螺絲，螺絲比正常拉力大減七成，澳洲當局警告使用該批螺絲對乘客構成嚴重安全風險，可能造成嚴重受傷甚至死亡的風險，呼籲立即停用並退回產品 ，港鐵承認部分工程用次貨螺絲，稱有關螺絲已進行檢驗及在安裝過程中抽查作測試並確認品質符合標準。 
港鐵購入中國製列車的質量亦被受廣泛質疑。新加坡地鐵公司揭發「中國北車集團」子公司生產的40輛列車含致癌石棉物料，需緊急停用。而港鐵亦有向該集團另一子公司，購買22輛列車，首批2011年已投入服務。港鐵事後委託獨立顧問進行抽查長春軌道客車股份公司生產列車，最後未能於被抽查之樣本上發現石棉物料。

### 低估鐵路承載力和擠迫情況
運輸及房屋局呈交立法會的最新資料顯示，港鐵一直低估載客率。根據運輸及房屋局2014年最新的標準計算，現時將軍澳綫，東鐵綫，西鐵綫，觀塘綫及荃灣綫的載客率於繁忙時間早已全部達到100%，即完全沒有任何剩餘容量吸納更多乘客；港島綫於繁忙時間亦達93%。而港鐵過去公開的數據一直堅持，繁忙時段的載客率最高僅為七成左右。

### 疑恐嚇媒體阻報負面新聞
2011年4月，港鐵透過其合作逾7年的媒體策劃廣告代理浩騰媒體（OMD）向15份報章發出信件，要求傳媒不得報道任何涉及港鐵列車、路軌、系統和網絡事故的負面新聞，會保留抽起廣告的權利，又要求廣告部與記者及編輯溝通。港鐵其後解釋，是OMD錯誤闡釋港鐵公司立場，港鐵從沒有企圖或意圖干預新聞自由，又指「經一事，長一智」，就事件向公眾及傳媒機構致歉。
惟南區區議會區諾軒曾與都市日報記者合作，報導港鐵黃竹坑車廠上蓋發展項目的消息，但因該報在港鐵派發，有關對港鐵的負面報導都一律被禁。這樣媒體變相局限讀者接收的資訊，不能做到為民監察的效果。

### 廣告過份覆蓋月台 影響乘客辦識
港鐵尖沙咀站曾被媒體報道站內牆壁貼上大量藍色的巨型廣告畫布，只露出原本深色底色的車站名，被質疑為了「賺到盡」以廣告客户為先，未有考慮顏色與本來車站的主題顏色變化過大，漠視乘客辦識或引致下錯車問題。
当时，尖沙咀站月台所張照的廣告畫布所採用藍色與金鐘站為的色系甚為相似。實際上，港鐵首席建築師文若德過去接受訪問時就說過車站選色原則：會盡量與相鄰車站不同和有較大的對比，重要車站會採用鮮色使乘客易於辨別，不同車站會以不同顏色代表，以幫助市民即使聽不到廣播也能憑顏色判斷列車抵達哪一個車站。，

### 營利不擇手段 出售乘客私隱
港鐵作為八達通控股有限公司大股東，於2010年中被質疑出售八達通持卡人資料至第三方作商業用途。同年六月有市民發現八達通卡的「個人資料聲明」中，列明該公司在卡主不反對下可把卡主個人資料用作推廣及直銷用途。八達通前行政總裁陳碧鏵當時強調，八達通公司並沒有向任何機構出售客戶個人資料，但有參與日日賞計劃的商戶信諾環球前僱員指控陳碧鏵說謊，指八達通早已將會員身份證等個人資料，轉交信諾作電話推銷保險用途。
最後私隱專員公署主動介入調查事件，陳碧鏵被傳召至個人資料私隱專員公署聆訊，承認旗下兩間公司，用4年半時間出售197萬客戶資料作推銷用途並獲利4400萬元，佔期間總收入31%。

### 對意外傷者涼薄拒負責不賠償
5名在2017年港鐵縱火案中受傷的市民向港鐵及保險公司索償無果，有傷者需住院半年，手腳等身體多處造成殘障，又失去工作能力，更指港鐵「除送上水果籃外便再無下文」，更有指第三者責任保險不會為索償的傷者賠償一分一毫。港鐵回覆重申事件非港鐵的責任，港鐵亦是受害者，案發當天港鐵迅速處理事件，而收到乘客提出書面索償後已按既定程序即時轉交保險公司處理。

### 縱容水客運貨 苛對港客
2015年9月16日，facebook「大圍聯盟」群組於15日晚上載一張照片，一名身穿校服的女學生，背著一個與她身高相約的古箏，站在港鐵大圍站。當時，她正被3名港鐵職員包圍，疑因攜帶體積大的深啡色古箏盒，而遭截停查問。有網友指，事件發生於傍晚6時許，該名女生被指古箏太大，不獲進入月台。該相片在網上瘋傳，網民紛紛「洗版式」抨擊港鐵處理乘客攜帶大型物件的條例時，「雙重標準」及「執法不公」。他們以水貨客事件作比較，指港鐵對水貨客寬容，卻嚴禁乘客攜帶大型樂器上車。當中更有不少音樂愛好者坦言「身同感受」，促港鐵檢討現行條例。有網民亦隨即在facebook上載多張攝於港鐵車廂的相片，相中可見乘客帶著關刀、長槍及洗衣機等上車，但未見有職員阻止，有網民質疑港鐵雙重標準，欺善怕惡。

### 商場冷氣系統奪命意外 遺屬批港鐵無誠意
2023年9月21日，港鐵商場圓方在西九文化區的冷氣系統發生奪命工業意外，2名分別60歲和63歲的水喉工人在地底進行海水冷卻喉管更換工程期間，懷疑吸入沼氣被發現暈倒，經送院搶救後不治。有親屬批評徹夜聯絡不果，失聯逾15小時，到22日早上去地盤看才知道出事。工業傷亡權益會總幹事蕭倩文更指出工地負責人在意外發生後並無現身，而涉事管道所屬仍未確定，亦無法得知相關工程判頭和老闆等身份，令家屬對意外情況一無所知，直斥情況離譜。其後，兩名死者家屬就恩恤安排與港鐵代表在圓方商場會面，不過會面1小時後，家屬批評港鐵提出的恩恤金額方案「無誠意」，並指出代表在會面期間並無致歉或交代事件細節，認為港鐵應盡社會責任。而另一名家屬表示無法感受港鐵關心，只覺得對方官腔。

## 附屬機構
有控制權
- 港鐵學院（香港）有限公司
- MTR（Estates Management）Limited
- 杭州杭港地鐵有限公司
- 北京京港地鐵有限公司
- 港鐵軌道交通（深圳）有限公司
- 港鐵（橫貫鐵路）有限公司
- MTR Telecommunication Company Limited
- 偉絡傳訊有限公司（兩鐵合併時購入，負責原九鐵路段電訊服務）
- 香港鐵路旅遊有限公司（旅行社牌照號碼：350118）
- TraxComm Limited
- Hong Kong Cable Car Limited
- Lantau Cable Car Limited
- 上海港鐵建設管理有限公司
- Metro Trains Melbourne（60%股權）
- 昂坪360有限公司
- London Overground Rail Operations Limited（50%股權）
- Northwest Rapid Transit（60%股權）
- MTR Corporation (Crossrail) Limited（100%股權）
- MTR Nordic

無控制權
- 「八達通控股有限公司」為主的附屬公司

## 獎項
港鐵公司歷年來獲獎無數，例如於丹麥哥本哈根舉行的「2008年度鐵路大獎」中被評選為「亞太區最佳鐵路」、於英國倫敦舉行的「2009年度鐵路大獎」中被評選為「亞太區最佳鐵路」最後五強等。

## 外部連結
官方網頁
- （繁體中文）香港鐵路有限公司（页面存档备份，存于）
  - （繁體中文）新支綫及工程項目（页面存档备份，存于）
  - （繁體中文）招標及合約公告（页面存档备份，存于）
  - （繁體中文）投資資料（页面存档备份，存于）
- （英文）London Overground Rail Operations Limited（页面存档备份，存于）
- （英文）Metro Trains Melbourne Limited
- （瑞典文）MTR Stockholm AB
- （英文）港鐵 （橫貫鐵路）有限公司（页面存档备份，存于）
- （简体中文）港鐵軌道交通（深圳）有限公司（页面存档备份，存于）
- （简体中文）北京京港地鐵有限公司
- （简体中文）杭州杭港地鐵有限公司（页面存档备份，存于）
- （简体中文）上海港鐵建設管理有限公司
- （繁體中文）MTR Malls （页面存档备份，存于）
- （英文）Premier Plus（页面存档备份，存于）
- （繁體中文）八達通（页面存档备份，存于）
- （繁體中文）昂坪360（页面存档备份，存于）
- （英文）TRAXcomm（页面存档备份，存于）

非官方網頁
- 更多香港鐵路有限公司的介紹，請觀看2008年港鐵公司官方介紹短片：
  - 港鐵簡介影片（页面存档备份，存于）
- 更多香港鐵路有限公司前身（地鐵有限公司）的介紹，請觀看2003年無綫電視節目──香港名牌之地鐵公司：
  - Part 1（页面存档备份，存于）
  - Part 2（页面存档备份，存于）
  - Part 3（页面存档备份，存于）
- 更多香港鐵路有限公司前身（地下鐵路公司）的介紹，請觀看1990年地下鐵路公司官方介紹短片──Underground Pride：
  - （英文）Part 1 （页面存档备份，存于）
  - （英文）Part 2（页面存档备份，存于）

其他網頁
- （繁體中文）香港品牌發展局 - 香港服務名牌選舉 - 2008年入圍品牌介紹 - 港鐵公司
- （繁體中文）文匯報 - 特刊  - 對話MTR系列
- （繁體中文）文匯報 - 港鐵與上海的城市情緣